# Exército Brasileiro
L'Exército Brasileiro (Esercito brasiliano) è l'arma terrestre delle forze armate brasiliane. L'esercito brasiliano ha combattuto in diversi conflitti internazionali, principalmente in Sud America durante il XIX secolo. Nel XX secolo, ha combattuto a fianco degli Alleati nella prima e nella seconda guerra mondiale. Allineato con il blocco occidentale, durante il periodo della dittatura militare in Brasile dal 1964 al 1985, ebbe anche una partecipazione attiva alla Guerra fredda, in America Latina e nell'Africa meridionale portoghese, oltre a prendere parte alle missioni di pace delle Nazioni Unite in tutto il mondo dalla fine degli anni '50.
Sul piano interno, oltre ad aver affrontato diverse ribellioni nel corso di questi due secoli, con il sostegno delle élite politiche ed economiche locali, l'esercito ebbe un ruolo di primo piano nel porre fine alla monarchia (golpe repubblicano del 1889), influenzando inoltre le successive scelte politiche ed economiche del Paese. I militari controllarono direttamente la politica brasiliana durante i periodi 1889–1894 (República da Espada, governo dei marescialli Deodoro da Fonseca e Floriano Peixoto); 1930–1951 (Era Vargas ed anni della presidenza Dutra); 1964–1985 (Dittatura militare brasiliana).

## Storia

### Le origini (dal XVI al XVIII secolo)
Sebbene l'esercito brasiliano sia stato creato durante il processo di indipendenza del Brasile dal Portogallo, nel 1822, con le unità dell'esercito portoghese in Brasile che erano rimaste fedeli al principe Dom Pedro, le sue origini possono risalire alle forze terrestri usate dai portoghesi nelle guerre coloniali contro i francesi e gli olandesi, combattute nel XVI e XVII secolo.
Nel periodo coloniale, il re D. Manuel I ordinò spedizioni militari con lo scopo di proteggere i domini portoghesi in America, che all'epoca erano stati da poco scoperti. Con l'avanzare della colonizzazione a Pernambuco e São Vicente, iniziarono a essere costruite le autorità militari native e le basi dell'organizzazione difensiva della colonia per soddisfare le ambizioni di francesi, inglesi ed olandesi.
I primi importanti interventi furono l'espulsione dei francesi da Rio de Janeiro nel XVI secolo e dal Maranhao nel 1615. Con il progredire dell'internalizzazione attraverso l'ampio movimento di espansione territoriale nel XVII e all'inizio del XVIII secolo, venne costretta l'organizzazione della difesa dei nuovi territori conquistati.
La guerra contro gli olandesi, nel XVII secolo, mobilitò per la prima volta un gran numero di persone nel paese e diede origine a un senso di difesa nazionale, indipendentemente dall'influenza della corona. La prima battaglia di Guararapes (1648) segna l'inizio dell'organizzazione dell'esercito come una forza autenticamente brasiliana formata da bianchi locali, guidati da André Vidal de Negreiros, indiani, guidati da Felipe Camarão, e neri/mulatti, guidati da Henrique Dias. Questa data è celebrata come l'anniversario dell'esercito brasiliano.
In quel momento, seguendo il modello di organizzazione dell'esercito portoghese, implementato durante la guerra di restaurazione portoghese a partire dal 1640, le forze terrestri in Brasile adottarono tre linee di organizzazione che vennero mantenute fino al XIX secolo, che includevano:
- Prima linea - Truppe professionali
- Seconda linea - Truppe ausiliarie (chiamate "milizie" dalla fine del XVIII secolo)
- Terza linea - Ordenanças

Per tutto il XVIII secolo la colonia brasiliana ebbe seri problemi di frontiera principalmente nell'estremo sud. A quel tempo, ci furono frequenti scontri tra luso-brasiliani e ispano-platinensi, inoltre, le forze terrestri affrontarono la minaccia delle ribellioni degli indiani e dei neri.

### XIX secolo
Durante il processo d'indipendenza, l'esercito era inizialmente composto da mercenari brasiliani, portoghesi e stranieri. Venne addestrato nella guerriglia da allora fino ai giorni nostri. La maggior parte dei suoi comandanti erano mercenari e ufficiali portoghesi fedeli a Dom Pedro. Tra il 1822 e il 1823, l'esercito brasiliano riuscì a sconfiggere la resistenza portoghese, soprattutto nel nord del paese e in Cisplatina, evitando anche una frammentazione dell'allora nuovo impero brasiliano dopo la sua guerra d'indipendenza. Dopo aver vinto la guerra d'indipendenza, l'esercito, sostenuto dalla Guardia Nazionale (una milizia paramilitare creata nel 1831 dai grandi proprietari schiavisti e terrieri, noti come "colonnelli"), distrusse ogni tendenza separatista dei primi anni, rafforzando l'autorità centrale dell'impero, durante il periodo della Reggenza nel paese, reprimendo in tutto il Brasile una serie di movimenti popolari per l'autonomia politica o contro la schiavitù e il potere dei colonnelli.

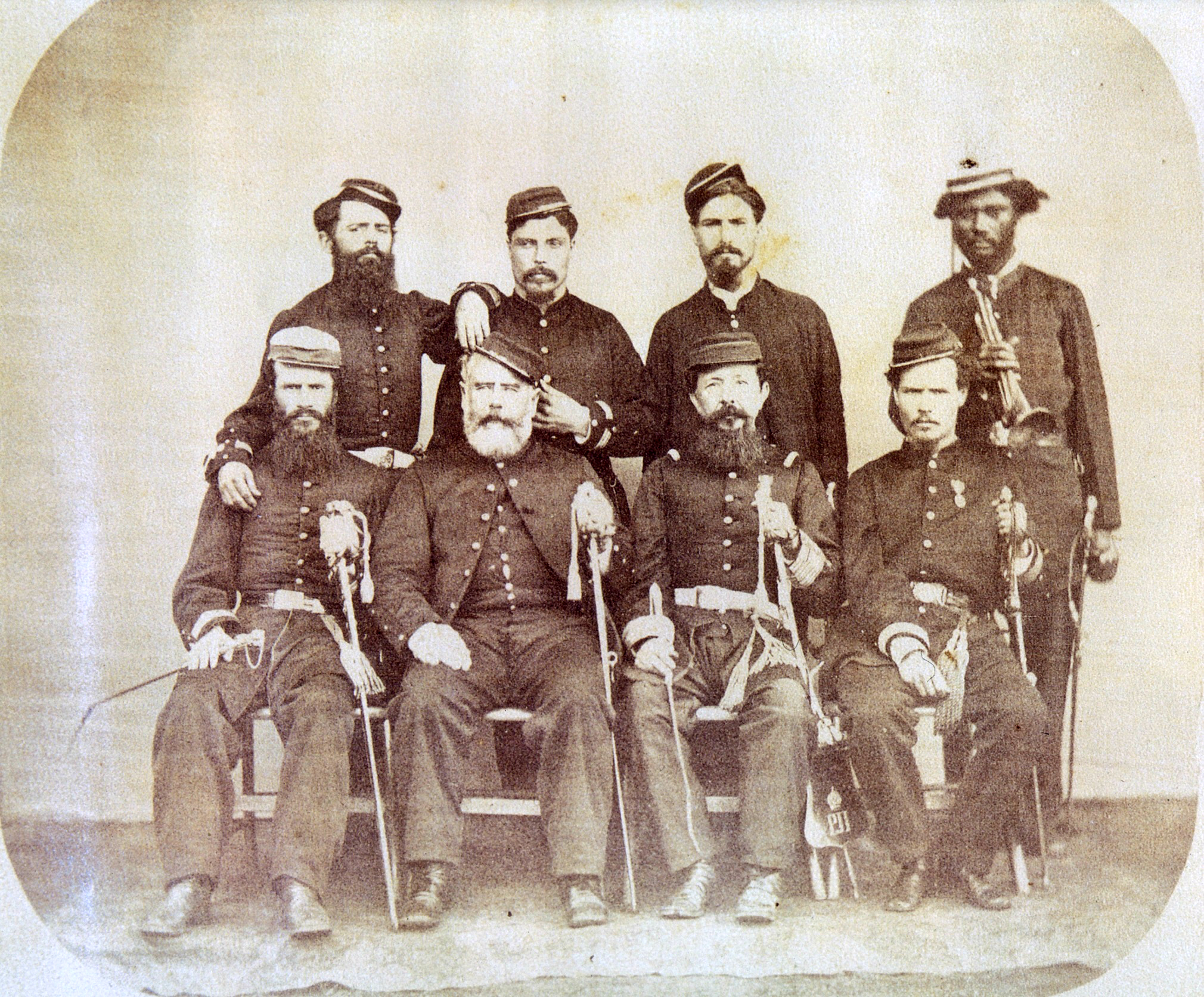
Esercito imperiale brasiliano nel 1870

La Guardia Nazionale fu una forza militare organizzata in Brasile nell'agosto del 1831, durante il periodo della reggenza, e smobilitata nel settembre 1922. La sua creazione avvenne con la legge del 18 agosto 1831 che "crea le guardie nazionali ed estingue i corpi delle milizie, delle guardie cittadine e delle ordinanze". Secondo la suddetta legge, nel suo articolo 1," le guardie nazionali sono create per difendere la costituzione, la libertà, l'indipendenza e l'integrità dell'Impero, per mantenere l'obbedienza e la tranquillità pubblica e per assistere l'Esercito di Linea a difesa dei confini e delle coste", in base all'art. 145 della Costituzione del 1824: "Tutti i brasiliani sono obbligati a prendere le armi per sostenere l'indipendenza e l'integrità dell'Impero e difenderlo dai suoi nemici esterni o interni". Nel settembre 1850, con la legge n. 602, la Guardia Nazionale venne riorganizzata e mantenne i suoi poteri subordinati al ministro della Giustizia e ai presidenti provinciali.

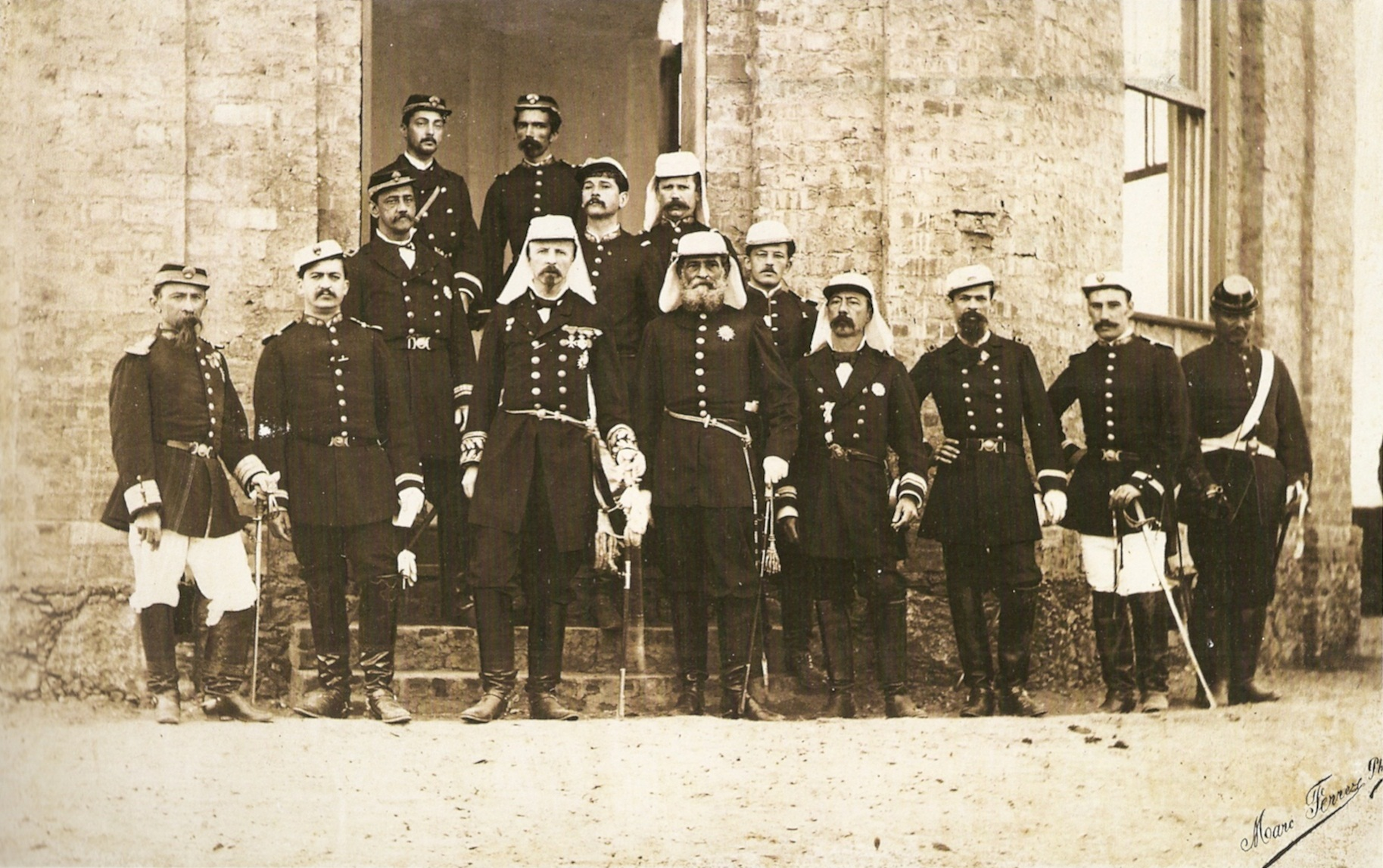
Alto comando dell'esercito imperiale brasiliano nel 1885

Durante il 1850 e l'inizio del 1860, l'esercito insieme alla Marina entrò in azione contro le forze argentine e uruguaiane, che si opponevano agli interessi dell'impero brasiliano. Il successo brasiliano con tale diplomazia delle armi, alla fine, portò ad un urto d'interessi con un altro paese con aspirazioni simili, il Paraguay, nel dicembre 1864. Il 1 maggio 1865 Brasile, Uruguay e Argentina firmarono la Triplice Alleanza per difendersi dall'aggressione del Paraguay, governata dal dittatore Francisco López. Le truppe di López, dopo aver invaso il territorio brasiliano attraverso lo stato del Mato Grosso e il nord dell'Argentina, si stavano dirigendo verso il sud del Brasile e il nord dell'Uruguay. Molti schiavi erano stati incorporati nelle forze brasiliane per affrontare la situazione sempre più grave. Come risultato della loro solida prestazione durante il conflitto, le forze armate svilupparono un forte senso contro la schiavitù. Dopo cinque anni di una terribile guerra (la più grande nella storia sudamericana), l'Alleanza guidata dal Brasile sconfisse Lopez. Durante questa guerra, una delle più grandi della storia e la più grande del Sud America, l'esercito imperiale brasiliano mobilitò 200.000 uomini per la guerra, suddivisi nelle seguenti categorie: 18.000 militari che erano in Uruguay nel 1864; 2.047 nella provincia del Mato Grosso; 56.000 Volontari della Patria; 62.000 guardie nazionali; 11.900 ex schiavi; ed altre 22.000 guardie nazionali rimaste in Brasile per difendere la loro patria. Nel novembre 1889, dopo un lungo logoramento con il regime monarchico aggravato dall'abolizione della schiavitù, l'esercito condusse un colpo di Stato, che portò alla fine dell'impero e alla fondazione di una repubblica. L'attuazione della prima dittatura militare brasiliana (che terminò solo nel 1894), fu seguita da una grave crisi economica che si approfondì in quella istituzionale con il Congresso e la marina, che degenerò in una guerra civile ristretta nella regione meridionale.

### XX secolo

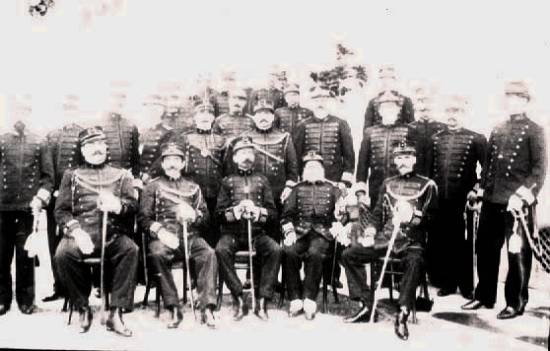
Ufficiali dell'artiglieria costiera nel 1900, giacche blu e pantaloni rossi con l'uniforme dell'Esercito della Repubblica fino al 1912.

Tra il 1893 e il 1927, nel primo periodo repubblicano, l'esercito dovette fare i conti con vari movimenti: alcuni derivavano dalla Marina e dai corpi d'armata che erano insoddisfatti del regime e chiedevano a gran voce cambiamenti democratici, mentre altri avevano origini popolari senza intenzioni politiche convenzionali guidate da leader messianici, come nelle guerre di Canudos e di Contestado.
Queste rivolte erano una seria minaccia alla stabilità del nuovo regime nascente repubblicano ed erano legate al malcontento della popolazione delle regioni più lontane del sertão nord-orientale e delle regioni di recente colonizzazione come il Paraná e ad ovest di Santa Catarina con la Repubblica, poiché lì la popolazione era prevalentemente cattolica e non accettava una Repubblica che appariva totalmente dominata da ideali massonici come la separazione della Chiesa di Stato.

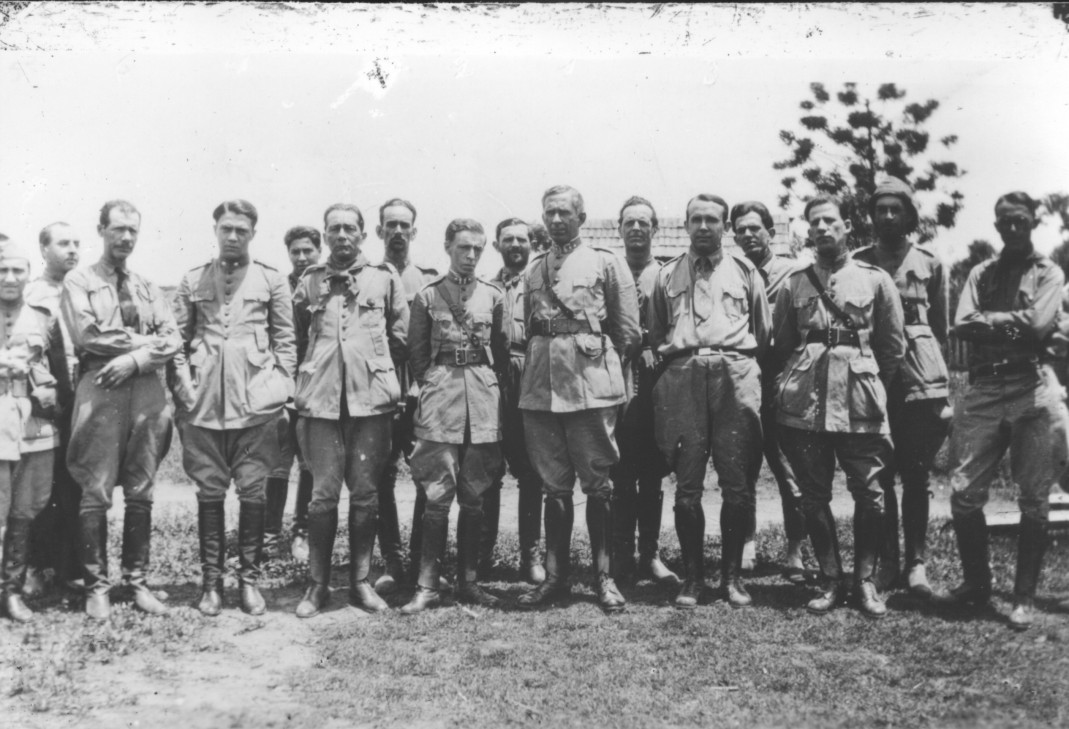
Ufficiali dell'esercito brasiliano nella Rivoluzione del 1930

Dopo anni di combattimenti e molte morti sia da parte dei soldati del governo federale che dei ribelli, questi movimenti vennero sconfitti e la Repubblica si consolidò.
Durante la prima guerra mondiale il governo brasiliano inviò tre piccoli gruppi militari in Europa subito dopo aver dichiarato guerra alle potenze centrali nell'ottobre 1917. Le prime due unità erano dell'esercito; una consisteva di personale medico e l'altra di un gruppo di sergenti-ufficiali, ed entrambe vennero assegnate all'esercito francese sul fronte occidentale nel 1918.
Dall'ottobre 1930 al 1945 l'esercito e le élite ad esso collegate presero per la seconda volta il controllo del paese, avendo il proprietario terriero e leader politico dell'opposizione, Getúlio Vargas, alla guida del movimento. In questo periodo, l'esercito sconfisse la rivolta costituzionalista nel 1932 e due distinti tentativi di colpo di Stato: da parte dei comunisti nel novembre 1935 e dei fascisti nel maggio 1938. L'esercito contribuì anche a formalizzare la dittatura nel 1937.

Soldati del Corpo di spedizione brasiliano in Italia durante la seconda guerra mondiale

Nell'agosto 1942, dopo che i sottomarini tedeschi e italiani affondarono le navi mercantili brasiliane, la mobilitazione popolare costrinse il governo brasiliano a dichiarare guerra all'Italia fascista e alla Germania nazista. Nel luglio 1944, dopo quasi due anni di pressioni pubbliche e negoziati con le autorità statunitensi, venne inviato un corpo di spedizione per unirsi alle forze alleate nella campagna italiana. Il contributo dell'esercito era composto da una divisione di fanteria completa (circa 25.000 uomini, rimpiazzi inclusi), comandata dal maggior generale (in seguito maresciallo) João Batista Mascarenhas de Morais, che in Italia era aggregato al IV Corpo d'armata degli Stati Uniti presso la Quinta Armata statunitense, nel 15º Gruppo d'Armate Alleato.

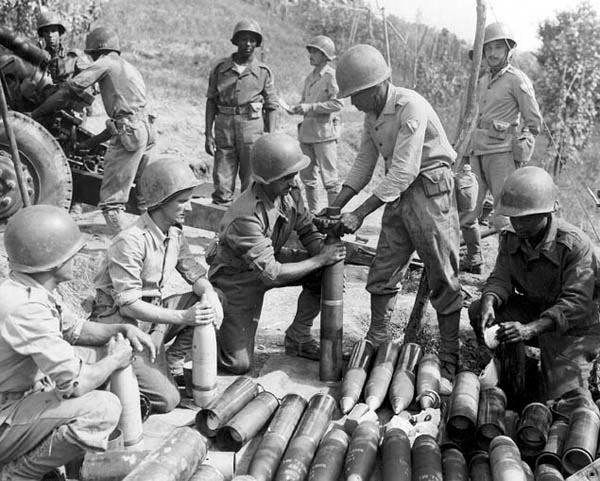
Artiglieria brasiliana sulla linea Gotica, seconda guerra mondiale, settembre 1944

Con la sconfitta dei regimi totalitari nella seconda guerra mondiale, Vargas venne rimosso dal capo dell'esercito, il generale Dutra, che nel 1946 vinse la controversia elettorale contro il maresciallo dell'Aria, Eduardo Gomes. Dopo il suicidio di Vargas (succeduto a Dutra nel 1950), a causa di una crisi istituzionale, i settori dell'esercito guidati dal maresciallo Lott assicurarono l'inaugurazione del mandato di Juscelino Kubitschek, eletto nel 1955.
Con le dimissioni di Jânio Quadros, succeduto a Kubitschek, si aprì una nuova crisi istituzionale, esacerbata dal contesto della guerra fredda, e tra la fine di marzo e l'inizio di aprile 1964 l'esercito brasiliano (allora guidato dal generale Humberto de Alencar Castelo Branco) prese il potere attraverso il suo terzo colpo di Stato, inaugurando un altro periodo dittatoriale, durato 21 anni.
Questo colpo di Stato fu il primo di una serie di colpi di stato in Sud America che sostituirono i governi democraticamente eletti con regimi militari. Queste dittature dominarono il Sud America fino agli anni '80. In questo periodo l'esercito brasiliano impiegò mezzi duri per sopprimere i gruppi dissidenti militanti: cambiando la legge, limitando i diritti politici, dopo aver molestato e perseguitato i dissidenti; e militarmente, con il supporto delle forze di polizia e delle milizie, procedendo con metodi di lotta alla guerriglia e contro-insurrezione per sconfiggere i movimenti di guerriglia che cercavano di combattere il regime con la forza. I guerriglieri urbani furono attivi in Brasile tra il 1968 e il 1971 mentre nelle zone rurali i 2 principali movimenti sottomessi dall'esercito furono, rispettivamente, uno nella regione dove si trova oggi il Parco Nazionale di Caparaó (1967) e l'altro nella regione del fiume Araguaia (1972–74).
A livello internazionale, nel 1965 l'esercito brasiliano unì le forze con i marines statunitensi che intervennero nella Repubblica Dominicana, nell'operazione Power Pack. Durante gli anni '70 si rafforzarono i legami di interscambio e di cooperazione con eserciti di altri paesi sudamericani che fornivano e ricevevano consigli sui metodi di contro-guerriglia e contro-insurrezione, come ad esempio nell'operazione Condor, un coordinamento procedurale per trovare, catturare ed eliminare i dissidenti politici nel continente. Dal periodo Geisel, la terza dittatura brasiliana cercò una maggiore indipendenza nella sua politica estera, uscendo automaticamente dall'allineamento con gli interessi statunitensi, soprattutto in relazione all'Africa subsahariana e al Medio Oriente.
A metà degli anni '70, nonostante il dissenso annullato (per eliminazione, detenzione o esilio), la guerriglia di sinistra sconfitta e l'opposizione legale addomesticata, la repressione non era stata ridotta. Ciò si aggiunse ai vizi e all'usura di anni di potere dittatoriale, oltre agli effetti dell'allora crisi petrolifera/energetica e del default latinoamericano, durante la fine degli anni '70 e l'inizio degli anni '80, portò a crescenti pressioni sociali per la democrazia, che lentamente ma costantemente costrinse l'esercito a tornare alle sue attività professionali.

### XXI secolo

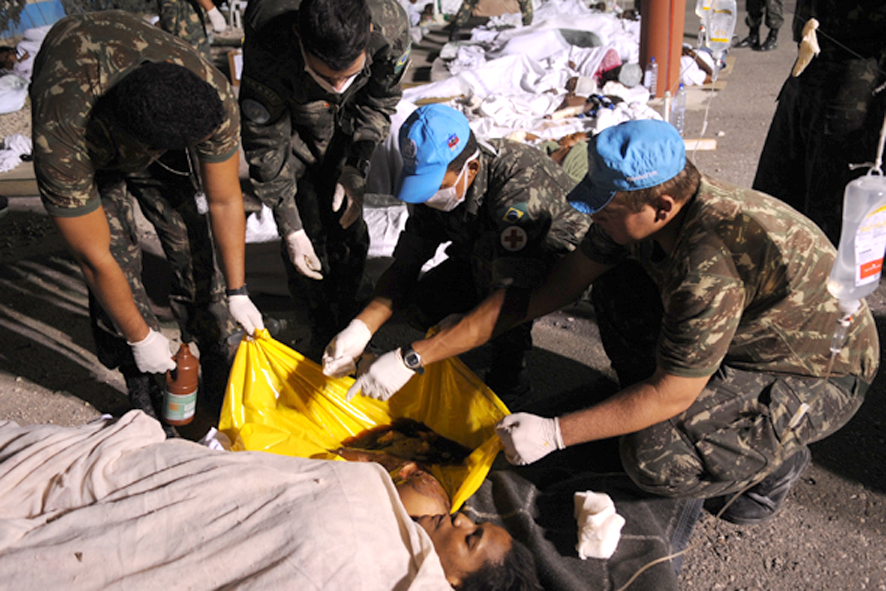
I civili haitiani ricevono assistenza in un campo allestito dall'esercito brasiliano nel terremoto di Haiti del 2010.

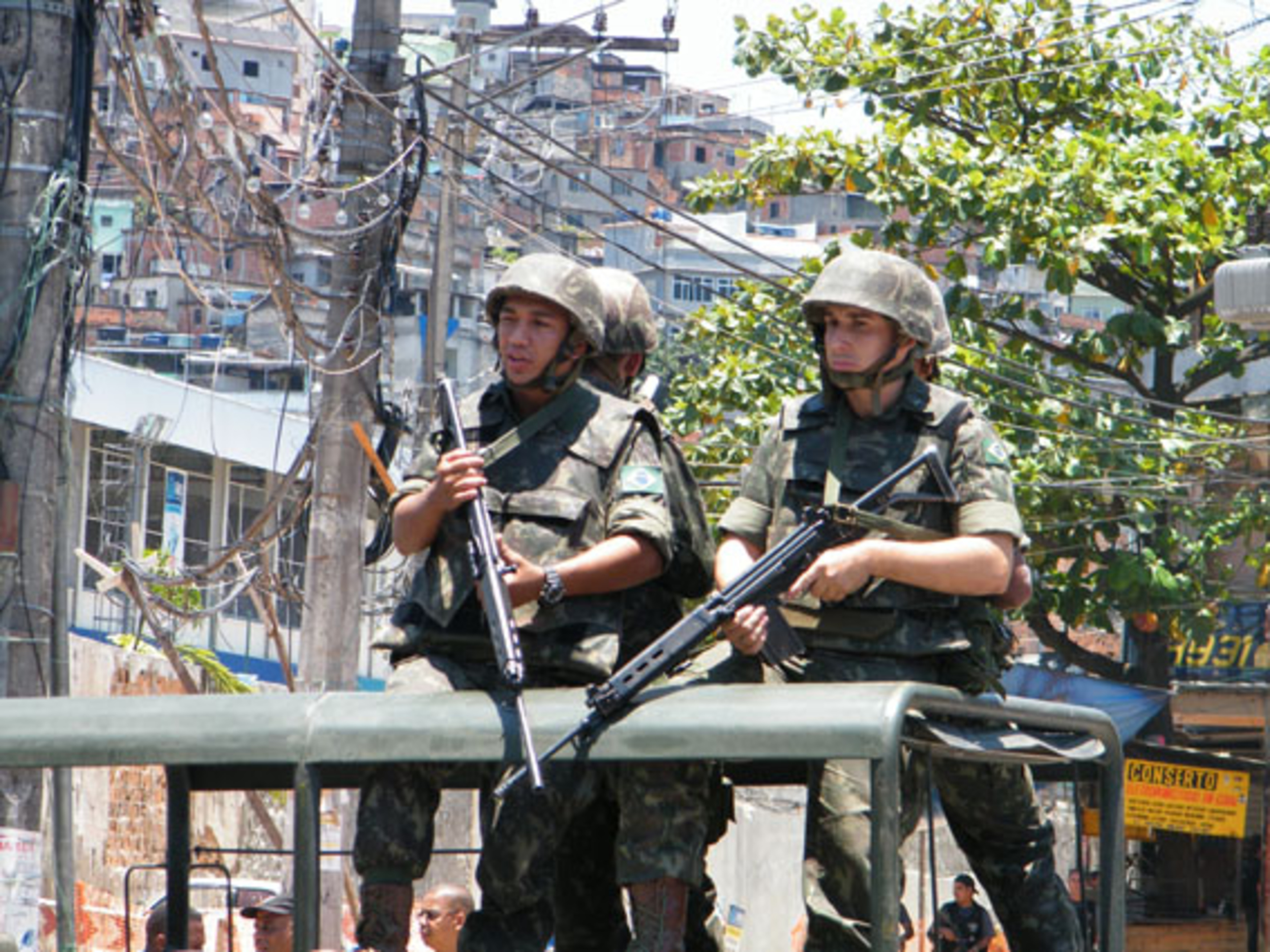
Paracadutisti durante un pattugliamento, crisi della sicurezza di Rio de Janeiro

Dalla fine degli anni '50 l'esercito ha preso parte ad alcune missioni di pace delle Nazioni Unite come ad esempio: a Suez (1956-67), a Timor Est (1999-2004), in Angola (1995-1997) e ad Haiti dal 2004, essendo l'ultimo il più recente intervento esterno in questa nazione, così come l'operazione di più lunga durata nella storia dell'esercito brasiliano fuori dal paese.
Nel devastante terremoto che si verificò ad Haiti il 12 gennaio 2010, morirono diciotto soldati brasiliani. L'esercito brasiliano ha schierato circa 2.150 soldati ad Haiti per aiutare nella ricostruzione del paese.
L'esercito brasiliano sta cercando di rinnovare il suo equipaggiamento e di ridistribuire le sue caserme in tutte le regioni brasiliane, dando priorità all'Amazzonia. Dopo la promulgazione della Strategia di difesa nazionale brasiliana, nel dicembre 2008, il governo brasiliano sembra essere interessato alla modernizzazione delle forze armate.
Nel 2010, durante la crisi di sicurezza di Rio de Janeiro, l'esercito brasiliano inviò 800 paracadutisti per combattere il traffico di droga a Rio de Janeiro. In seguito all'invasione, circa 2.000 soldati dell'esercito vennero inviati ad occupare il Complexo do Alemão.
Nel 2014, 2050 soldati dell'esercito fecero irruzione in un complesso di baraccopoli di Rio de Janeiro, Maré, con veicoli corazzati ed elicotteri nel tentativo di migliorare la sicurezza due mesi prima dell'inizio della Coppa del mondo FIFA 2014. A causa della Coppa del Mondo FIFA 2014, l'esercito brasiliano offrì più di 50.000 uomini per la sicurezza all'evento, è la più grande forza lavoro militare mai impiegata nella sicurezza di una Coppa del mondo FIFA.
Nel febbraio 2016, il governo federale brasiliano aveva mobilitato il 60% delle forze armate, ovvero circa 220.000 soldati (inclusi più di 140.000 soldati dell'esercito brasiliano), per andare "di casa in casa" nella battaglia contro il focolaio del virus Zika.
Nel luglio 2016, l'esercito brasiliano fornì più di 21.000 soldati, 28 elicotteri dell'esercito e 70 veicoli corazzati per garantire la sicurezza della città di Rio de Janeiro durante le Olimpiadi estive 2016. Altri 20.000 soldati furono in servizio nelle cinque città che ospitarono il torneo olimpico di calcio di Rio 2016: Belo Horizonte, Brasilia, Manaus, Salvador e San Paolo. Durante i giochi a Rio de Janeiro vennero schierati anche 14.800 soldati dell'esercito.

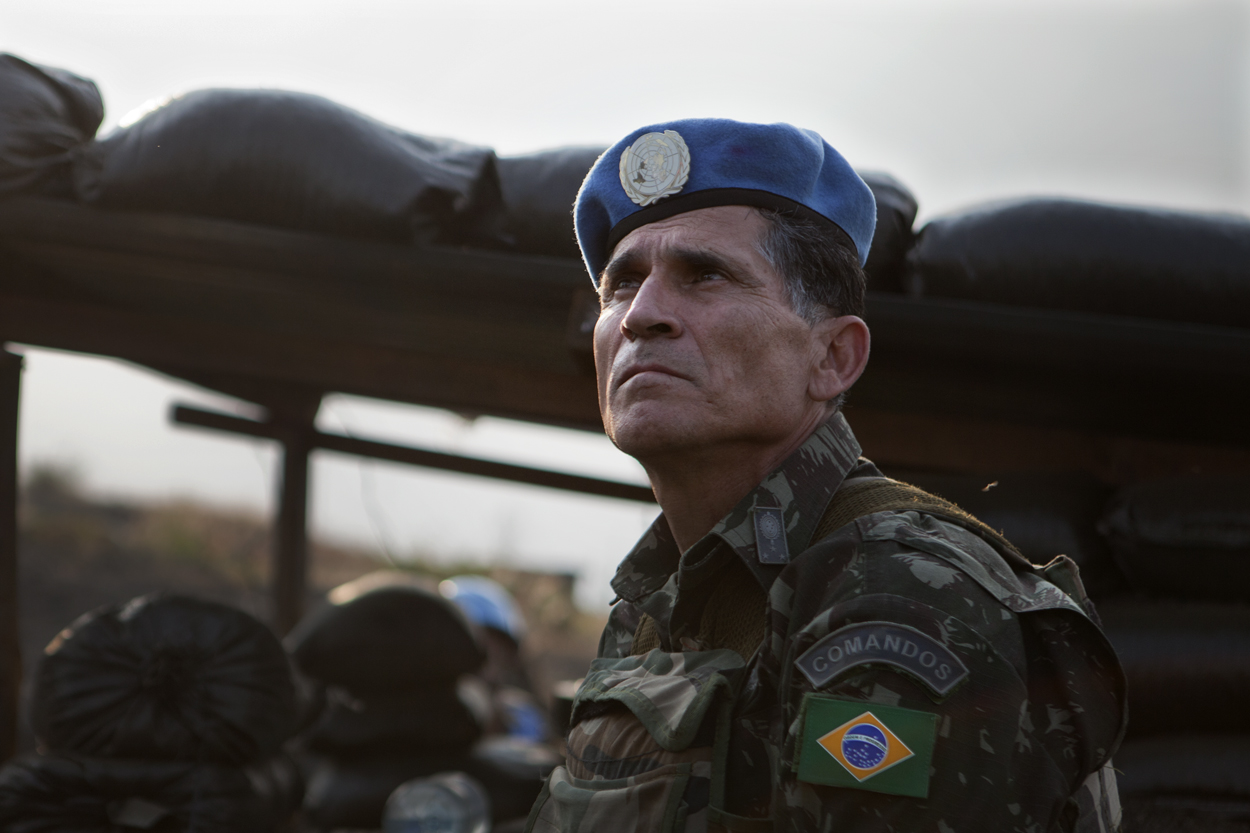
Il comandante della forza MONUSCO, il gen. Carlos Alberto dos Santos Cruz durante una missione d'osservazione nella UN Intervention Brigade mentre le FARDC conducono un attacco alle posizioni dei ribelli dell'M23 a Kanyaruchinya vicino a Goma, nella Repubblica Democratica del Congo - 15 luglio 2013

Nel febbraio 2017, durante lo scoppio delle violenze nell'Espírito Santo, l'esercito venne utilizzato ancora una volta per contenere i problemi di violenza urbana verificatisi dopo un attacco della polizia militare di quello stato, impiegando un effettivo che raggiunse il totale di 3000 soldati.
L'esercito brasiliano sta creando una forza di spedizione (F EXPD) per fornire supporto permanente alla partecipazione del paese alle missioni straniere. Gli ufficiali delle forze armate si aspettano che l'F EXPD risponda rapidamente, da sola o in collaborazione con le forze di sicurezza delle nazioni partner, per salvaguardare gli interessi nazionali ed eseguire un ampio spettro di operazioni come azioni umanitarie e missioni di pace. Sarà conforme alle disposizioni del Capitolo 1 del Libro bianco sulla difesa nazionale, che venne pubblicato nel 2012 e copre le funzioni e le azioni delle forze di difesa del paese, con l'obiettivo di schierare la forza entro il 2022.
La forza di spedizione (F EXPD) dovrebbe inizialmente essere composta da un battaglione, con 1.000 soldati, nel suo primo anno di attività nel 2022. Nell'ultima fase, prevista per il 2030, dovrebbe evolvere in una brigata, con 3.000 soldati che aggiungerebbero maggiori capacità, come fanteria, supporto antincendio e logistica. L'F EXPD utilizzerà anche veicoli corazzati per aumentare la sua capacità operativa e le possibilità delle prestazioni.
All'inizio del 2018 l'esercito brasiliano ha svolto un ruolo fondamentale durante l'Intervento Federale nello Stato di Rio de Janeiro, che ha dovuto affrontare una grave crisi economica e di sicurezza. Il generale Walter Souza Braga Neto, comandante del Comando militare orientale, che ha il suo quartier generale nella città di Rio de Janeiro, ha preso il comando delle forze militari e di pubblica sicurezza dello stato in nome dell'esercito. È stato uno dei responsabili della sicurezza alle Olimpiadi estive del 2016, con sede nella stessa città. Il generale ha assunto il comando della Polizia militare dello Stato di Rio de Janeiro, della Polizia civile dello Stato di Rio de Janeiro e del Corpo militare dei vigili del fuoco e ha risposto direttamente al Presidente della Repubblica nel suo incarico di comandante in capo delle forze armate secondo la costituzione.

### Cronologia delle battaglie degne di nota
Era coloniale
- Guerra olandese-portoghese;

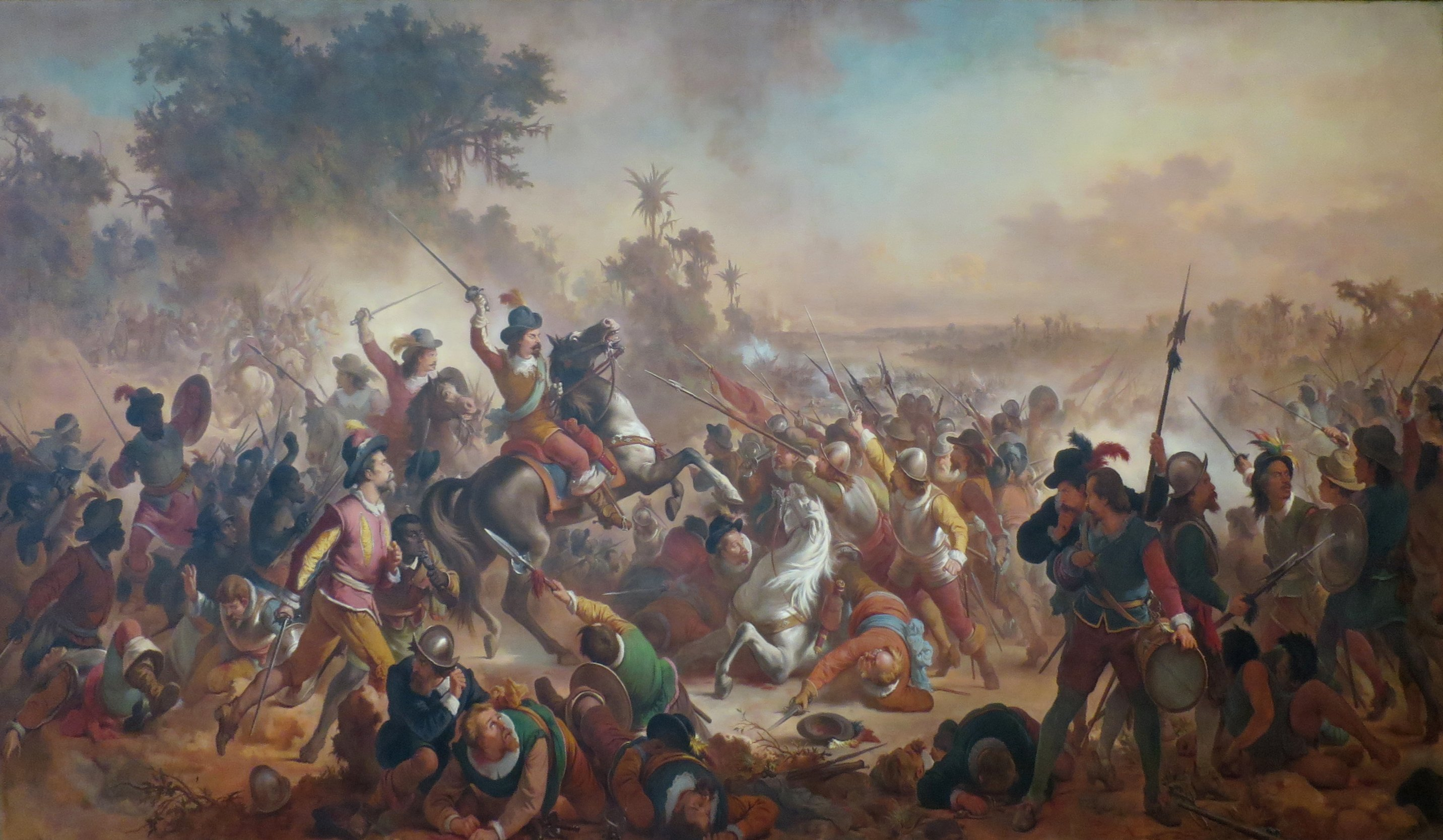
Le due battaglie di Guararapes (1648–1649) sono considerate un'importante pietra miliare come origine dell'esercito brasiliano.

  - Ricattura dell'Angola – Le forze coloniali portoghesi del Brasile riconquistano l'Angola dagli olandesi.
  - Battaglie di Guararapes – Le vittorie decisive delle forze cattoliche portoghese-brasiliane sulle truppe coloniali olandesi protestanti e sui loro alleati nativi nel nord-est brasiliano
  - Riconquista di Recife – La forza luso-brasiliana riconquista la città di Recife dagli olandesi.
- Guerra di successione spagnola
  - Battaglia di Rio de Janeiro
- Guerra ispano-portoghese (1735–37)
- Guerra del Guaraní
- Guerra d'indipendenza spagnola;
  - Battaglia di Caienna – La conquista della capitale della Guyana francese da parte delle forze coloniali luso-brasiliane.
- Invasione luso-brasiliana

Impero:
- Guerra d'indipendenza brasiliana;
  - Battaglia di Pirajá - Costituì uno scontro decisivo tra le forze brasiliane e portoghesi, con la vittoria brasiliana, consolidando la situazione di sconfitta politica e militare dei portoghesi a Bahia. 8 novembre 1822.
  - Battaglia di Jenipapo – Confronto tra l'esercito brasiliano e l'esercito reale portoghese sulle rive del fiume Jenipapo, Piauí.
  - Assedio di Salvador – Battaglia che ha portato alla resa delle forze coloniali portoghesi a Salvador di Bahia; guerra d'indipendenza brasiliana.
  - Assedio di Caxias – Battaglia che segna l'inizio del crollo delle forze portoghesi nel Maranhão.
  - Assedio di Montevideo (1823-24)
- Guerra argentino-brasiliana;
  - Battaglia di Ituzaingó – Battaglia campale tra forze imperiali (brasiliane) e repubblicane (argentine) vicino al fiume Santa Maria.
- Rivolte della Reggenza;
  - Battaglia di Detrás-da-Serra – Agosto 1840. Battaglia decisiva durante la Balaiada.
  - Battaglia di Porongos – Novembre 1844. Ultima battaglia della guerra dei Farrapos.
- Guerra de la Plata;
  - Battaglia di Caseros – Battaglia che coinvolge le forze imperiali brasiliane a Caseros, Buenos Aires.
- Guerra uruguaiana;
  - Assedio di Paysandú – Attacco brasiliano e assedio alla fortezza di Paysandu.

- Guerra della triplice alleanza;

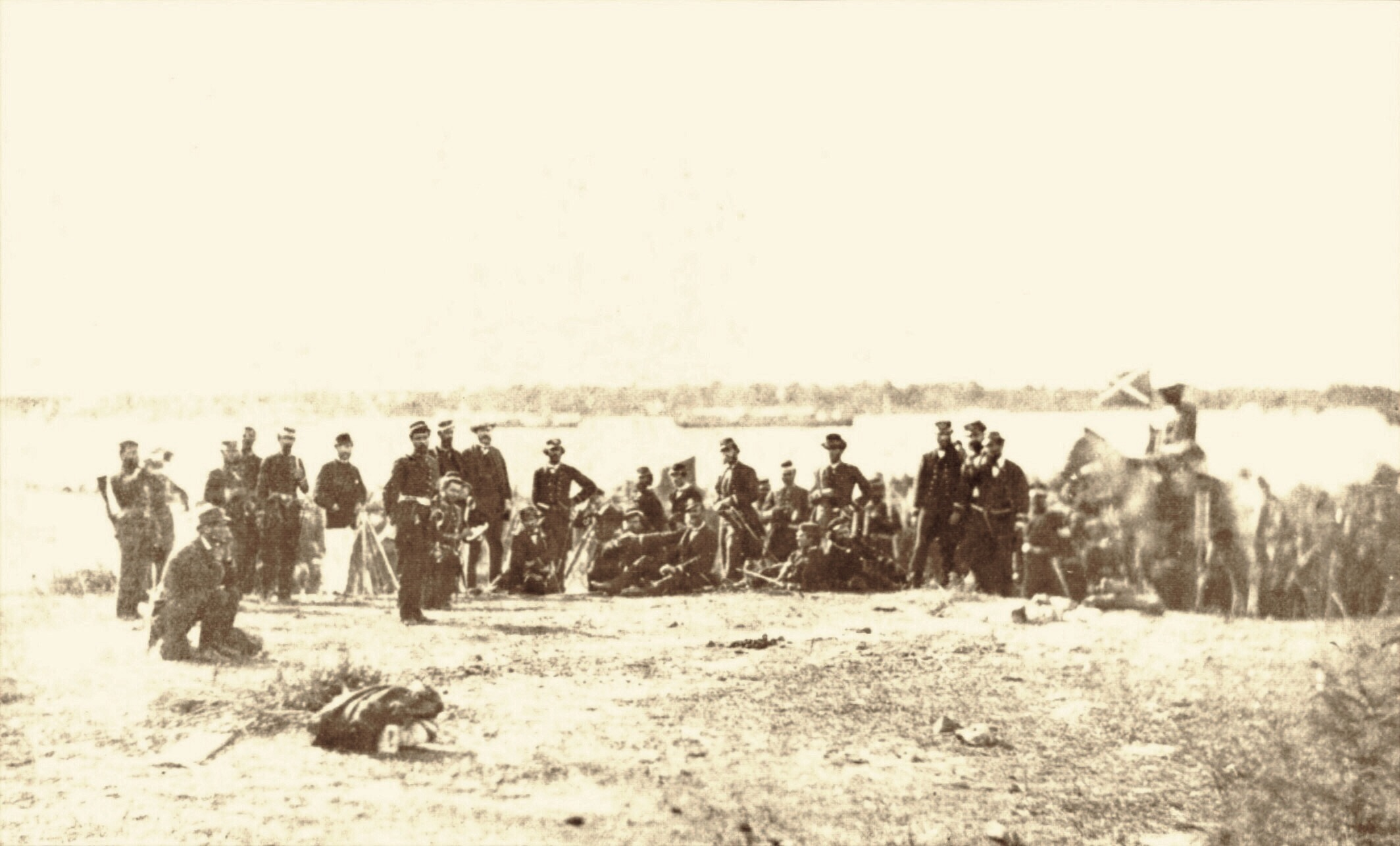
Brazilian troops during Siege of Paysandu, 1864

  - Battaglia di Yatay – Fu la prima grande battaglia terrestre della guerra in Paraguay e la più importante della seconda fase della guerra (17 agosto 1865).
  - Battaglia di Estero Bellaco – Questa battaglia ebbe luogo il 2 maggio 1866, in cui l'esercito alleato respinse un attacco a sorpresa del Paraguay.
  - Battaglia di Tuyutí – La più grande e sanguinosa battaglia della storia sudamericana.
  - Battaglia di Tatayibá – La battaglia fu uno scontro di cavalleria tra una forza paraguaiana guidata dal generale Bernardino Caballero e una forza brasiliana guidata dal duca di Caxias.
  - Battaglia di Ytororó – .Le forze brasiliane avanzarono contro le posizioni del Paraguay per il controllo del ponte sul fiume Ytororó
  - Battaglia di Avay – Scontro tra forze brasiliane e paraguaiane al torrente Avay.
  - Battaglia di Lomas Valentinas – La battaglia fu combattuta nel Dipartimento Centrale del Paraguay il 21-27 dicembre 1868. L'esercito paraguaiano, guidato personalmente dal presidente Francisco Solano Lopez, fu decisamente sconfitto, sebbene egli riuscì a fuggire.
  - Battaglia di Piribebuy – Confronto il 12 agosto 1869 nella città paraguaiana di Piribebuy, che allora fungeva da capitale temporanea del governo paraguaiano. La battaglia durò 5 ore, con le truppe brasiliane, che avevano un vantaggio numerico schiacciante, che conquistarono la città.
  - Battaglia di Acosta Ñu – Truppe brasiliane contro le forze paraguaiane ad Eusebio Ayala, Paraguay
  - Battaglia di Cerro Corá – L'attacco finale dell'esercito brasiliano contro le forze paraguaiane sulle rive del fiume Aquidabán, in Paraguay.

Repubblica:
- Seconda rivolta della Marina
  - Battaglia della baia di Guanabara – L'esercito resistette al bombardamento delle navi da guerra ribelli e sconfisse i ribelli sul terreno.
  - Battaglia di Armação/Niterói – Avendo bisogno di un punto d'appoggio a terra, i ribelli tentarono di occupare la città di Niterói, ma l'esercito respinse l'attacco il 9 febbraio 1894.
- Guerra federalista
  - Assedio di Lapa – Le truppe lealiste resistono a un assedio fatto dalle forze ribelli per 26 giorni, fino all'arrivo dei rinforzi, a Curitiba. Gennaio/febbraio 1894
  - Battaglia di Carovi – Le truppe lealiste sconfissero i ribelli, un giorno dopo aver ucciso il leader dei ribelli, 10-11 agosto 1895
- Guerra di Canudos

- - 1ª Battaglia di Canudos (3ª spedizione) – 2-4 marzo 1897. I guerriglieri messianici sconfissero la prima spedizione dell'esercito, uccidendo il suo comandante.
  - Ultima battaglia di Fazenda Velha – La carica a baionetta dell'esercito, coperta dal fuoco delle mitragliatrici, sconfisse decisamente i guerriglieri messianici, 7 settembre 1897.
  - Battaglia della strada di Várzea da Ema – L'esercito circondò la città di Canudos, rendendo la situazione insostenibile per le forze rimanenti dei ribelli (da allora completamente circondati), il 23 settembre 1897.
- Guerra del Contestado;
  - Battaglia di Taquaruçu - Agosto 1914; la fanteria, la cavalleria e l'artiglieria dell'esercito investono contro la fortezza ribelle fortificata che viene completamente distrutta.
  - Battaglia del fiume Caçador - Aprile 1915; la fanteria dell'esercito avanza lungo le rive del fiume Caçador sotto la forte resistenza dei ribelli sulle colline, il combattimento termina con un gran numero di morti su entrambi i lati e la ritirata dei ribelli.
  - Battaglia di Santo Antônio - Gennaio 1915; città ribelle attaccata ed occupata dalla spedizione dell'esercito, tutti i difensori vennero uccisi o catturati.
  - Battaglia di Santa Maria – Febbraio / aprile 1915; guerriglieri messianici sconfitti dalle truppe dell'esercito nell'ultimo grande scontro della guerra del Contestado
- Prima guerra mondiale;
- Offensiva dei cento giorni – Serie finale di battaglie sul fronte occidentale. L'esercito brasiliano in Francia nel 1918 partecipò all'interno delle unità alleate.
- Tenentismo (anni '20);
  - Battaglia di San Paolo – Luglio 1924; dopo circa tre settimane di combattimenti, le truppe ribelli riescono a sfuggire all'assedio fatto dalle truppe lealiste, secondo uno schema che si sarebbe ripetuto in tutto il paese fino al febbraio 1927.
  - Battaglia di Óbidos – L'esercito recupera una fortificazione presa dagli ammutinati. Ci furono molte vittime dei ribelli il 25 agosto 1924.
- Rivolta costituzionalista;
  - Battaglia del tunnel di Mantiqueira – Luglio/settembre 1932; nel decisivo combattimento terrestre di quel conflitto, le truppe dell'Esercito Nazionale sconfiggono le forze ribelli dello Stato di San Paolo.

- Seconda guerra mondiale;
  - Linea Gotica, Penultima fase della Campagna d'Italia (una delle più lunghe della seconda guerra mondiale):
    - Battaglia del Monte Castello – La battaglia più lunga (circa 3 mesi) in cui fu coinvolta la Divisione di fanteria brasiliana inviata nella Campagna d'Italia durante la seconda guerra mondiale.
    - Battaglia di Castelnuovo – 5–6 marzo 1945.

- - Offensiva finale Alleata in Italia: fu l'attacco finale degli Alleati iniziato il 6 aprile 1945 e terminato il 2 maggio con la resa delle forze tedesche in Italia.
    - Battaglia di Montese – La battaglia che ebbe il giorno più sanguinoso di combattimento per l'esercito brasiliano nella seconda guerra mondiale (14-16 aprile 1945).
    - Battaglia della Sacca di Fornovo – L'ultima battaglia dell'offensiva di primavera Alleata in Italia che coinvolse grandi unità militari. Le truppe brasiliane catturarono due divisioni tedesche (Wehrmacht) e una divisione dell'Esercito Nazionale Repubblicano, l'unica volta prima della fine della guerra in Italia dove venne catturata una divisione tedesca (26-29 aprile 1945).
- Guerra fredda;
  - Battaglia di Santo Domingo – Maggio/agosto 1965. Parte dell'epocale sostegno militare brasiliano all'intervento degli Stati Uniti nella guerra civile dominicana.
  - Guerriglia Araguaia:
    - Operação Papagaio (Operazione Pappagallo) – Aprile/ottobre 1972; facendo uso convenzionale delle truppe regolari, la prima campagna dell'esercito contro la guerriglia rurale di sinistra, che combatteva contro l'allora dittatura militare. Risultato inconcludente.
    - Operazione Marajoara – Ottobre 1973/ottobre 1974 - eradicazione della guerriglia rurale nella regione dell'Araguaia, condotta da piccole unità dell'esercito, specializzate in anti-insurrezione.

### Uniformi storiche dell'esercito brasiliano

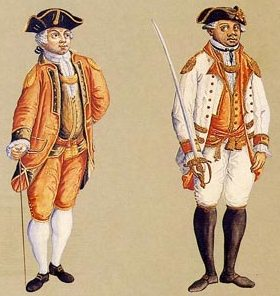
Soldati nativi brasiliani (Ordenanças) in servizio nell'esercito coloniale portoghese nel 1700.
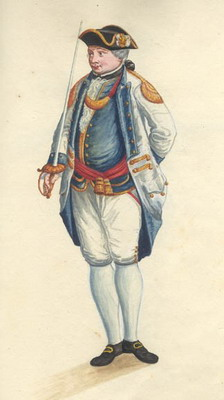
Ufficiale brasiliano dell'esercito coloniale portoghese nel 1756, periodo della guerra guarani.
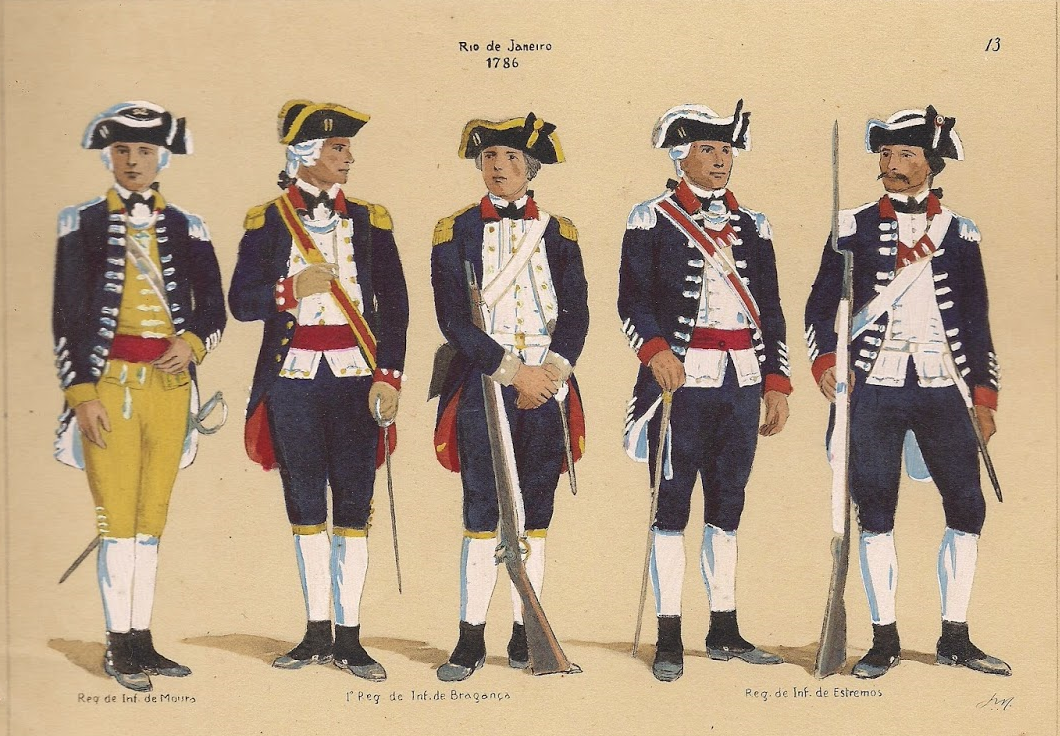
Soldati dei reggimenti portoghesi europei della guarnigione di Rio de Janeiro nel 1786.
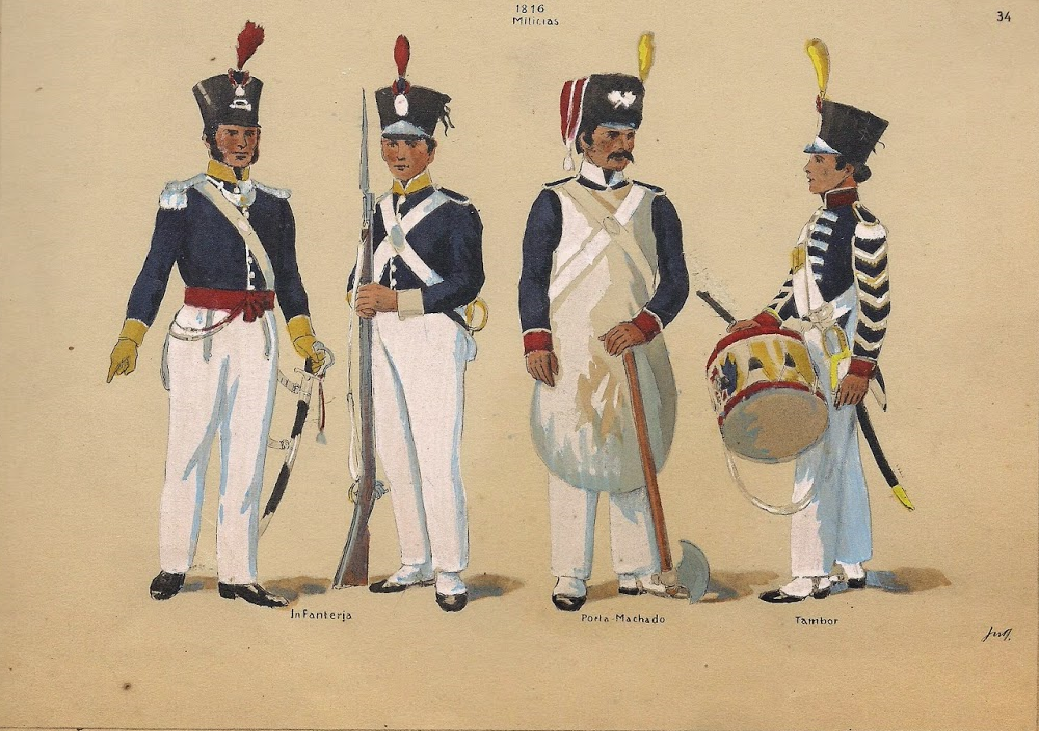
Fanteria brasiliana dell'esercito coloniale durante l'occupazione della città di Caienna nella Guyana francese nel 1816.
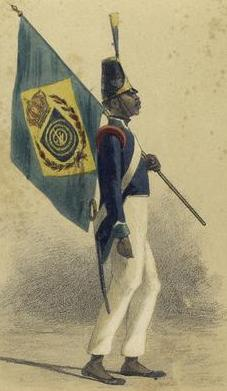
Soldato nero imperiale brasiliano (ex schiavo) delle forze regolari nel periodo dell'indipendenza, 1822.
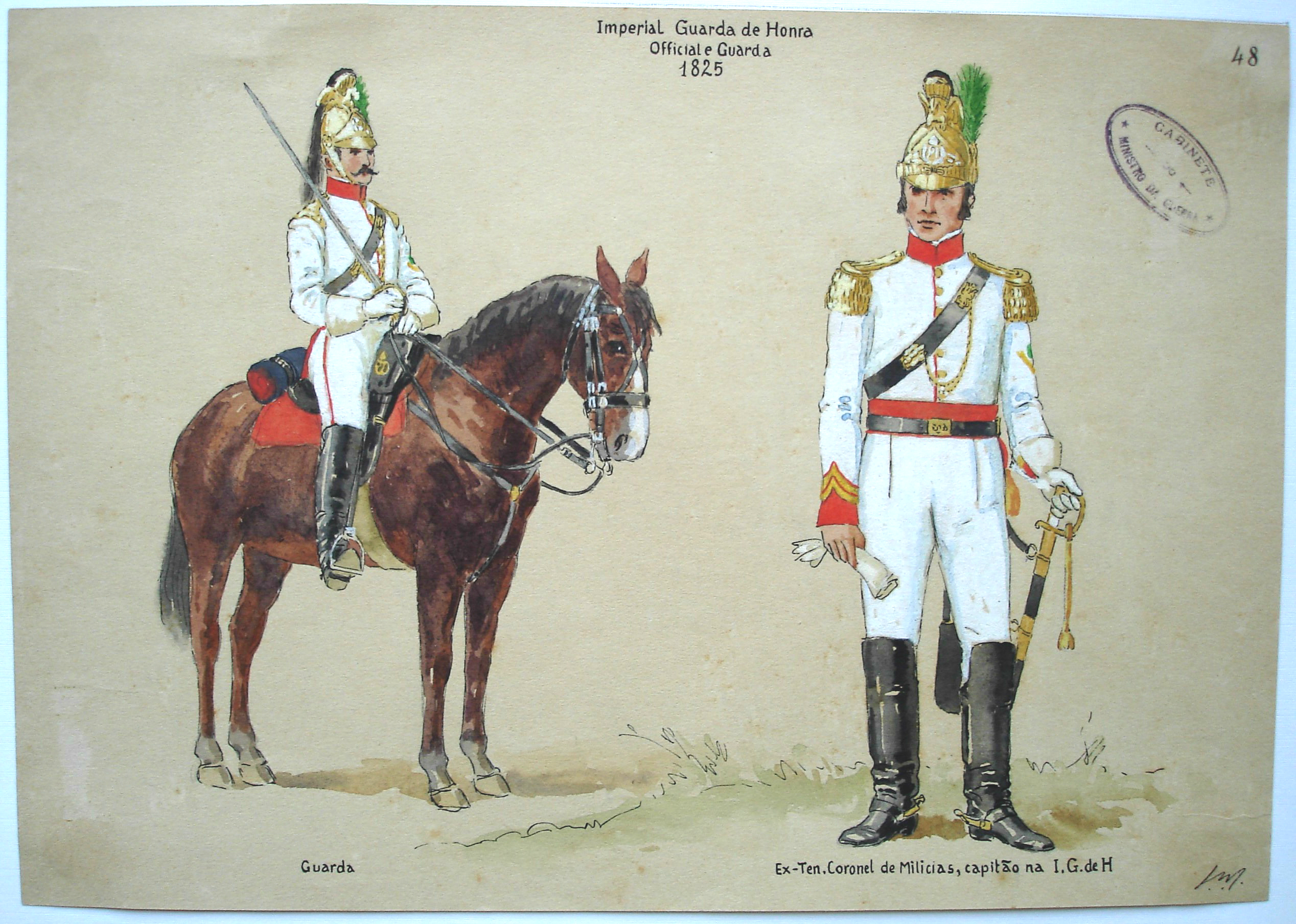
Guardia (soldato) e capitano (ufficiale) della Guardia Imperiale d'Onore nel 1825.
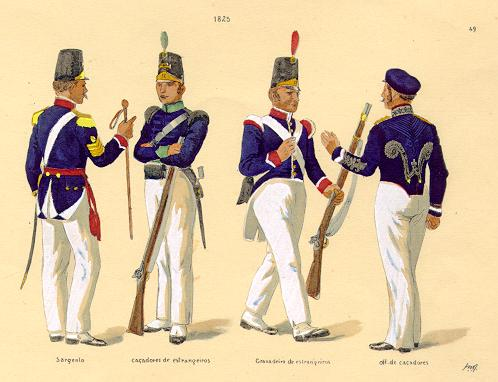
Soldati di fanteria, caçadores stranieri (fanteria leggera), granatieri stranieri e caçadores dell'esercito imperiale brasiliano nel periodo della guerra argentino-brasiliana, 1825.
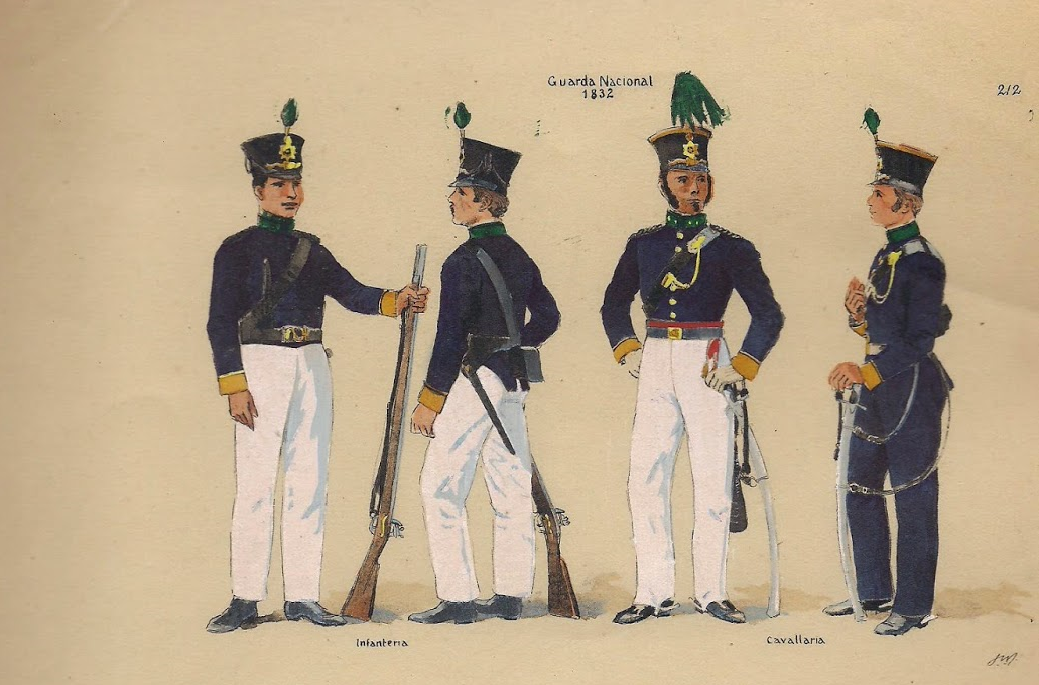
Uniforme della Guardia Nazionale e dei volontari dell'Esercito a Belém durante il Cabanagem, 1835.
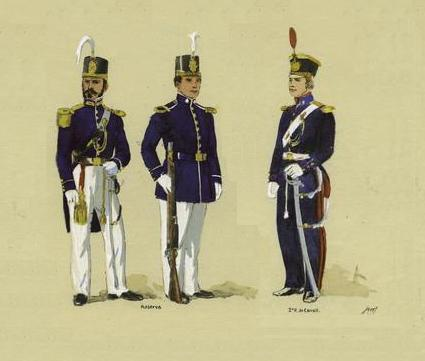
Ufficiali di fanteria (a sinistra) e ufficiali di cavalleria (a destra) nel periodo della guerra de la Plata, 1851.
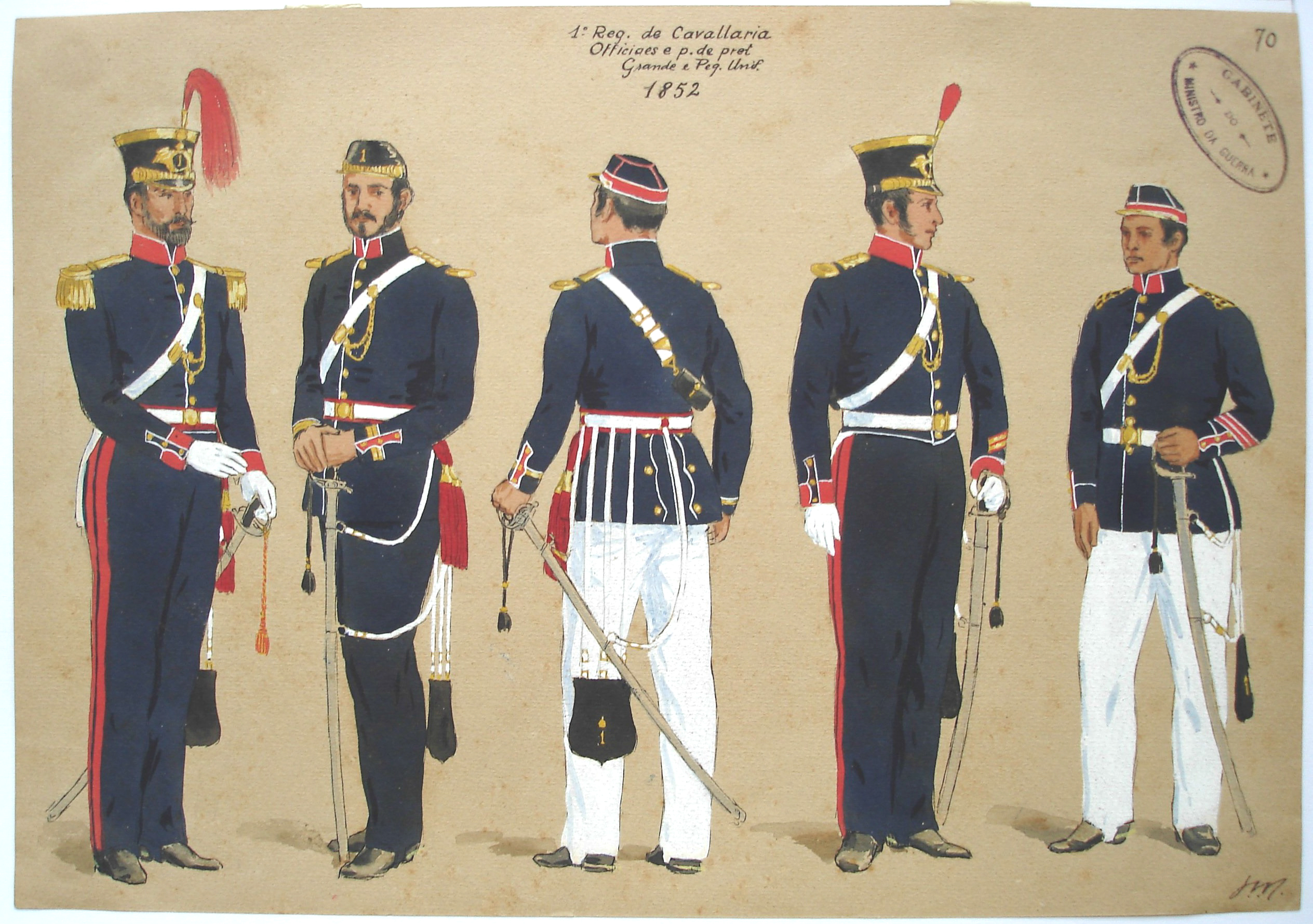
Uniforme di ufficiali e soldati dei reggimenti di cavalleria nel 1852.
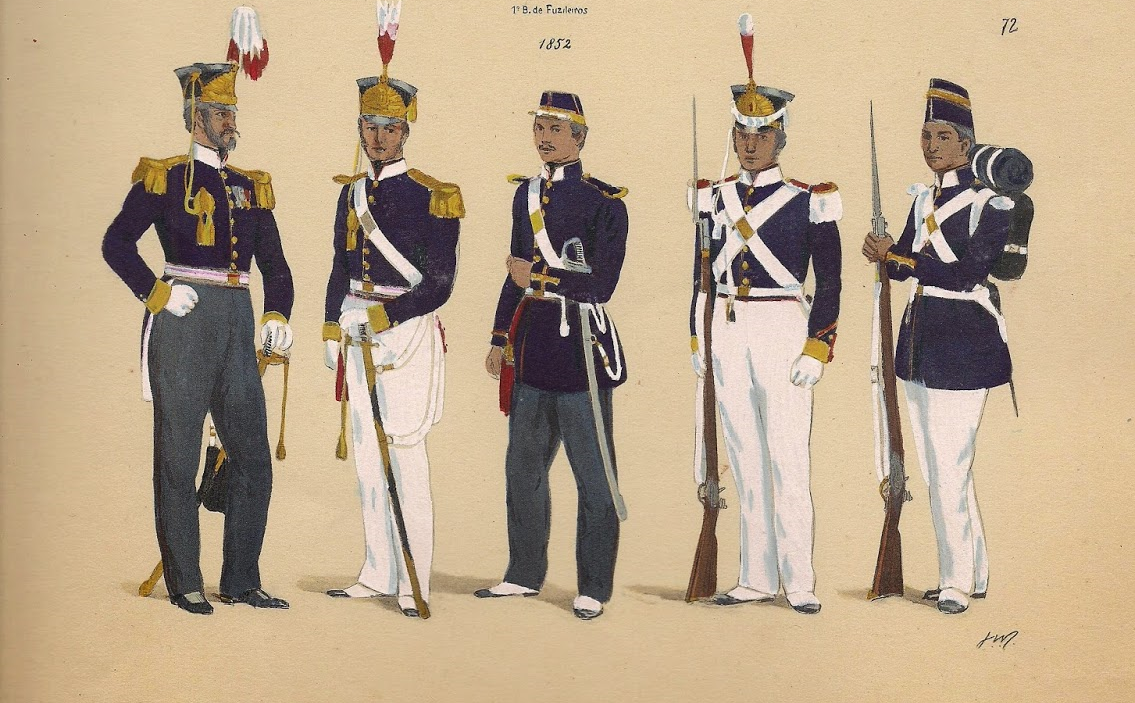
Uniforme di fanteria dell'esercito imperiale brasiliano nel 1852.
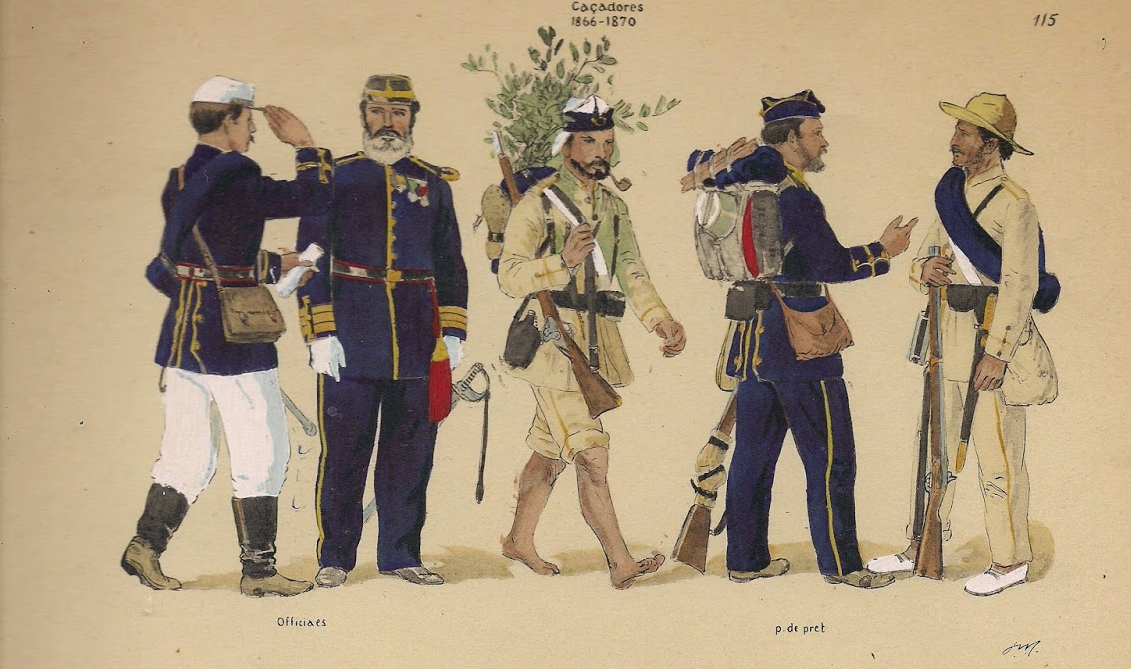
Da sinistra a destra: cacciatore di cavalleria, ufficiale colonnello e cacciatori di fanteria (esercito e forze ausiliarie) nella guerra della triplice alleanza, 1865-1870.
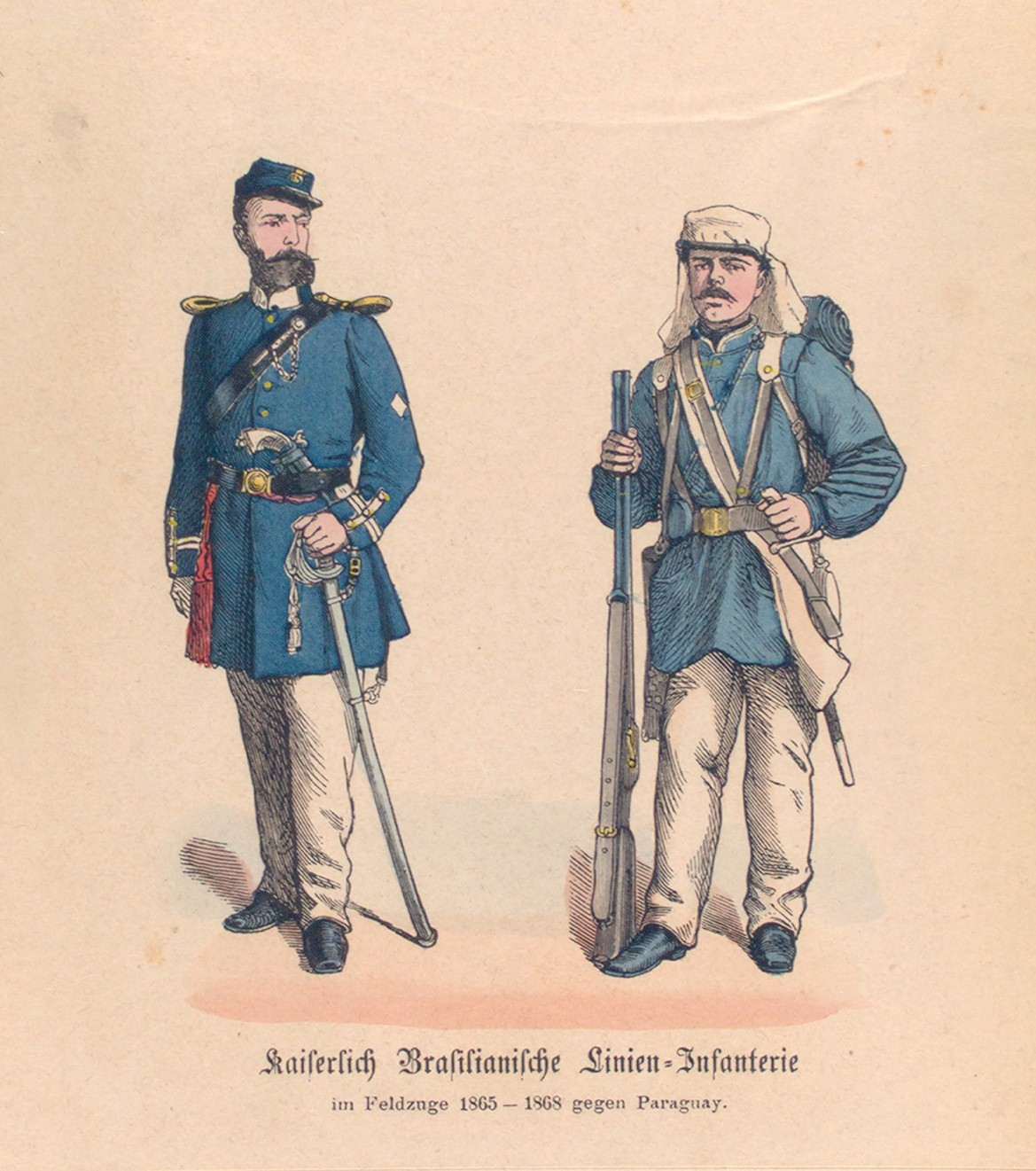
Uniforme di ufficiale e soldato delle truppe regolari nella guerra della triplice alleanza, 1866
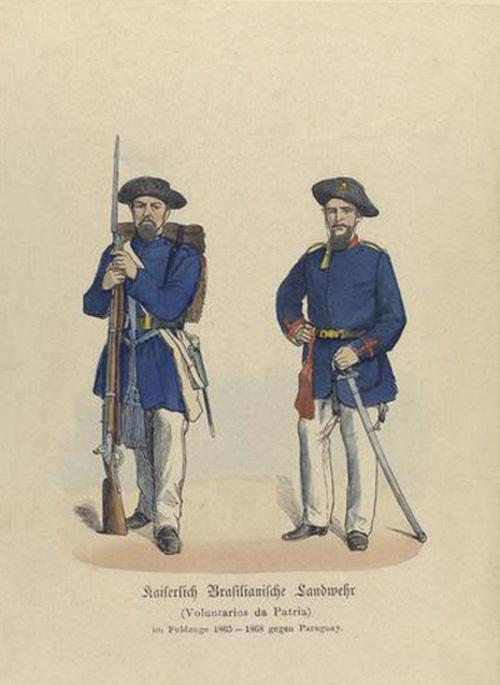
Uniforme di ufficiale e soldato del Corpo dei Volontari della Patria nella guerra della triplice alleanza, 1866.
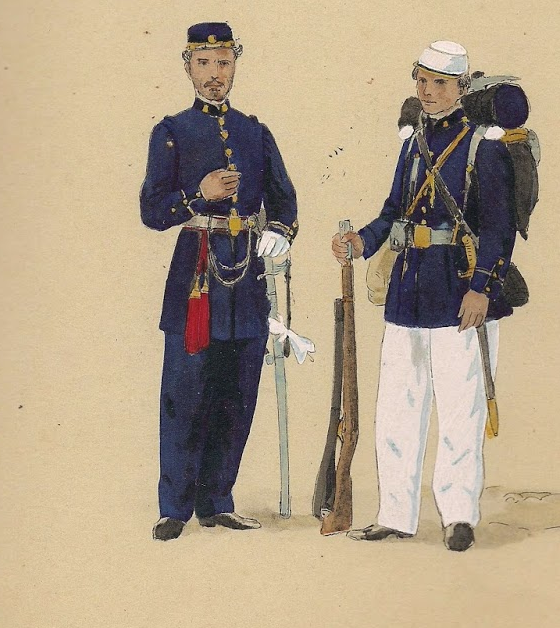
Esercito imperiale alla fine della guerra della triplice alleanza nel 1870.
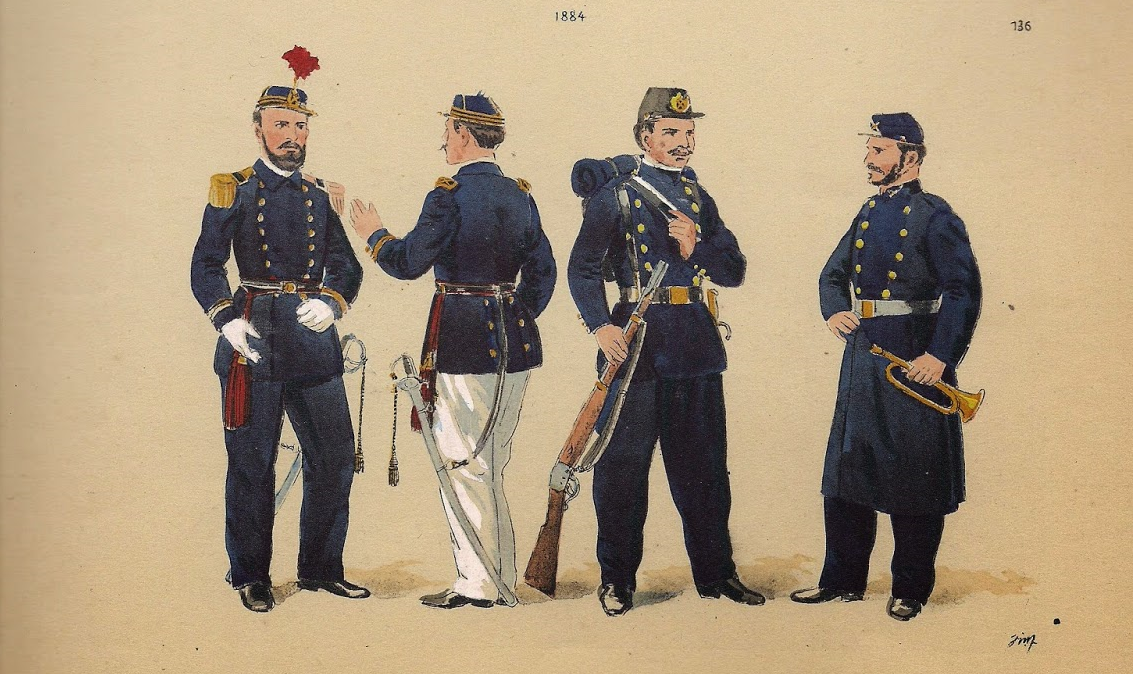
Ufficiali e soldati dell'esercito alla fine dell'Impero nel 1884.
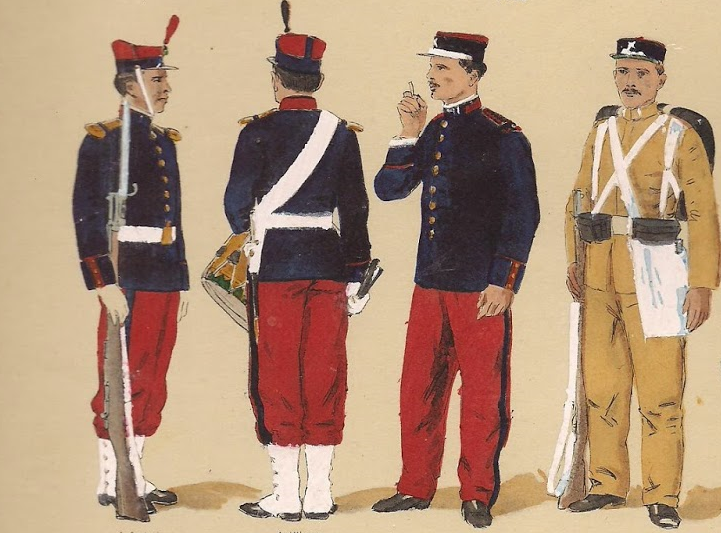
Ufficiali, soldati e forze ausiliarie nei primi anni della Repubblica, 1896.
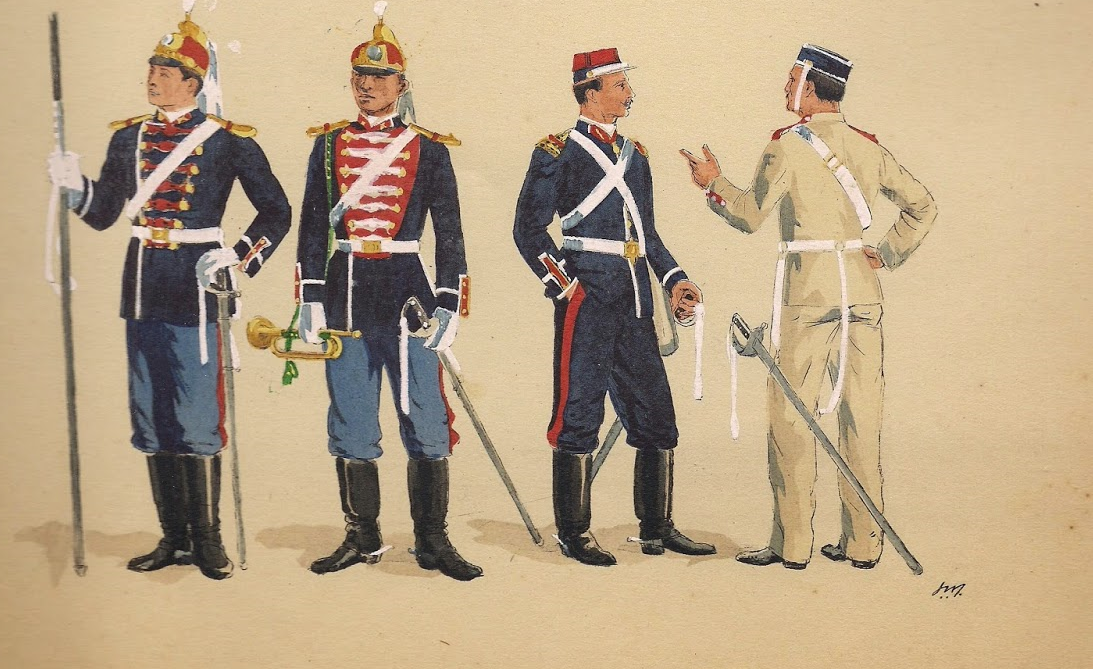
Corazzieri dell'esercito brasiliano nel 1897.
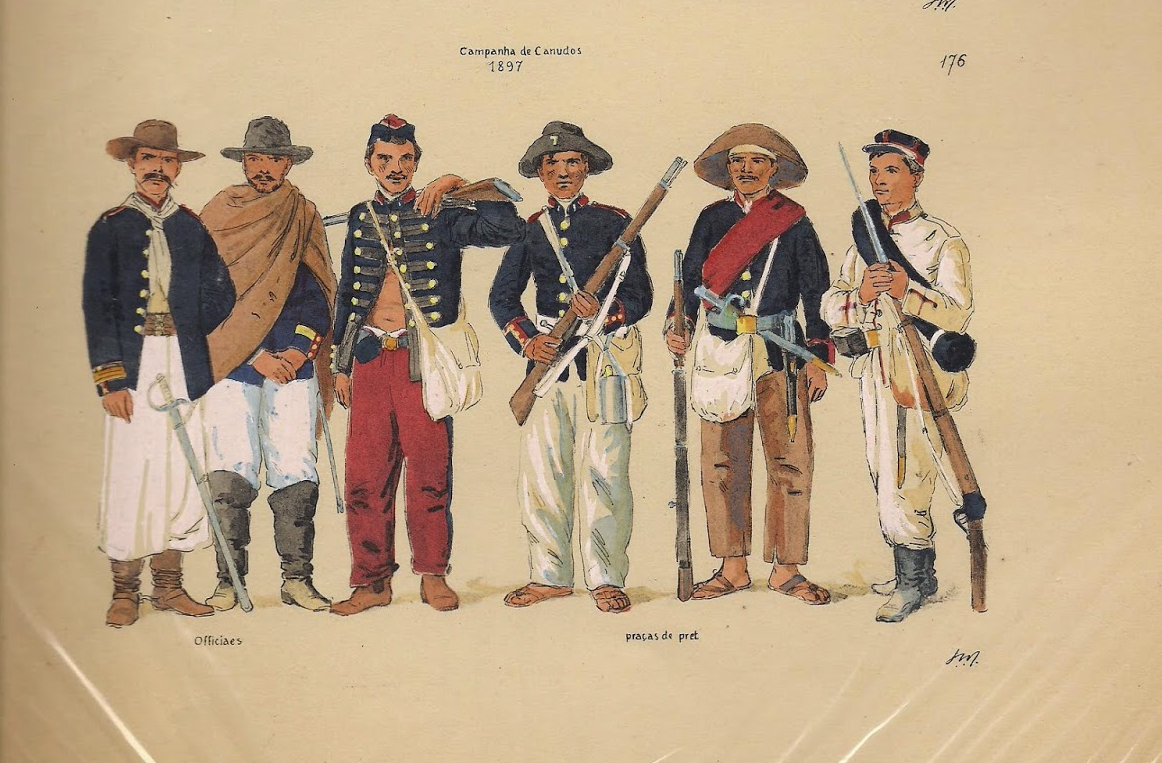
Truppe dell'esercito brasiliano (ufficiali e soldati) nella spedizione contro Canudos nel 1897
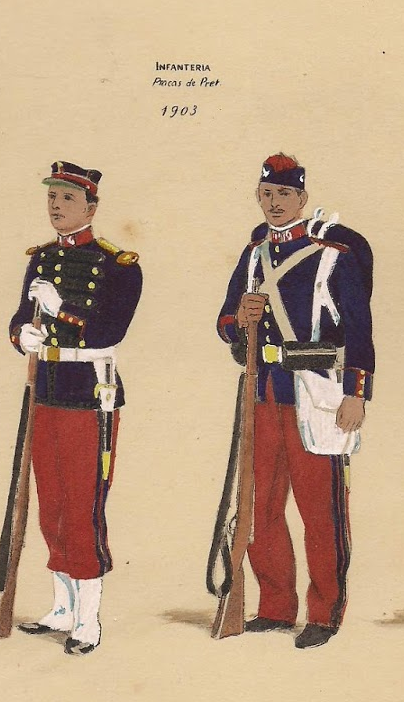
Fanteria dell'esercito brasiliano nel 1903.
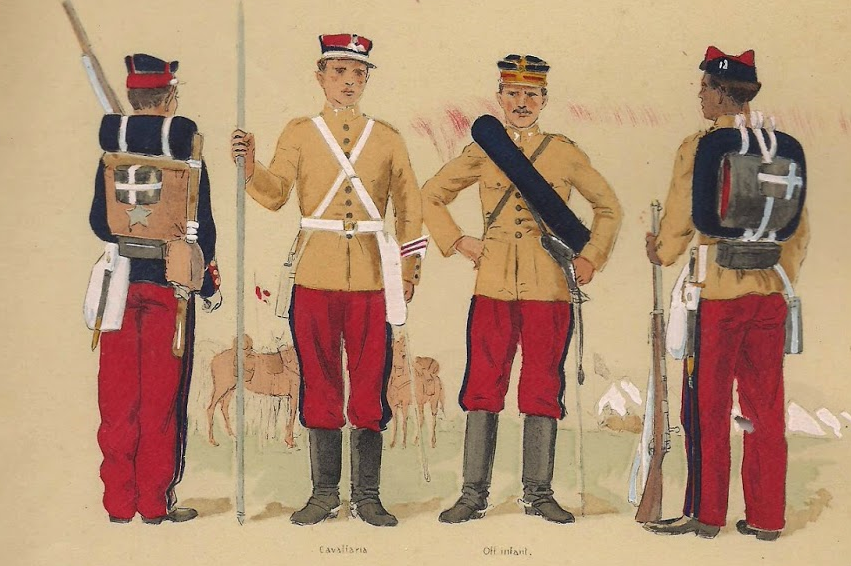
Uniforme da campo dell'esercito brasiliano dal 1908.
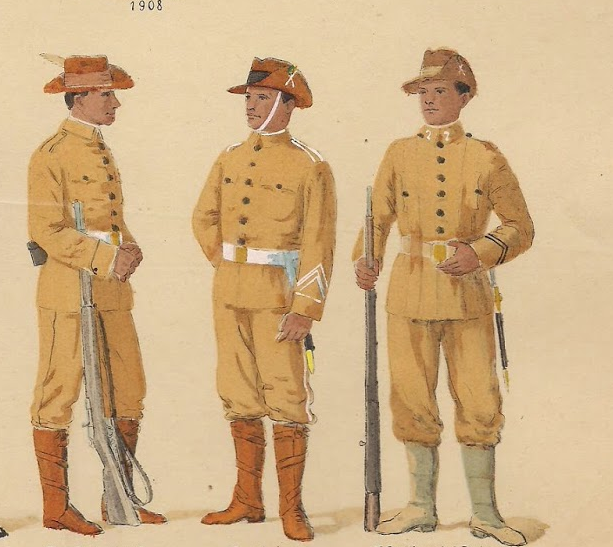
Reggimento di cacciatori nel 1910, i soldati usano questa uniforme nella Campagna del Contestado, 1912.
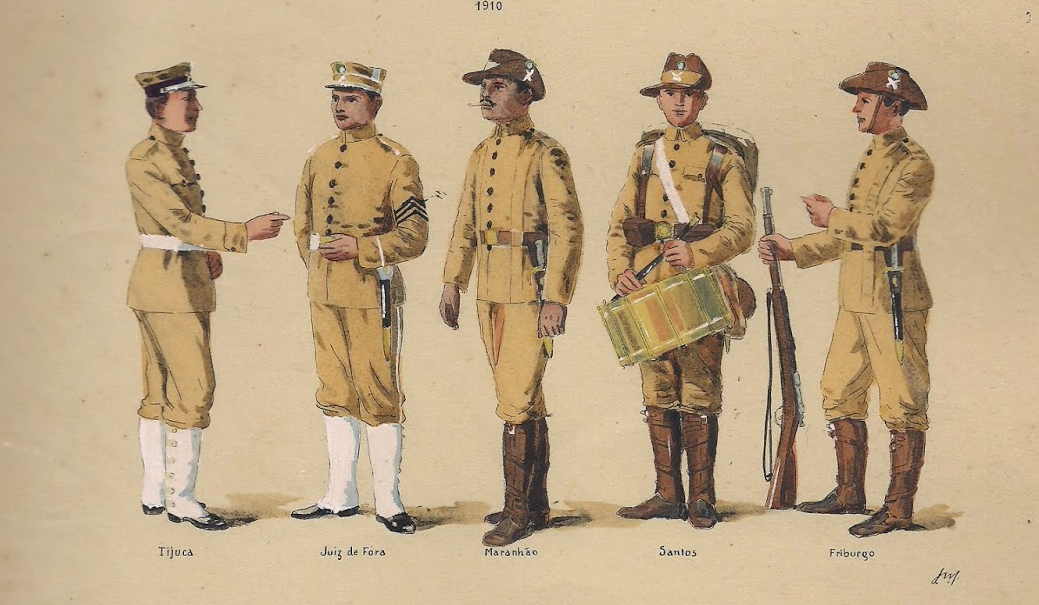
Fanteria leggera dell'esercito nel periodo della Campagna del Contestado, 1912.
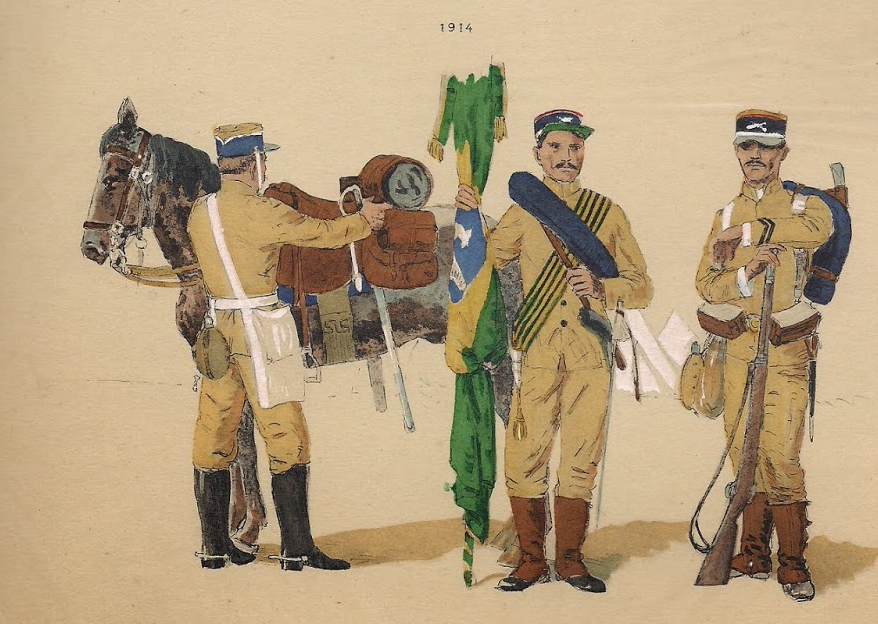
Cavalleria brasiliana nel 1914.
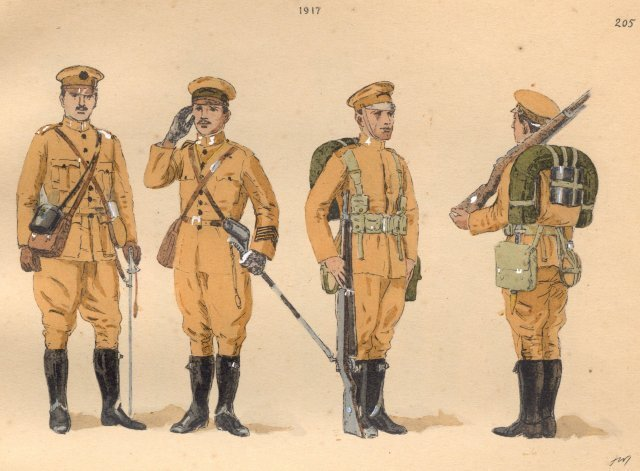
Uniforme dell'esercito nel 1917.
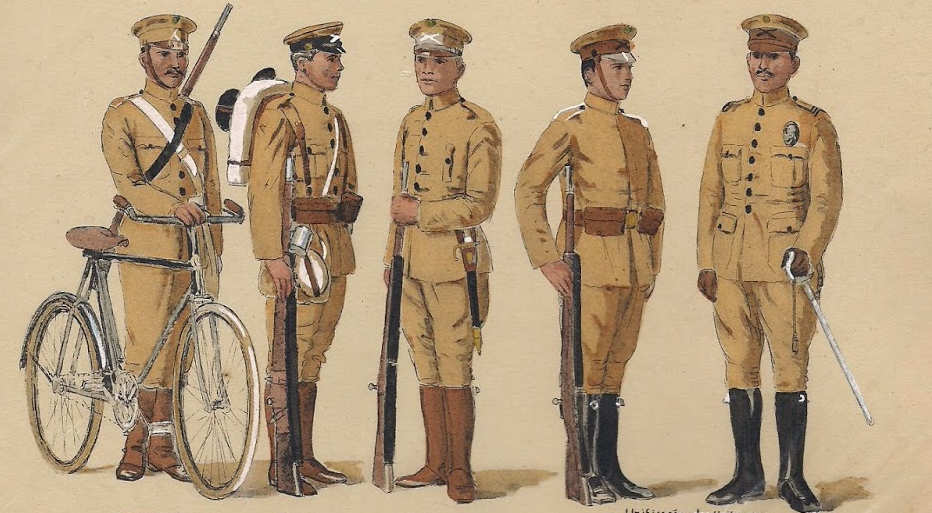
Fanteria leggera dell'esercito brasiliano nel 1920.
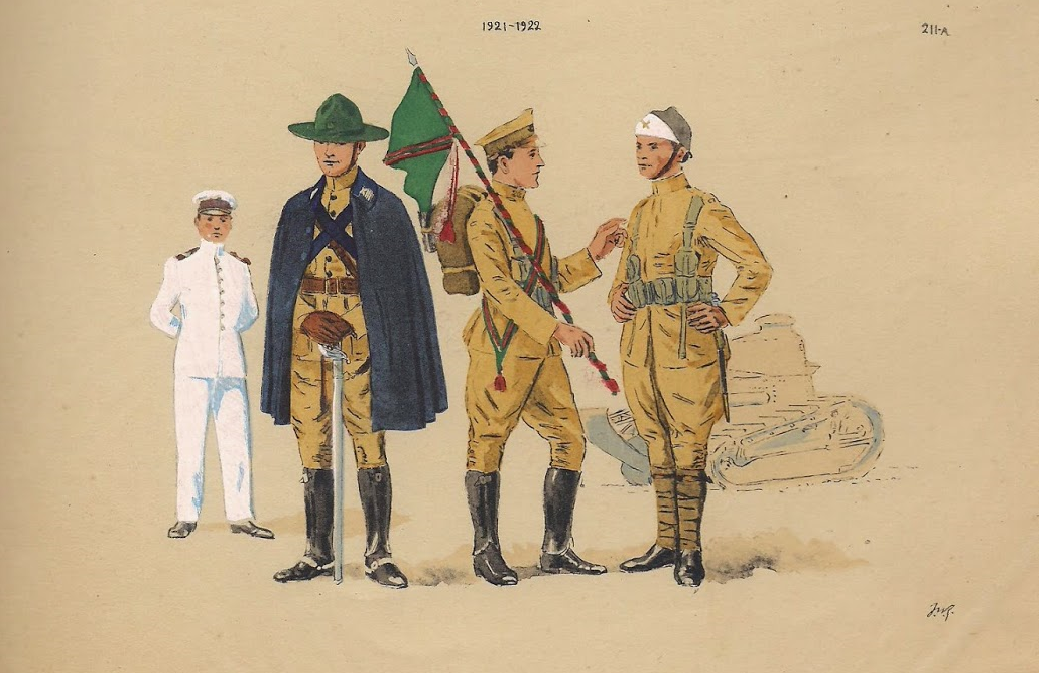
Reggimento de Cavalleria e Compagnia di Carri Armati nel 1921.
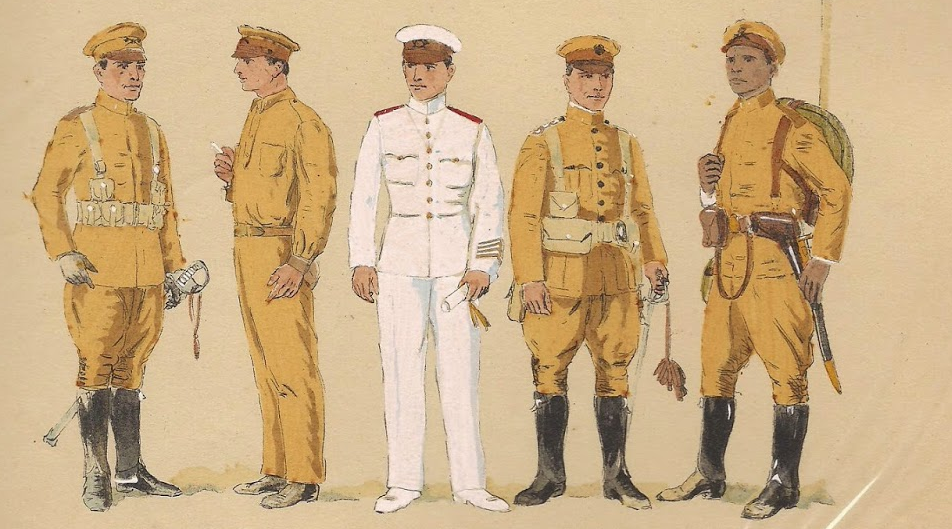
Personale dell'esercito brasiliano di diverse unità nel 1925.

### Figure degne di nota

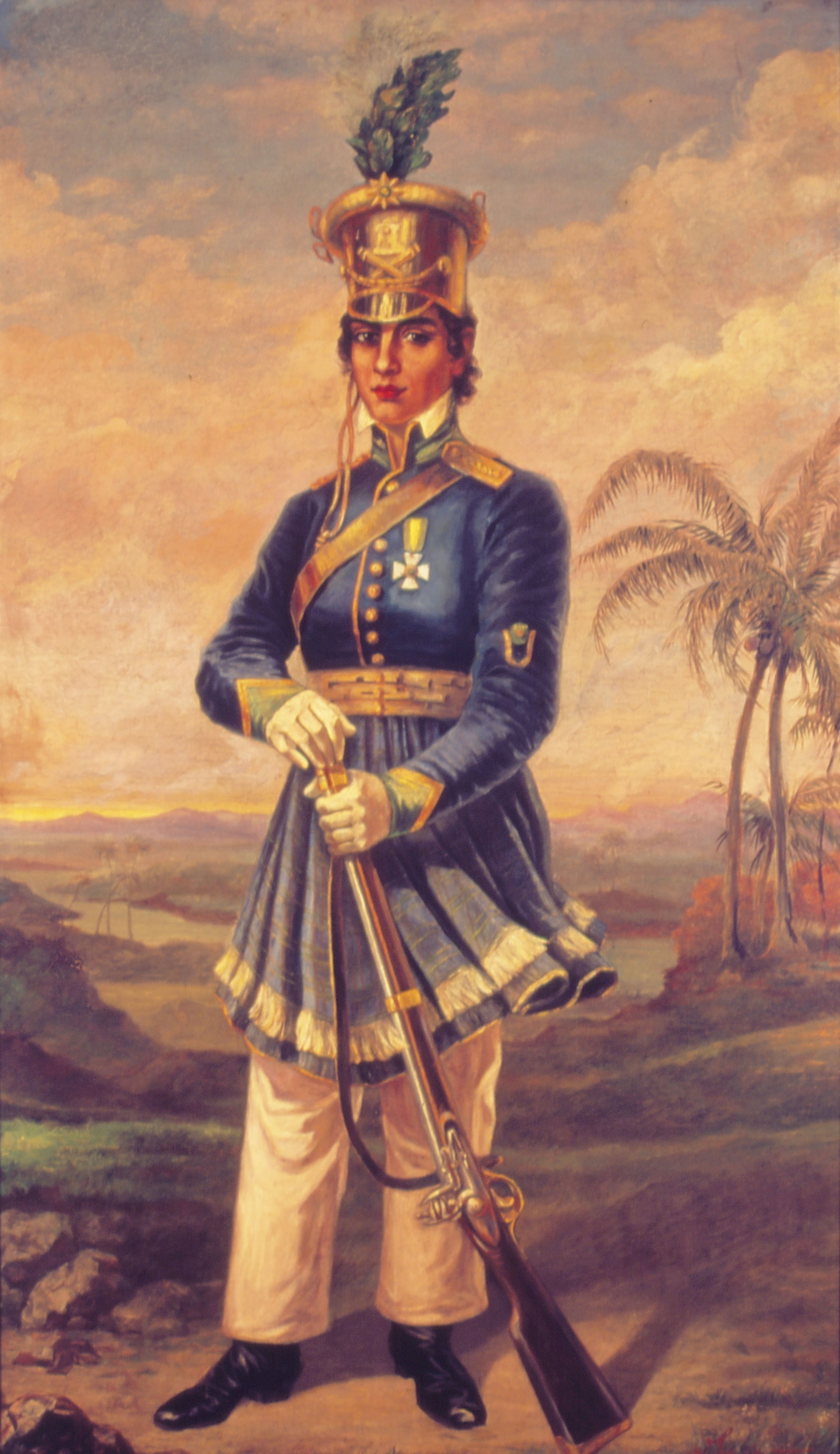
Tenente Maria Quitéria, eroina nazionale che ha combattuto nella guerra d'indipendenza, patrona del Corpo degli ufficiali di stato maggiore dell'esercito brasiliano.
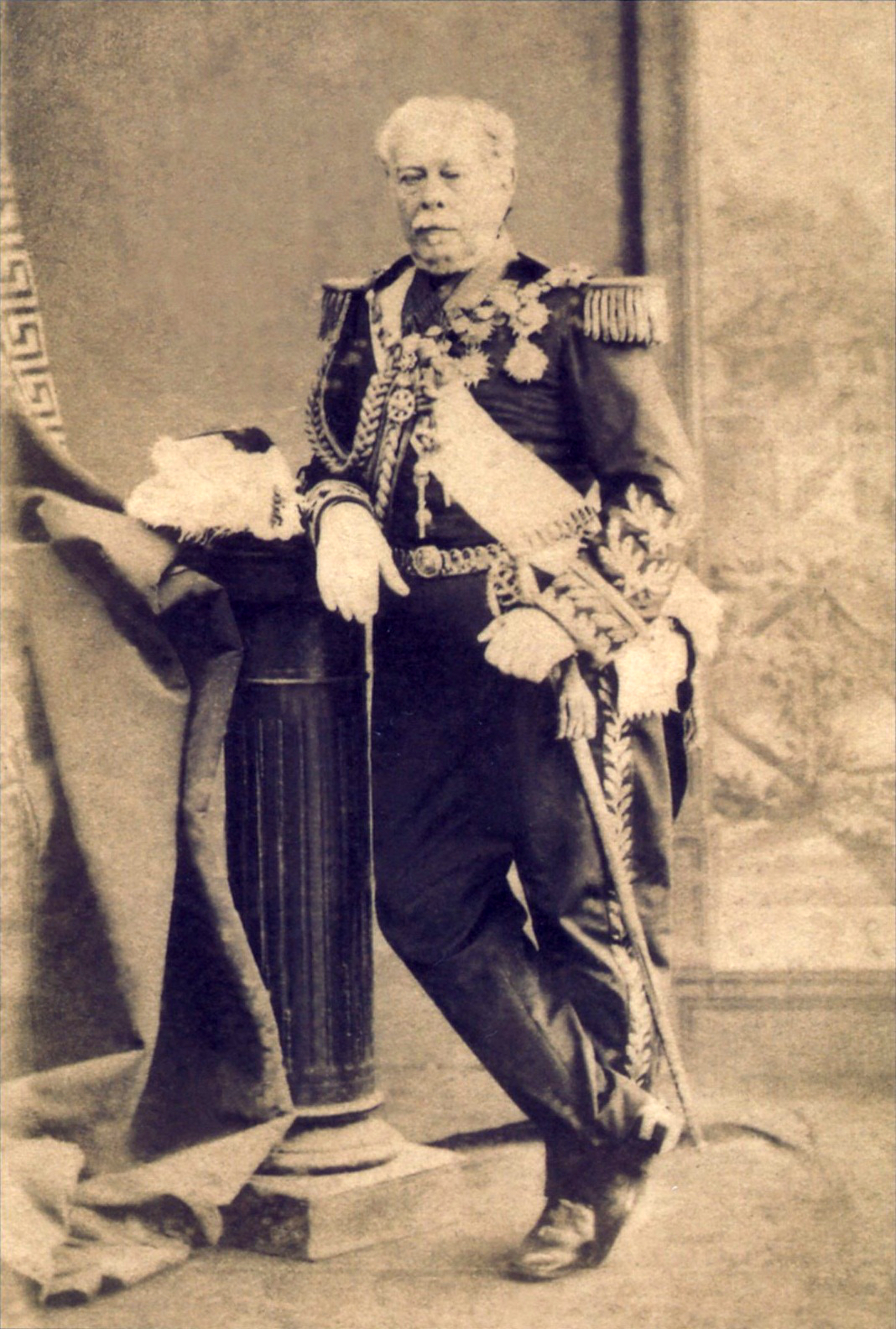
Patrono dell'esercito brasiliano, soprannominato "il Pacificatore" e "Duca di Ferro", Luís Alves de Lima e Silva, duca di Caxias
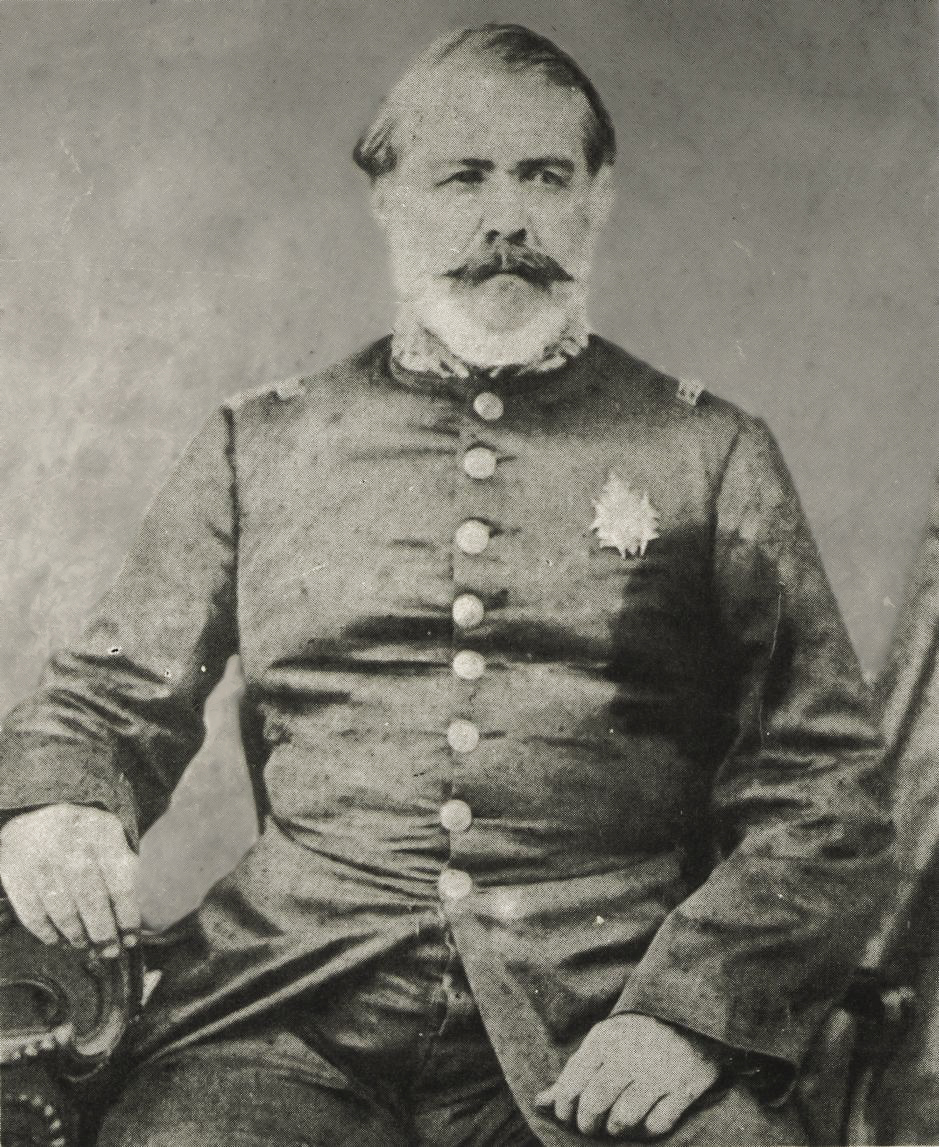
Maresciallo Osório, patrono della cavalleria dell'esercito brasiliano, eroe della guerra della triplice alleanza.
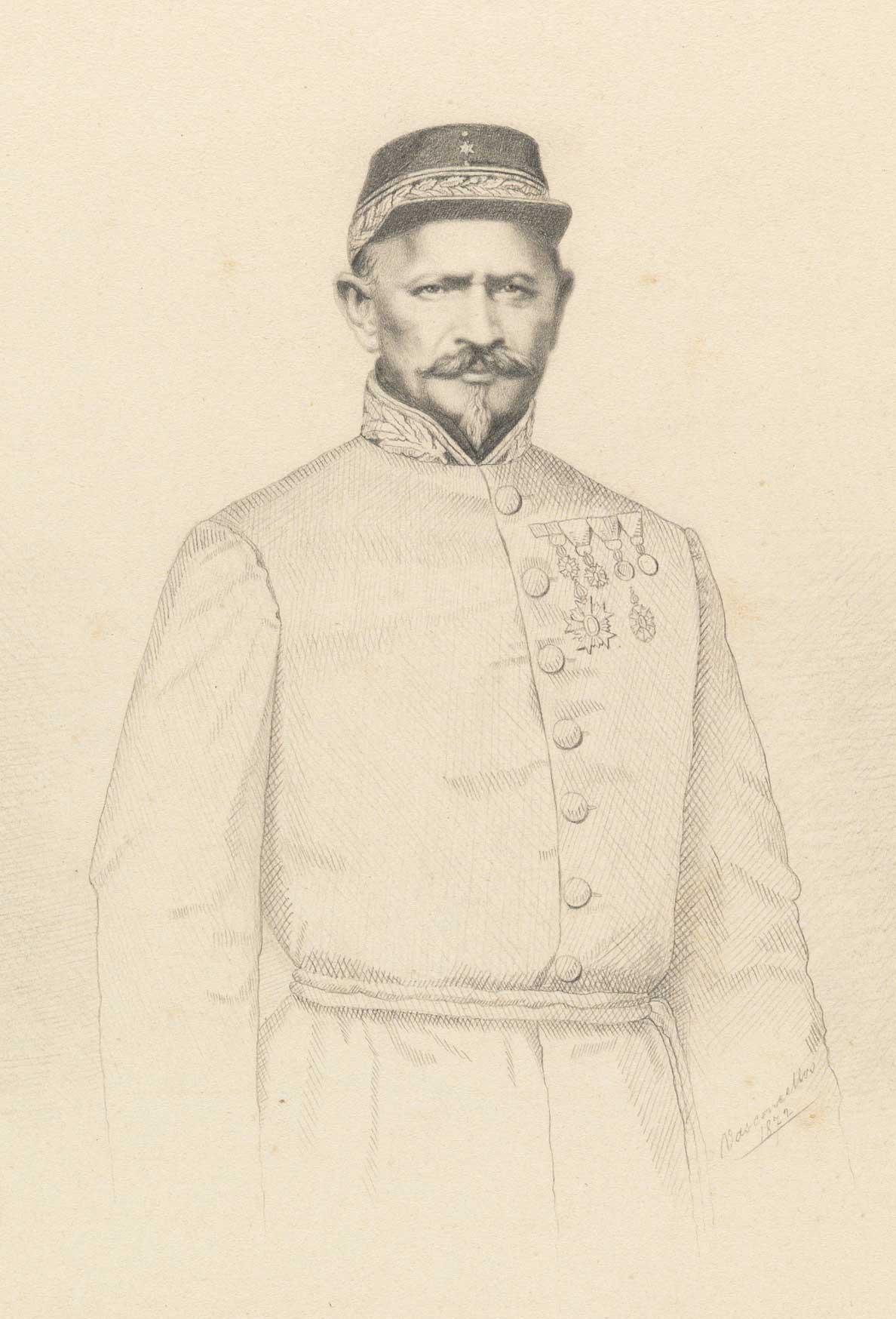
Gen. Antônio de Sampaio, considerato uno dei più grandi militari indipendenti nella storia del Brasile, venne ucciso nella guerra della triplice alleanza, patrono della fanteria brasiliana.
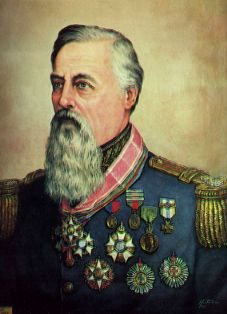
Maresciallo Mallet, patrono dell'artiglieria dell'esercito brasiliano.
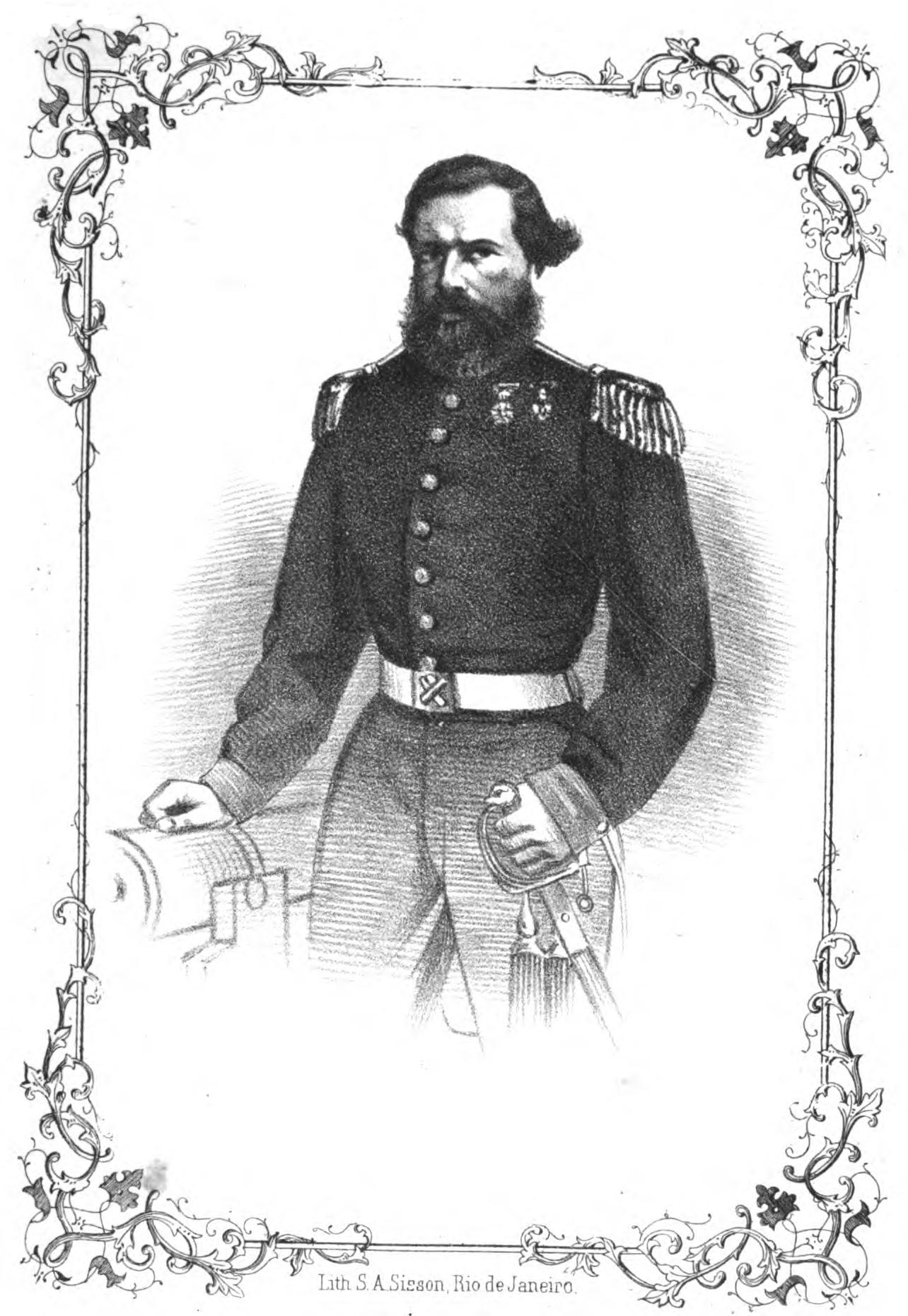
Tn. col. Villagran Cabrita, patrono del Genio militare dell'esercito brasiliano.
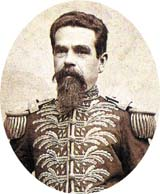
Maresciallo Bittencourt, patrono del servizio d'intendenza dell'esercito brasiliano.
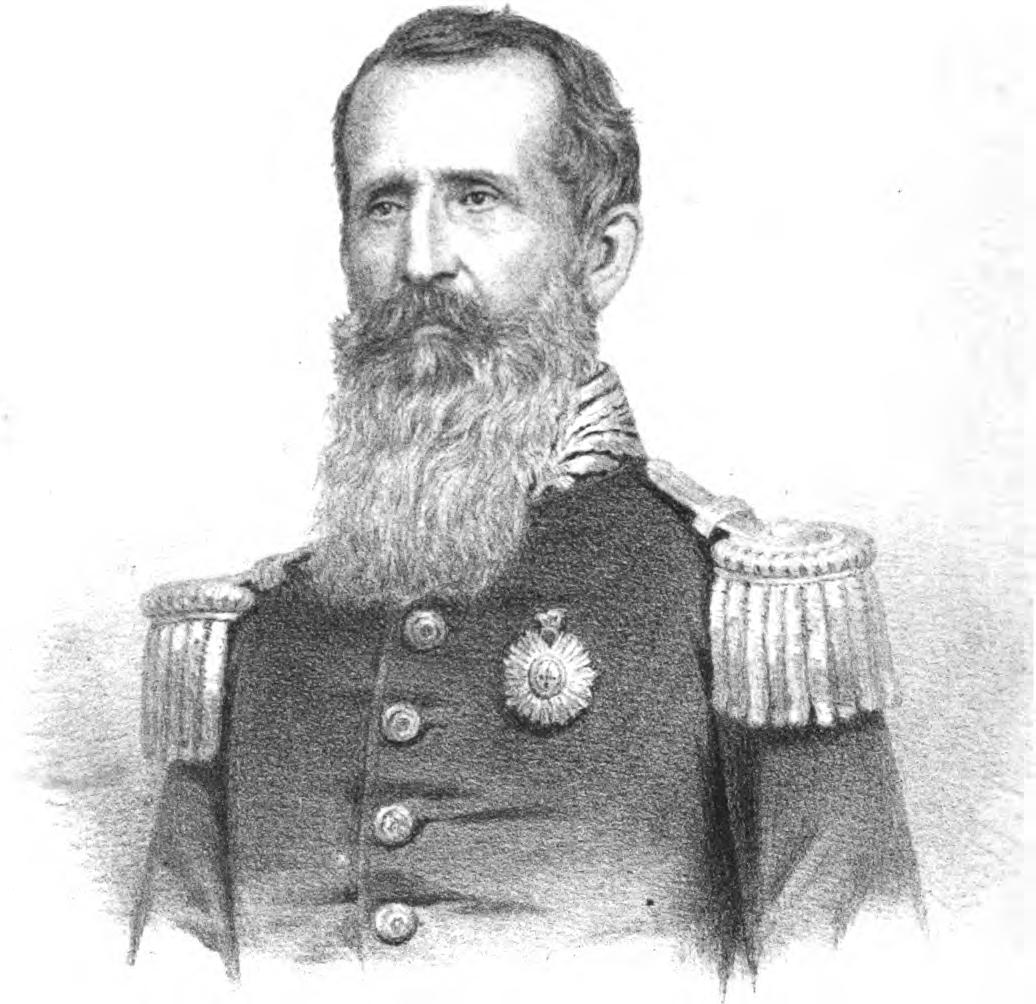
Maresciallo Andrade Neves, barone di Triunfo.
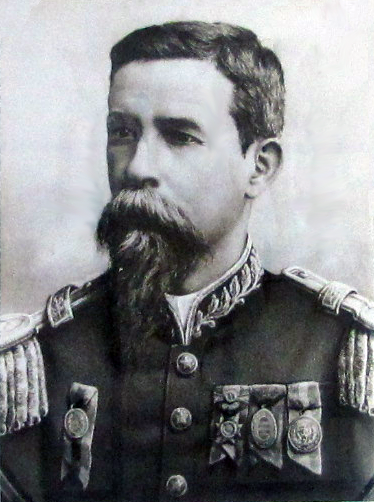
Colonnello Gomes Carneiro, eroe della guerra federalista, ucciso in azione durante l'assedio del Lapa, fu promosso a generale postumo per atti di coraggio.
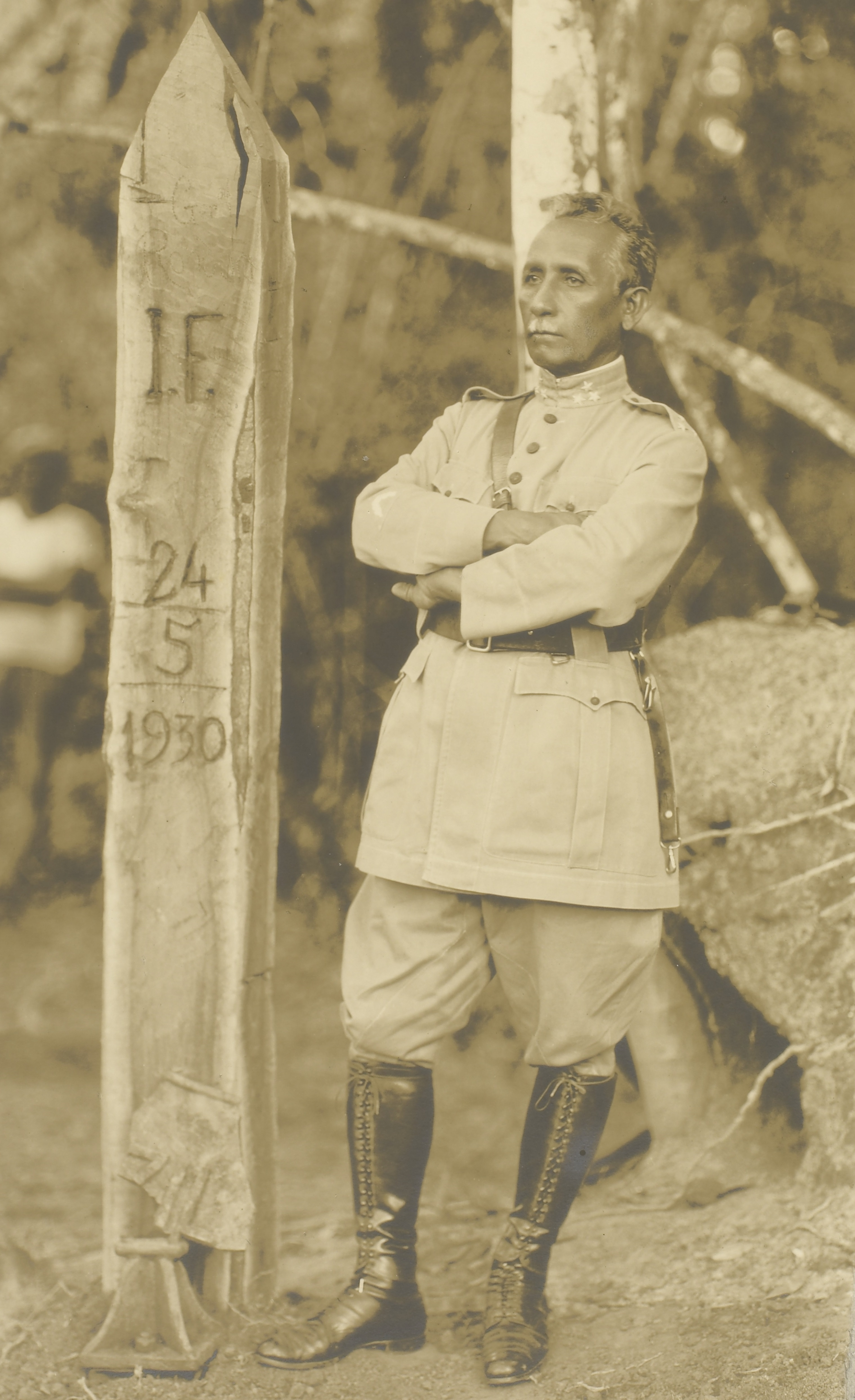
Maresciallo Cândido Rondon, esploratore della regione amazzonica. Patrono delle unità di comunicazione dell'esercito brasiliano.
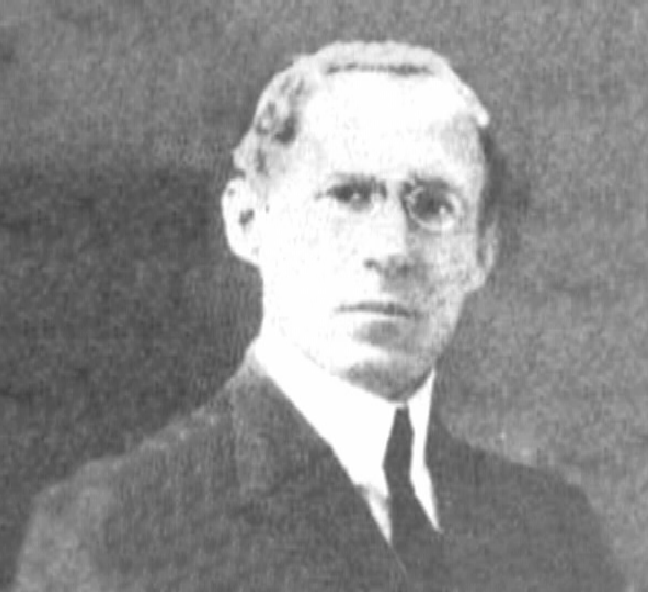
Capitano Ricardo Kirk, primo pilota militare brasiliano e patrono dell'aviazione dell'esercito brasiliano. Venne ucciso in azione durante la guerra del Contestado.
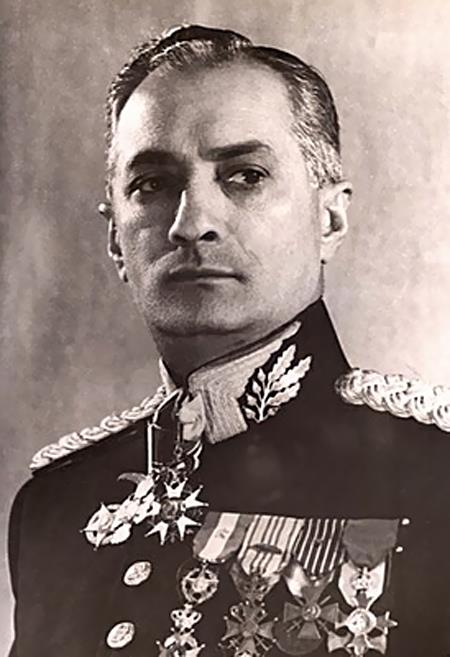
Maresciallo José Pessoa, comandante militare brasiliano che fece parte della missione militare dell'esercito in Francia durante la prima guerra mondiale
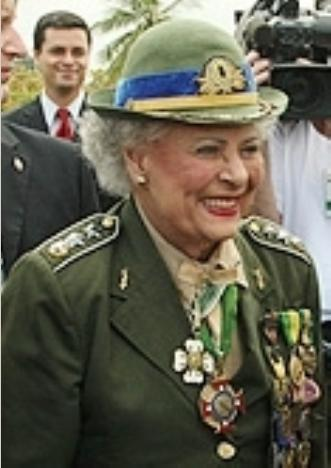
Il maggiore Elza Medeiros era un ufficiale e venne schierata in Italia durante la seconda guerra mondiale come infermiera nel corpo di spedizione brasiliano.
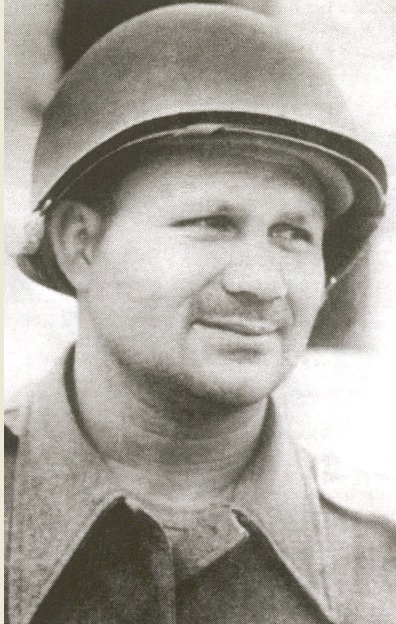
Sergente Max Wolff Filho, un membro del corpo di spedizione brasiliano nella seconda guerra mondiale. Il primo sergente Max Wolff morì a causa del fuoco delle mitragliatrici tedesche a Riva de Biscaia, vicino a Montese, durante una pattuglia di ricognizione. Pochi giorni prima della sua morte, Wolff era stato insignito della Bronze Star Medal dal generale Lucian Truscott.

## Oggi

### Personale
L'esercito brasiliano aveva una forza personale registrata di 219.585 soldati attivi nel 2014. Un'altra stima dell'IISS nel 2014 fissò quella cifra a 190.000 soldati attivi, di cui 70.000 erano coscritti. Inoltre, nel 2014 c'erano circa 1.340.000 soldati di riserva. Questa cifra era in calo rispetto a 1.800.000 soldati di riserva nel 2008. In linea di principio, la Costituzione brasiliana designa i 400.000 uomini della Polizia militare brasiliana come forza di riserva dell'esercito, sebbene in pratica rimangano entità separate.
A partire dal 2018 la dimensione della componente attiva dell'esercito brasiliano era di circa 235.000 soldati in servizio attivo.

### Coscrizione

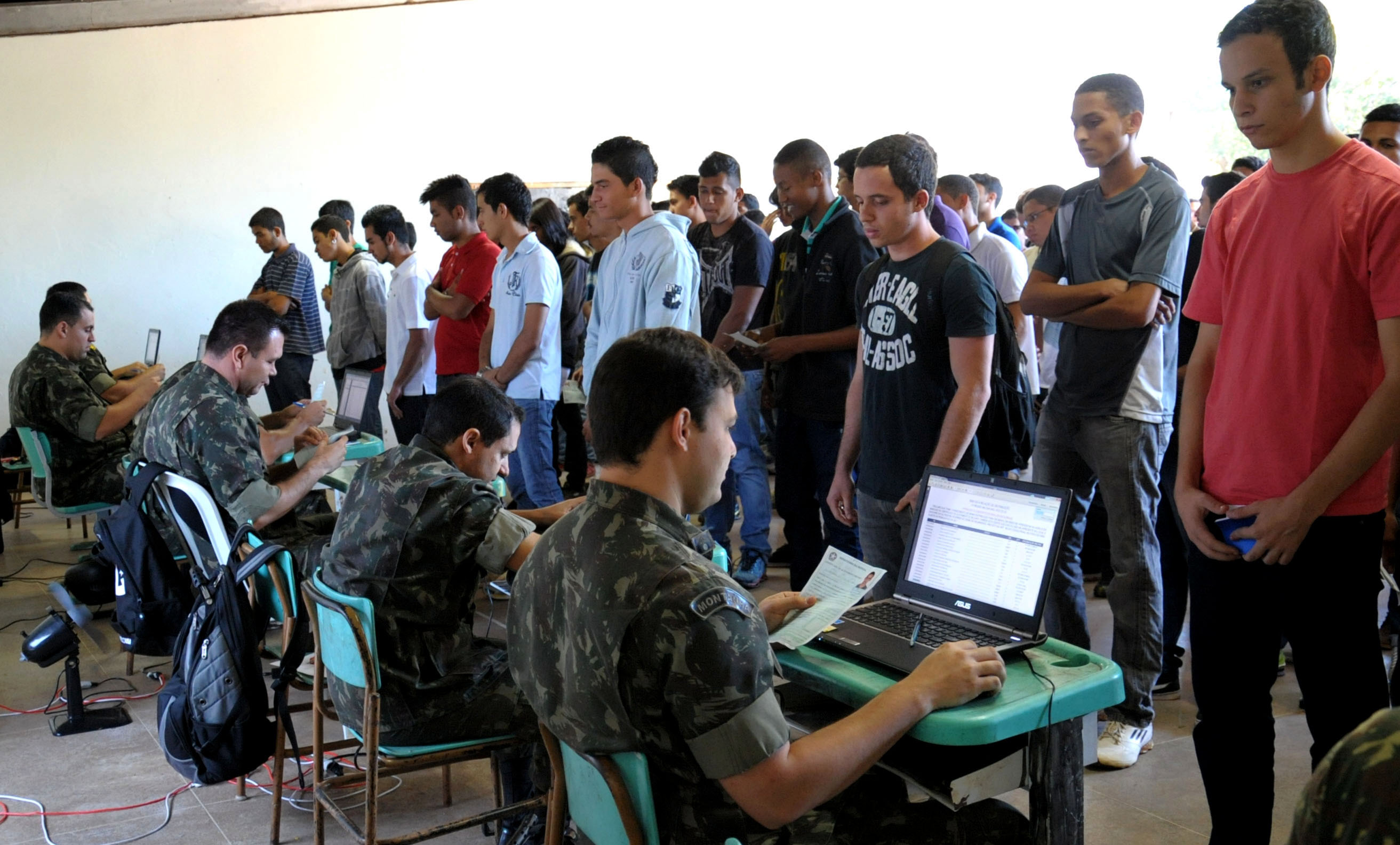
Giovani uomini che si presentano all'esercito brasiliano per il reclutamento, nel 2014.

Secondo l'articolo 143 della Costituzione brasiliana del 1988, il servizio militare è obbligatorio per gli uomini, ma è consentita l'obiezione di coscienza. Le donne e gli ecclesiastici sono esentati dal servizio militare obbligatorio. Nell'anno in cui compiono i diciotto anni, gli uomini sono tenuti a registrarsi per la leva e dovrebbero servire quando raggiungono i diciannove anni. Circa il 95% di coloro che si registrano riceve rinvii. Un numero crescente di reclute è costituito da volontari, che rappresentano circa due terzi del totale. Coloro che servono generalmente trascorrono un anno di arruolamento regolare presso una guarnigione dell'esercito vicino a casa loro. Ad alcuni è consentito un periodo di servizio di nove mesi, ma si prevede che completino contemporaneamente la scuola superiore. Queste sono chiamate "Tiros de Guerra" o "scuole di tiro", che sono per i ragazzi delle scuole superiori nelle città interne di medie dimensioni, gestite da sottufficiali dell'esercito, primi sergenti o sottotenenti e raramente un secondo tenente. Nelle forze armate brasiliane, i primi sergenti possono essere promossi al grado di ufficiale, come sottotenente, tenente e capitano, entrando a far parte del Corpo degli ufficiali ausiliari. L'esercito è l'unico servizio con un gran numero di coscritti; la marina e l'aviazione ne hanno pochissimi.
Il sistema di leva è principalmente un mezzo per fornire un addestramento militare di base a un gruppo considerevole di giovani che poi tornano alla vita civile e vengono trattenuti nei ruoli di riserva fino all'età di quarantacinque anni. L'esercito riconosce di fornire un servizio pubblico insegnando a un gran numero di coscritti abilità di base che possono essere preziose per l'economia generale quando i giovani tornano alla vita civile.

### Reclutamento degli ufficiali

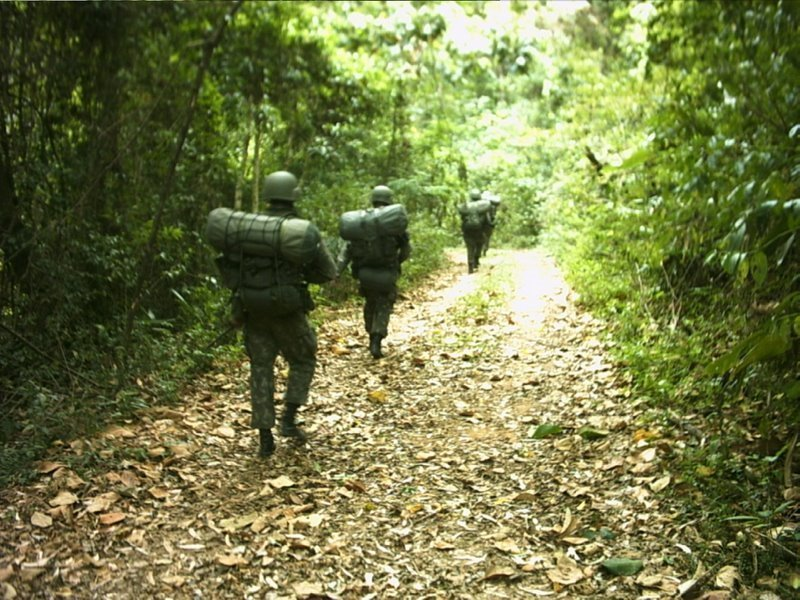
Periodo base di addestramento dei sergenti sul campo

Poiché l'unico ingresso nel corpo degli ufficiali regolari è l'Academia Militar das Agulhas Negras (AMAN), i suoi registri forniscono un quadro accurato del corpo degli ufficiali. Nei decenni successivi alla seconda guerra mondiale, gli allievi provenienti dalle famiglie della classe media sono aumentati, mentre quelli provenienti dalle famiglie della classe alta e delle classi inferiori non qualificate sono diminuiti. Il numero totale di candidati è diminuito anche a causa della diversificazione dello sviluppo economico, che ha offerto ai diplomati delle scuole superiori opzioni più interessanti rispetto all'ingresso nell'esercito. Sempre più cadetti dell'AMAN provenivano dai diplomati delle scuole militari sostenute dall'esercito, i cui figli del personale militare frequentavano gratuitamente le lezioni. Molti di questi studenti erano figli di sottufficiali le cui origini non erano della classe media, quindi esisteva una forma di mobilità intra-istituzionale verso l'alto.
La tendenza negli anni '60 a reclutare da fonti civili è diminuita. I test attitudinali mentali, di salute e fisici escludevano un gran numero di diplomati civili: nel 1977, su 1.145 civili che avevano tentato i test, solo trentaquattro, ovvero il 3 per cento, erano stati ammessi. Nel 1985 solo 174, o l'11%, dei 1.555 cadetti dell'AMAN erano diplomati in scuole civili; il resto proveniva dal sistema scolastico militare dell'esercito, dalla scuola preparatoria dei cadetti (Escola Preparatória de Cadetes — EPC), o dalle scuole secondarie dell'aeronautica o della marina. All'inizio degli anni '90, i cadetti AMAN venivano selezionati esclusivamente da coloro che avevano completato l'EPC. A metà degli anni '90, la popolazione cadetta dell'AMAN era di circa 3.000.
Nel ventesimo secolo, il corpo degli ufficiali era composto prevalentemente da uomini del sud-est e del sud del Brasile, dove si sono concentrate unità militari e maggiori opportunità educative. Nel 1901-02 il Nordest contribuiva al 38 per cento degli studenti della scuola preparatoria dell'esercito a Realengo, mentre nel 1982 ne forniva solo il 13 per cento alla scuola preparatoria di Campinas. Negli stessi anni, il Sudest ha fornito il 40,4% e il 77%, mentre il Sud ha fornito l'8,6% e il 6,3%. Sebbene San Paolo, secondo Alfred Stepan e altri osservatori, non sia stato notato per aver inviato i suoi giovani nel corpo degli ufficiali, il suo contributo è aumentato dal 4,3 per cento degli studenti nel 1901-02 al 33,5 per cento nel 1982. Le origini regionali dei cadetti all'AMAN erano abbastanza coerenti nel periodo 1964-85. Il contingente di gran lunga più numeroso proveniva dallo stato e dalla città di Rio de Janeiro.
Sebbene i teorici sociali possano essere soddisfatti delle indicazioni che l'esercito sta servendo da veicolo per la mobilità sociale, i leader dell'esercito sono preoccupati. Gli ufficiali hanno sottolineato la tendenza verso il reclutamento di classi inferiori nel Centro di addestramento per ufficiali di riserva (Centro de Preparação de Oficiais da Reserva — CPOR) e i problemi associati a tali ufficiali. In un'intervista del 1986, l'ex ministro dell'esercito, il generale Leônidas Pires Gonçalves, osservò che non voleva ufficiali che avrebbero concesso solo cinque o dieci anni all'esercito; voleva individui con una vocazione militare, che sarebbero rimasti per una carriera completa di oltre trent'anni. Molti ufficiali hanno espresso preoccupazione per il fatto che coloro che cercano di utilizzare l'esercito per migliorare il loro status non sono sufficientemente dediti all'istituzione. In effetti, alcuni ufficiali cercano il pensionamento il prima possibile per ottenere un secondo lavoro (secondo stipendio) per sbarcare il lunario.

### Popolazione indigena nell'esercito
La genesi dell'attuale Esercito nella lotta contro l'invasore straniero, nel XVII secolo, contava sulla partecipazione decisiva di Felipe Camarão, nominato dalla corte portoghese Capitano-Mor tra i popoli indigeni nativi del Brasile. Insieme a Francisco Barreto de Meneses, André Vidal de Negreiros, Henrique Dias e João Fernandes Vieira, è stato uno dei patriarchi dell'esercito brasiliano.
In questo senso, all'inizio del XX secolo, il maresciallo Cândido Mariano Rondon, discendente dei gruppi etnici Bororó, Terena e Guará, prestò servizio nell'esercito. Pioniere delle frontiere brasiliane occidentali ed amazzoniche, Rondon venne notato per il suo rispetto per le popolazioni indigene trovate nelle sue missioni esplorative. È il patrono del Corpo delle Comunicazioni. L'esercito di oggi conta un certo numero di membri della comunità etnica tra le sue file, specialmente nei confini occidentali e nelle dure giungle dell'Amazzonia.

### Donne nell'esercito

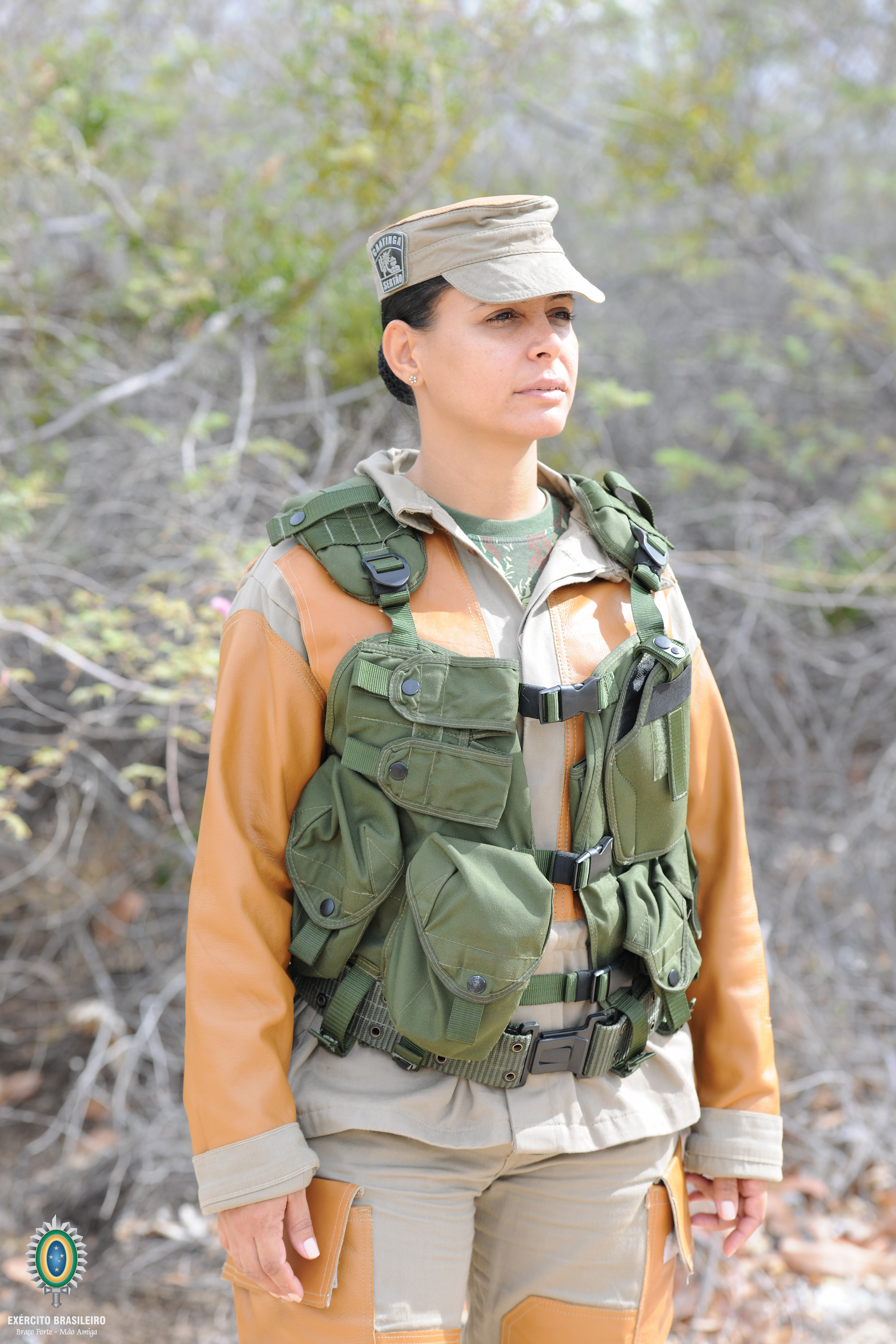
Donna soldato dell'esercito brasiliano nel 72º Battaglione fanteria motorizzata

La partecipazione delle donne nell'esercito non è senza precedenti. Nel 1823, Maria Quitéria de Jesus combatté al fianco di altri soldati per l'indipendenza brasiliana; durante la seconda guerra mondiale (1939-1945), 73 infermiere brasiliane prestarono servizio in vari ospedali dell'esercito americano; e nel 1992, l'Accademia della Leadership dell'esercito brasiliano iscrisse la sua prima classe di 49 donne, ammettendole nel Corpo degli ufficiali ausiliari di quell'istituzione. I membri del servizio femminile erano limitati a sostenere compiti come l'amministrazione, l'assistenza sanitaria e l'insegnamento. L'innovazione è l'ingresso delle donne nei percorsi di carriera al combattimento.
Per iniziare una carriera con l'esercito come ufficiali, le donne devono aver conseguito una laurea in settori quali legge, informatica, economia o contabilità. Il concorso è di portata nazionale e nessun candidato può avere più di trentasei anni di età. Coloro che sono accettate nel programma di studio presso la Scuola di formazione complementare dell'esercito (ex Scuola di amministrazione dell'esercito) a Salvador, iniziano come tenenti (riserva). La Scuola di Formazione Complementare è aperta anche agli uomini. Al termine del corso di un anno, il diplomato è promosso a tenente nei ranghi permanenti. Se inizia una carriera nei ranghi arruolati, a qualsiasi donna arruolata sarebbe richiesto di essere almeno una laureata.

## Organizzazione, formazioni e struttura

### Alto comando

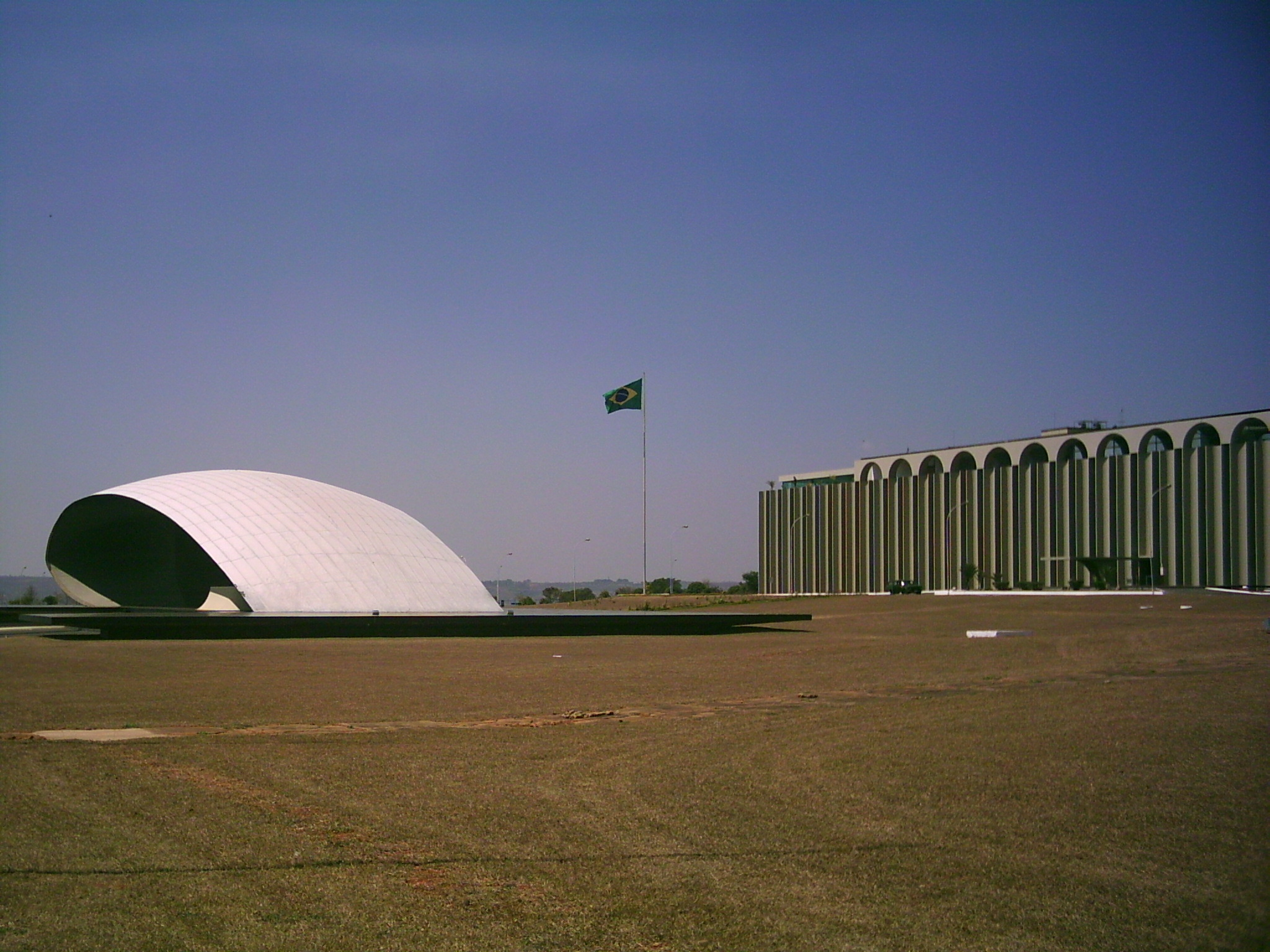
Quartier generale dell'esercito brasiliano a Brasília

- Quartier Generale dell'Esercito (Quartel-General do Exército) – Brasília
  - Comando Operazioni Terrestri (Comando de Operações Terrestres) – Brasília
  - Stato Maggiore dell'Esercito (Estado Maior do Exército) – Brasília

### Comandi militari
L'esercito è strutturato in otto comandi militari. Ciascuno degli otto comandi militari è responsabile di una o più regioni militari.
- Comando militare orientale (Comando Militar do Leste; CML), (QG: Rio de Janeiro) – 1ª e 4ª Regione militare
- Comando militare sudorientale (Comando Militar do Sudeste; CMSE), (QG: San Paolo) – 2ª Regione militare
- Comando militare meridionale (Comando Militar do Sul; CMS), (QG: Porto Alegre) – 3ª e 5ª Regione militare
- Comando militare nordorientale (Comando Militar do Nordeste; CMN), (QG: Recife) – 6ª, 7ª e 10ª Regione militare
- Comando militare occidentale (Comando Militar do Oeste; CMO), (QG: Campo Grande) – 9ª Regione militare
- Comando militare settentrionale (Comando Militar do Norte; CMN), (QG: Belém) – 8ª Regione militare
- Comando militare dell'Amazzonia (Comando Militar da Amazônia; CMA), (QG: Manaus) – 12ª Regione militare
- Comando militare dell'Altopiano (Comando Militar da Planalto; CMP), Planalto è il termine portoghese per altopiano, (QG: Brasília) – 11ª Regione militare

### Regioni militari
Il territorio brasiliano è ulteriormente suddiviso in dodici regioni militari. Ogni regione militare fornisce supporto logistico alle unità operative all'interno della propria area di responsabilità. Pertanto, le regioni militari sono generalmente composte da unità responsabili nel fornire amministrazione, logistica, trasporti, sanità e istruzione. Le regioni militari sono unità delle dimensioni di una divisione, comandate dai tenenti generali (Generais de Divisão). Le attuali regioni militari sono:

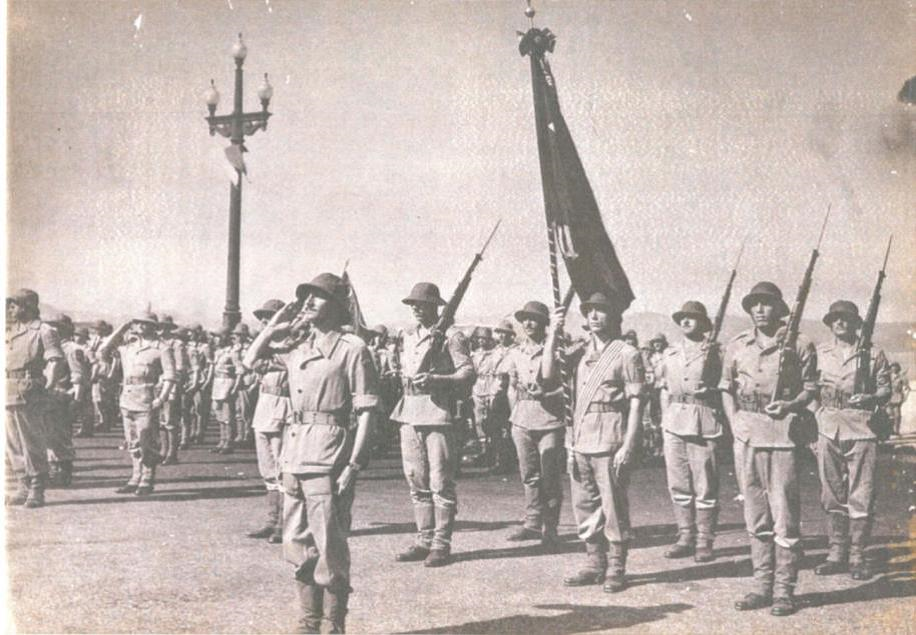
1ª Divisione dell'esercito a Rio de Janeiro, 1943.

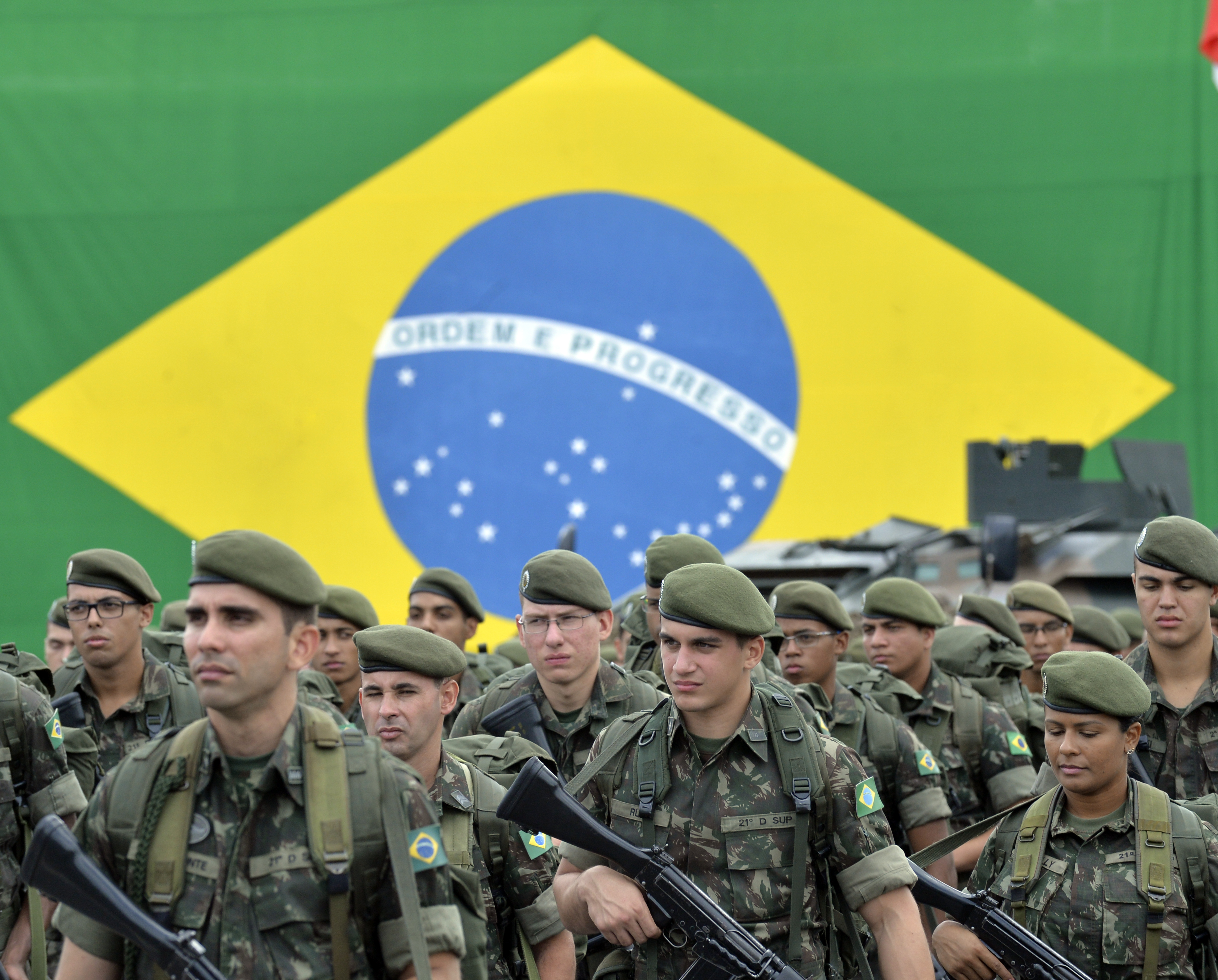
Soldati della 2ª Divisione dell'esercito nello stato di San Paolo, 2016

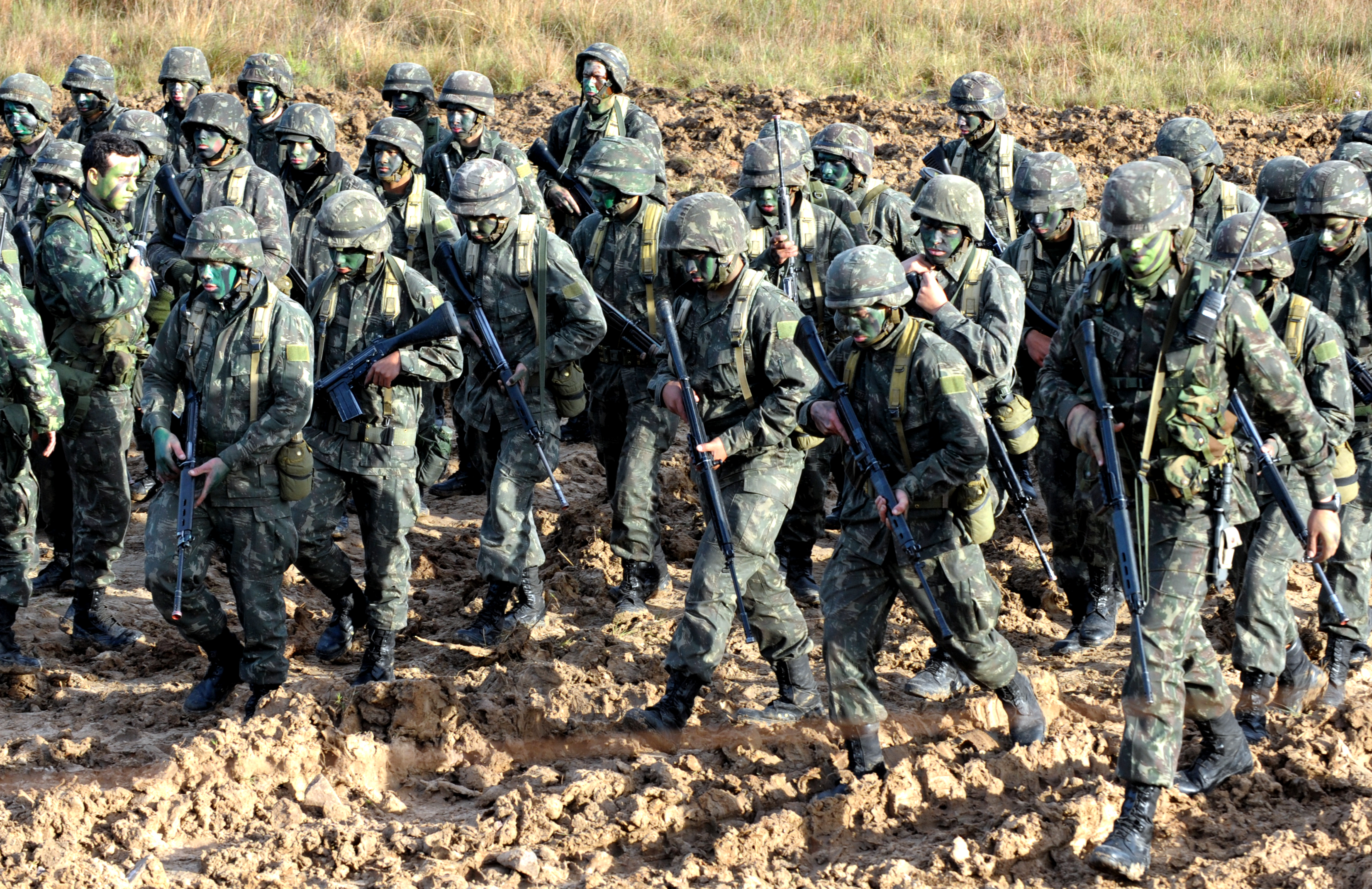
Soldati della 3ª Divisione dell'esercito in addestramento al combattimento nel sud del Brasile.

- 1ª Regione militare – Stati di Rio de Janeiro ed Espírito Santo (QG: Rio de Janeiro)
- 2ª Regione militare – Stato di San Paolo (QG: San Paolo)
- 3ª Regione militare – Stato del Rio Grande do Sul (QG: Porto Alegre)
- 4ª Regione militare – Stato di Minas Gerais (QG: Belo Horizonte)
- 5ª Regione militare – Stati di Paraná e Santa Catarina (QG: Curitiba)
- 6ª Regione militare – Stati di Bahia e Sergipe (HQ: Salvador)
- 7ª Regione militare – Stati di Rio Grande do Norte, Paraíba, Pernambuco ed Alagoas (QG: Recife)
- 8ª Regione militare – Stati di Maranhão, Pará ed Amapá (QG: Belém)
- 9ª Regione militare – Stati di Mato Grosso e Mato Grosso do Sul (QG: Campo Grande)
- 10ª Regione militare – Stati di Ceará e Piauí (HQ: Fortaleza)
- 11ª Regione militare – Stati di Goiás, Tocantins e del Distretto Federale (HQ: Brasília)
- 12ª Regione militare – Stati di Amazonas, Acre, Roraima e Rondônia (QG: Manaus)

### Unità principali

#### Divisioni
L'esercito brasiliano ha attualmente quattro divisioni dell'esercito:
- 1ª Divisione dell'esercito, con base a Rio de Janeiro e subordinata al Comando militare orientale,
- 2ª Divisione dell'esercito, con base a San Paolo e subordinata al Comando militare sudorientale,
- 3ª Divisione dell'esercito, con base a Santa Maria - RS,
- 5ª Divisione dell'esercito, con base a Curitiba - PR, e
- 6ª Divisione dell'esercito, con base a Porto Alegre - RS, le ultime tre sono distaccate presso il Comando militare meridionale.

Le altre forze militari dell'esercito brasiliano sono subordinate direttamente ai comandi militari d'area, non avendo una divisione di comando. In questo caso, l'impiego di queste truppe è coordinato dal centro di coordinamento delle operazioni dei comandi militari d'area.

#### Brigate
- 1x Brigata paracadutisti, con:
  - 3x battaglioni paracadutisti
  - 1x squadrone cavalleria paracadutista
- 1x Brigata operazioni speciali, con:
  - 1x battaglione forze speciali, con 12 distaccamenti FS
  - 1x battaglione Commando
  - 1x battaglione operazioni psicologiche.
- 1x Brigata fanteria leggera (assalto aereo) (Aviotrasportata), con:
  - 3x battaglioni fanteria leggera aviotrasportata
  - 1x reggimento cavalleria leggera aviotrasportato (dimensioni di un battaglione).
- 1x Brigata fanteria leggera, con:
  - 3x battaglioni fanteria leggera
  - 1x reggimento cavalleria meccanizzata (dimensioni di un battaglione).
- 1x Brigata fanteria di frontiera (fanteria di palude), con:
  - 3x battaglioni fanteria di frontiera.
- 1x Brigata cavalleria corazzata, con:
  - 2x reggimenti carri (dimensioni di un battaglione)
  - 2x battaglioni fanteria corazzata
  - 1x squadrone cavalleria meccanizzata
- 1x Brigata fanteria corazzata, con:
  - 2x battaglioni fanteria corazzata
  - 2x reggimenti carri (dimensioni di un battaglione)
  - 1x squadrone cavalleria meccanizzata
- 4x Brigate di cavalleria meccanizzata, ciascuna con:
  - 3x reggimenti cavalleria meccanizzata (dimensioni di un battaglione)
  - 1x reggimento cavalleria corazzata (dimensioni di un battaglione).
- 6x Brigate fanteria della giungla, ciascuna con:
  - 3 – 4 battaglioni fanteria della giungla
  - 1x squadrone meccanizzato o della giungla
- 5x Brigate fanteria leggera (motorizzata), ciascuna con:
  - 3x battaglioni fanteria motorizzata
  - 1x squadrone cavalleria meccanizzata
- 4x Brigate fanteria meccanizzata, ciascuna con:
  - 3x battaglioni fanteria meccanizzata
  - 1x squadrone cavalleria meccanizzata
- 1x Brigata fanteria da montagna leggera (motorizzata), ciascuna con:
  - 3x battaglioni fanteria da montagna
  - 1x squadrone cavalleria meccanizzata
- 4x Brigate artiglieria divisionale, ciascuna con:
  - 4 – 5 battaglioni artiglieria da campagna o missilistica (raggruppamenti nell'esercito brasiliano).
- 4x Reggimenti del Genio, ciascuno con:
  - da 3x a 5x battaglioni del Genio
- 1x Brigata artiglieria di difesa aerea, con:
  - 5x battaglione artiglieria anti-aerea
- 1x Comando (Brigata) Aviazione dell'esercito, con:
  - 4x battaglioni aviazione dell'esercito (anticarro, ricognizione, multiuso, trasporto, commerciale).

## Forze d'azione mobili strategiche

### Brigata fanteria aviotrasportata
La 12ª Brigata Aeromobile è una delle principali unità d'élite dell'esercito brasiliano. Con sede a Caçapava in San Paolo. La sua area operativa copre l'intero paese. È sotto la 2ª Divisione dell'esercito/Comando militare sudorientale, con sede in San Paolo.
È organizzata, equipaggiata e addestrata per missioni di risposta rapida in qualsiasi punto del paese. Possono spostarsi in aereo utilizzando jet aziendali ed aerei civili, ma il loro mezzo di trasporto principale è il rotorcraft dell'Aeronautica brasiliana, dal Comando Aviazione dell'esercito, di solito con base vicino alla loro caserma. Eseguendo la sua funzione principale, l'assalto aereo, la Brigata Aeromobile costituisce uno strumento di portata strategica efficace e permanentemente disponibile, essendo un'unità integrante della Task Force Strategica (Força de Ação Rápida Estratégica) dell'esercito brasiliano.

### Brigata Aviazione dell'esercito
Il Comando dell'aviazione dell'esercito, noto anche come Brigata Ricardo Kirk, è una brigata dell'esercito brasiliano, situata a Taubaté e distaccata presso il Comando operazioni terrestri e il Comando militare sudorientale. Il suo nome storico è un riferimento al Capitano Ricardo Kirk, pioniere dell'aviazione militare in Brasile, ucciso in battaglia nella guerra del Contestado.
Il compito del Comando dell'aviazione dell'esercito brasiliano è quello di fornire mobilità aerea organica e supportare le forze terrestri fornendo supporto aereo tattico, supporto aereo ravvicinato e ricognizione.

### Brigata operazioni ordine pubblico

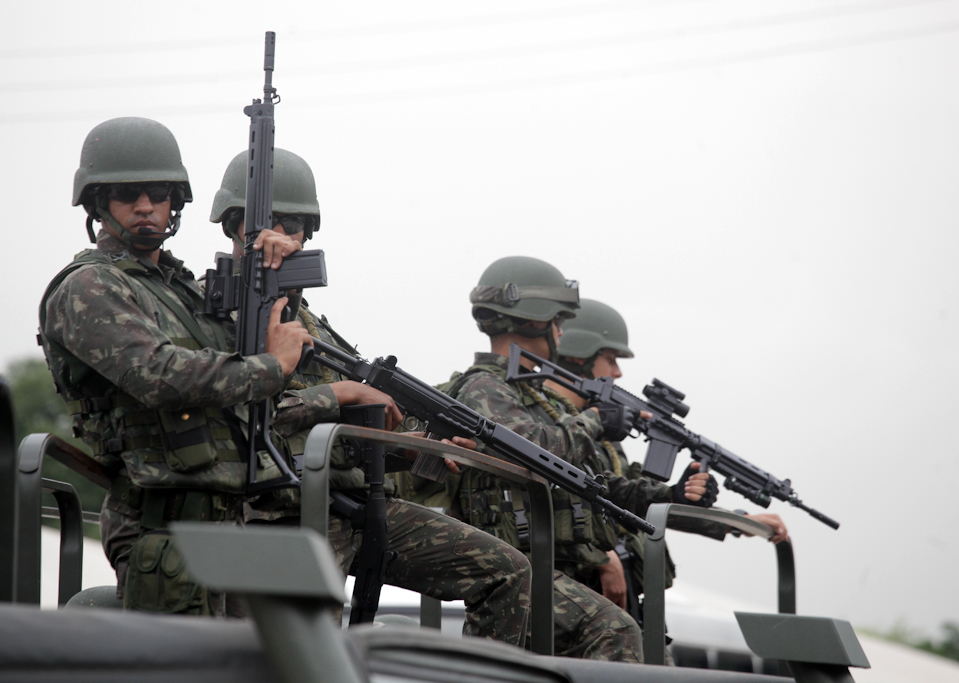
Truppe di ordine pubblico

L'11ª Brigata di fanteria è una delle brigate che operano nell'esercito brasiliano. La sua sede si trova a Campinas, San Paolo.
Questa brigata di fanteria è specializzata in operazioni in terreno urbano, essendo in grado di agire in caso di grave instabilità o pericolo per l'ordine pubblico. La brigata viene utilizzata in Brasile spesso in azioni contro la criminalità organizzata e il traffico di droga, soprattutto nei grandi centri urbani.
Ha anche un centro d'istruzione per le operazioni delle forze dell'ordine e l'Ordine pubblico è una sottounità scolastica. Unità speciale per l'occupazione dell'esercito brasiliano nelle operazioni di polizia, ordine pubblico e operazioni militari in ambienti urbani.
È addestrata per operare sia in caso di disordini che nella lotta alla criminalità organizzata e al traffico di droga, quando le forze dell'ordine locali non sono in grado di farlo da sole. Recentemente ha operato insieme ad altre forze d'élite dell'esercito nella pacificazione delle comunità che prima erano sotto il controllo dei trafficanti di droga a Rio de Janeiro.

### Brigate fanteria della giungla

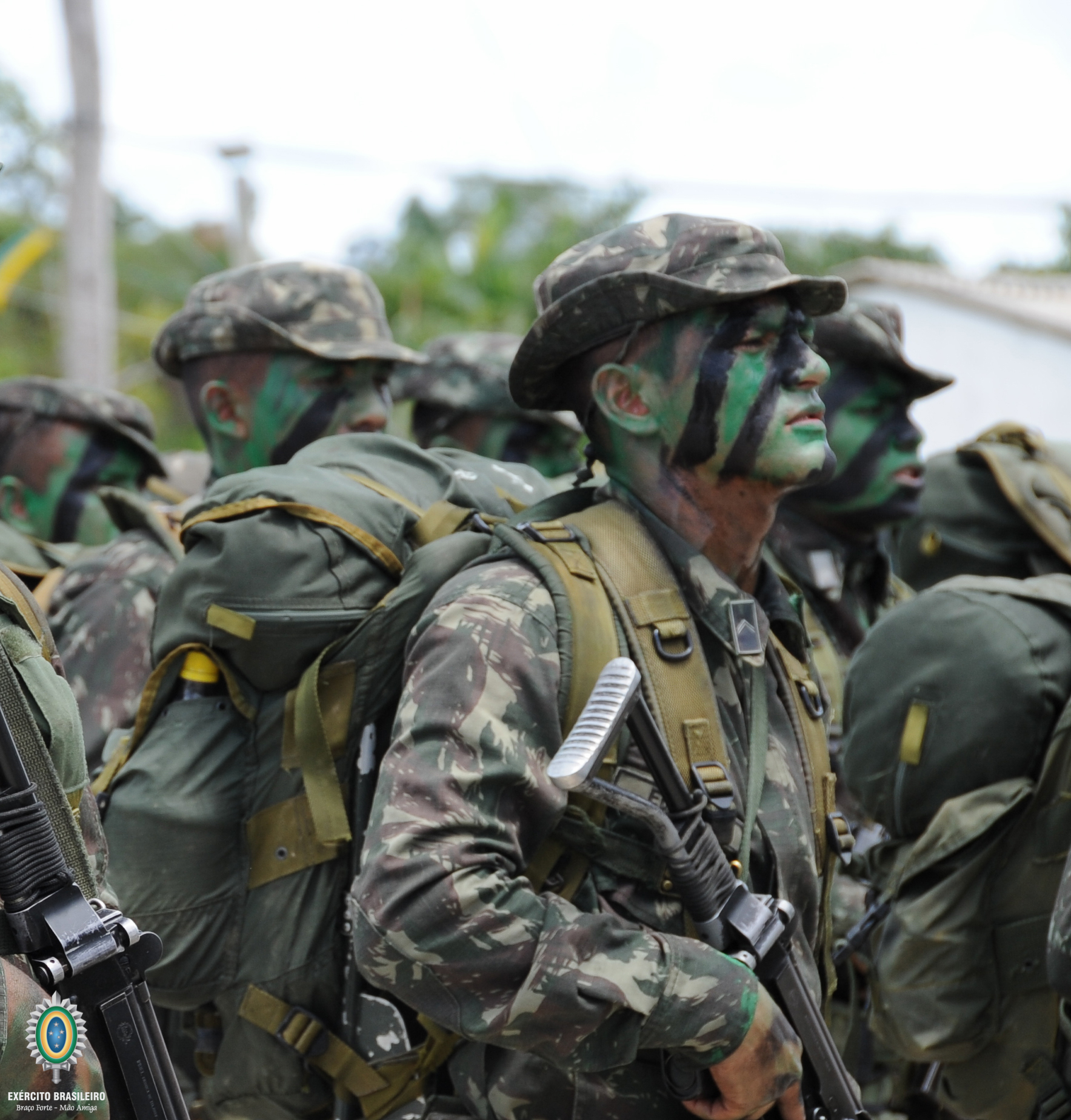
Mimetica facciale del guerriero della giungla.

Il Centro d'Addestramento Guerra nella giungla - Centro de Instrução de Guerra na Selva (CIGS), noto anche come Centro Colonnello Jorge Teixeira, è un'organizzazione militare con sede a Manaus, intesa a qualificare i leader militari di piccoli gruppi, come guerrieri della natura selvaggia, combattenti in grado di compiere missioni militari nella natura nelle aree più inospitali della foresta pluviale brasiliana.
I corsi sono tenuti in scenari di operazioni nella giungla in diverse categorie: ufficiali anziani, ufficiali, sottufficiali anziani, sottufficiali, personale medico e sanitario e piccoli corsi per militari, forze di polizia e civili. Il suo simbolo è il giaguaro.
Il Centro d'Addestramento Guerra nella giungla (CIGS) è strutturato in Dipartimento dell'Educazione, Dipartimento di Dottrina e Ricerca, Divisione studentesca, Dipartimento di Medicina veterinaria, Dipartimento dell'Amministrazione e Compagnia di Supporto.
Sebbene ufficiali e sottufficiali di tutto il Brasile possano fare domanda per seguire corsi al CIGS, la maggior parte dei soldati che supportano l'addestramento sono locali, nativi dell'area che sono principalmente soldati e caporali. Poiché sono adattati alle condizioni di vita all'interno della foresta, sono più in grado di svolgere una vasta gamma di attività, come cacciare, nascondersi e spostarsi nella foresta con facilità. Molti stranieri e militari brasiliani che si sono formati al CIGS hanno descritto le impressionanti capacità mostrate da questi soldati durante le operazioni. La loro esperienza e le loro abilità nella sopravvivenza nella giungla aiutano sicuramente a trasformare le brigate brasiliane di guerra nella giungla nelle unità più letali del loro genere al mondo.
Le brigate hanno anche esperienza in combattimento. Impegnate nella protezione dei confini settentrionali del Brasile, le truppe sono costantemente esposte agli attacchi dei guerriglieri dei paesi di confine, degli spacciatori di droga e dei criminali di ogni tipo. L'esercito brasiliano agisce comunemente insieme ad altre organizzazioni delle forze dell'ordine per combattere non solo il traffico di droga, ma anche animali, armi, persone e molte altre azioni illegali.

### Brigata paracadutisti

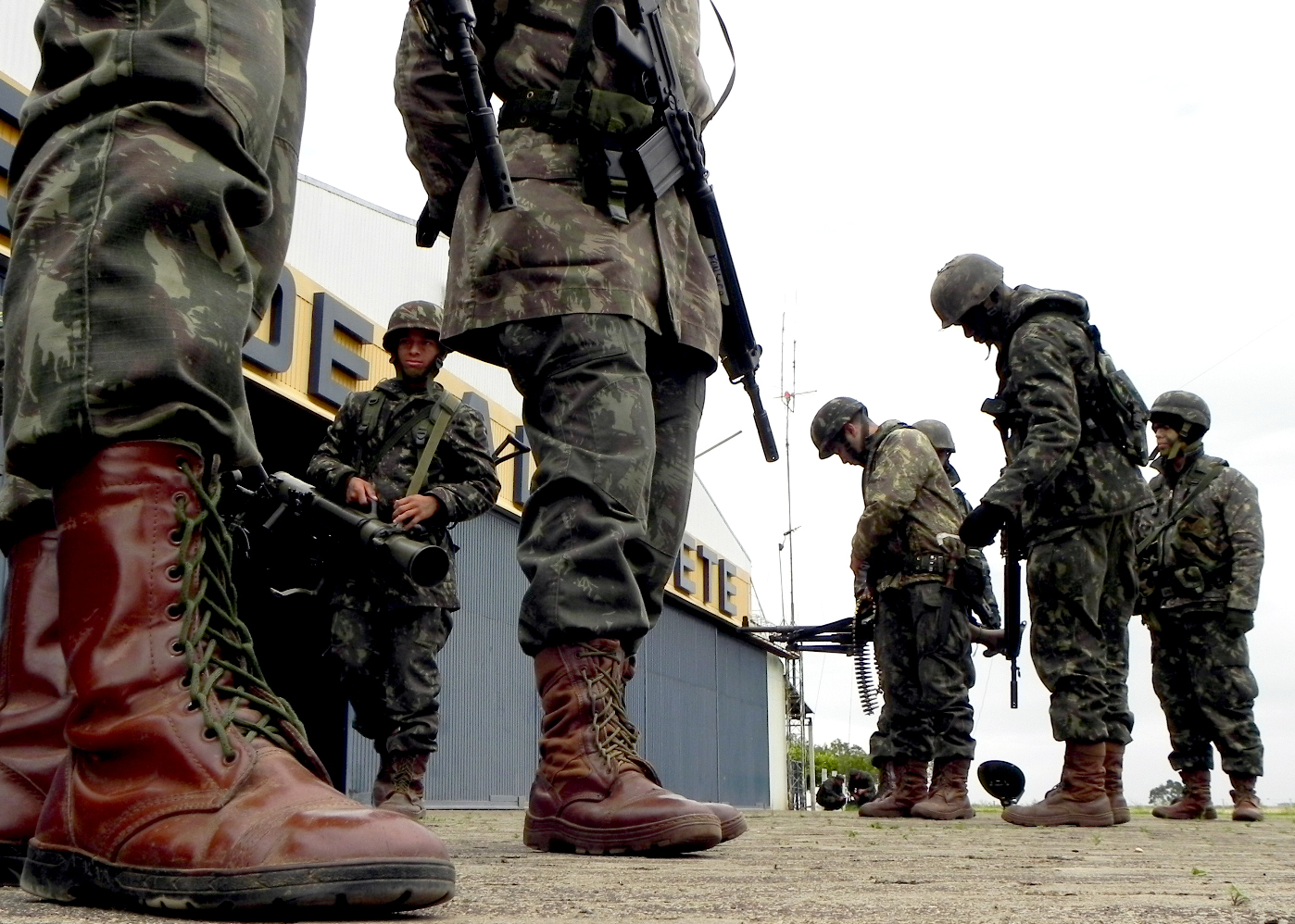
Paracadutisti brasiliani

La Brigata paracadutisti è una delle principali unità d'élite dell'esercito brasiliano. La sua sede si trova a Vila Militar, nella città di Rio de Janeiro. Subordinata al Comando militare orientale, con sede a Rio de Janeiro, in collaborazione con il Comando delle operazioni terrestri, con sede a Brasilia.
La brigata è una delle forze d'élite dell'esercito brasiliano pronta ad agire entro 48 ore ovunque nel paese, si trovi nella giungla, nella savana, nella palude o in montagna e rimane senza supporto logistico fino a 72 ore, potendo paracadutarsi rapidamente in prima linea o dietro le linee nemiche. Dopo il completamento della missione, consegnando il territorio ad un'altra unità convenzionale per mantenere la posizione acquisita, secondo la dottrina dell'addestramento dell'Esercito brasiliano, di solito un'unità o una brigata di fanteria corazzata sarà responsabile della sostituzione sul campo della Brigata paracadutisti dopo il trasferimento del territorio ad un'altra unità della forza terrestre. La brigata paracadutisti viene quindi ributtata dietro le linee nemiche ancora una volta per far posto alle truppe alleate.
La Brigata è una parte fondamentale della Task Force strategica (Força de Ação Rápida Estratégica), essendo in grado di operare rapidamente in qualsiasi parte del territorio nazionale in caso di guerra o d'invasione.
A causa della natura mortale e pericolosa delle missioni di questa brigata, i paracadutisti brasiliani hanno un ethos unico. Ad esempio, mentre le truppe di fanteria regolari usano stivali neri e berretti verdi, i paracadutisti usano stivali marroni e berretti rossi. Si considerano superiori ai "Pé pretos" (piedi neri), che sono i fanti normali. Il motto dell'esercito brasiliano, "Brasil acima de tudo!" (Il Brasile, sopra ogni altra cosa) era originariamente il grido di guerra dei paracadutisti prima che fosse reso popolare (al giorno d'oggi, è un saluto comune tra i militari dire questo motto). I paracadutisti sono molto orgogliosi di sé stessi e si distinguono sempre quando sono tra le altre truppe.

### Brigata operazioni speciali
La Brigata operazioni speciali è la forza operazioni speciali del Brasile. Sebbene amministrativamente assegnate al Comando Militare dell'Altopiano, le operazioni della brigata sono sotto il controllo diretto del Comando delle operazioni terrestri.
Le forze speciali vennero inizialmente formate nel 1957 come unità di soccorso addestrate con paracadute, specializzate nella conduzione di soccorsi nella giungla profonda lungo il bacino amazzonico. Dopo aver condotto la sua selezione iniziale, un US Army Special Forces Mobile Training Team (MTT) ha condotto il primo corso di addestramento dell'unità.
Al giorno d'oggi, è specializzata nella guerra non convenzionale, esegue operazioni psicologiche e infastidisce unità nemiche più grandi, come le brigate e le divisioni. Agendo in piccole cellule e distaccamenti (di solito non più di 20 uomini), le forze speciali agiscono in profondità dietro le linee nemiche e sono in grado di combattere in situazioni estremamente sfavorevoli.

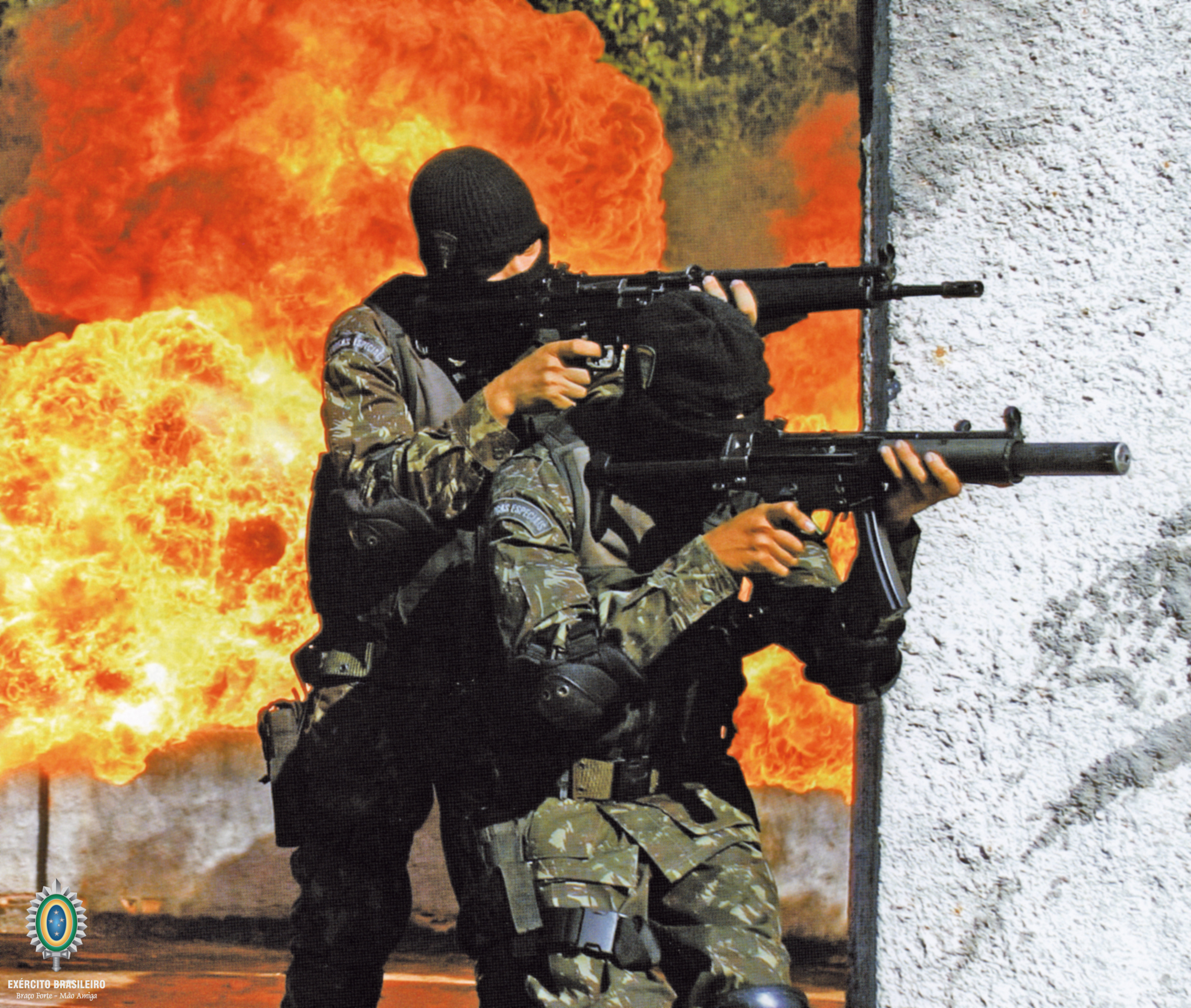
Unità antiterrorismo delle forze speciali brasiliane

Per la sua creazione, il Comando dell'Esercito emanò decreti che organizzavano il nucleo della Brigata (Nu Bda Op Esp), riferendo inizialmente alla Brigata paracadutisti. La maggior parte delle sue organizzazioni subordinate erano di stanza nell'area di Camboatá (Zona ovest di Rio de Janeiro), dov'era il 1° BFEsp, il cui comandante servì, cumulativamente, nella fase iniziale, nel comando della Nu Bda Op Esp e la gestione del progetto di schieramento.
Il suo motto "qualsiasi missione, in qualsiasi luogo, in qualsiasi momento, in ogni modo" racconta tutto. Le relative truppe Commando, un battaglione della Brigata operazioni speciali, ha un motto analogo: "La massima confusione, morte e distruzione nelle profonde retrovie del nemico".

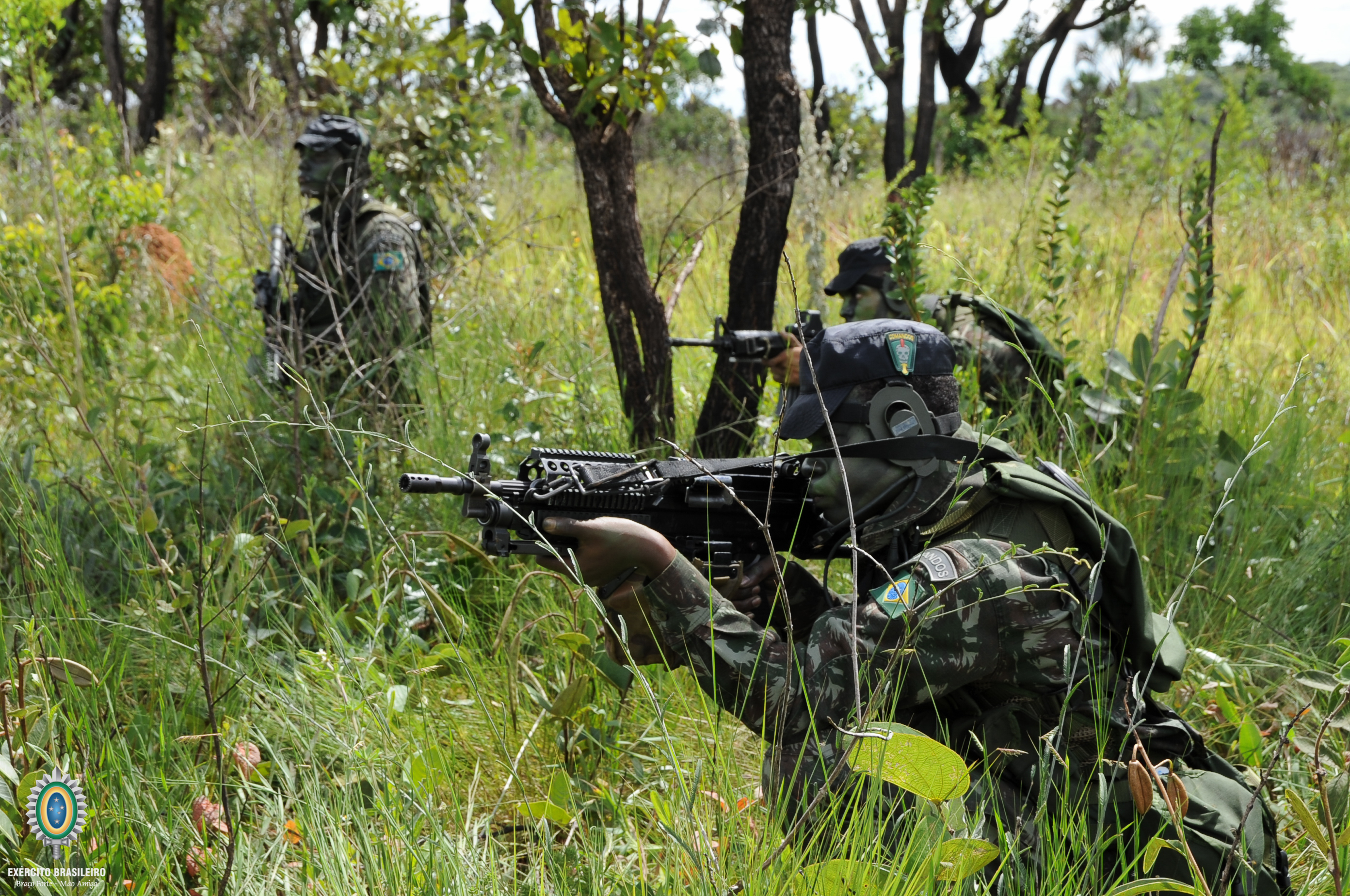
Unità commando speciale, truppe d'élite per operare dietro le linee nemiche

È anche in grado di eseguire altri tipi di missioni, come antiterrorismo, esplorazione strategica, trovare e attaccare obiettivi di alto valore e catturare, estrarre ed eludere. A causa dell'elevatissimo livello di pericolo di queste missioni, questa unità è composta solo da pochi membri, che devono aver completato i Comandos e Paraquedista (Commando e Paracadutisti). Sono altamente specializzati e pronti a operare in qualsiasi parte del mondo in meno di 45 ore. Per questo motivo, sono riconosciuti come una delle unità più prestigiose dell'esercito brasiliano.
Il battesimo del fuoco dell'unità ebbe luogo negli anni '70 durante le operazioni contro le forze della guerriglia Araguaia, quando le forze speciali fino a quel momento distaccamento, con il loro comando effettivo e le forze speciali, furono l'unica unità che combatté quasi ininterrottamente per tutta la campagna, sia in azioni di combattimento, sia di spionaggio, senza l'impegno dei controlli e delle forze speciali dell'esercito, la sconfitta dei guerriglieri sarebbe stata più difficile, dal momento che tali militari sono esperti nella contro-guerriglia dell'esercito brasiliano.
Nel 1991, i guerriglieri delle Forze Armate Rivoluzionarie della Colombia entrarono nel territorio brasiliano e attaccarono un piccolo contingente di confine dell'esercito brasiliano, la risposta fu immediata e l'allora Battaglione delle Forze Speciali tenne insieme ad altre unità un'operazione di rappresaglia, l'operazione Traira, il cui risultato furono 12 guerriglieri morti, numerosi prigionieri, la maggior parte delle armi e delle attrezzature recuperate.
Recentemente sotto l'egida delle Nazioni Unite, la Brigata operazioni speciali ha svolto un ruolo decisivo nella lotta contro i gruppi paramilitari che affliggevano il territorio haitiano e hanno causato grande instabilità politica nel Paese, e il 1º Battaglione forze speciali, il 1º Battaglione d'Azione Commando e il 1º Battaglione operazioni psicologiche sono le uniche unità dell'esercito che hanno inviato militari in tutto il contingente della MINUSTAH dall'inizio della missione e le operazioni speciali eseguite da queste unità sono state fondamentali per la pacificazione di Port-au-Prince.

### Brigata operazioni di montagna

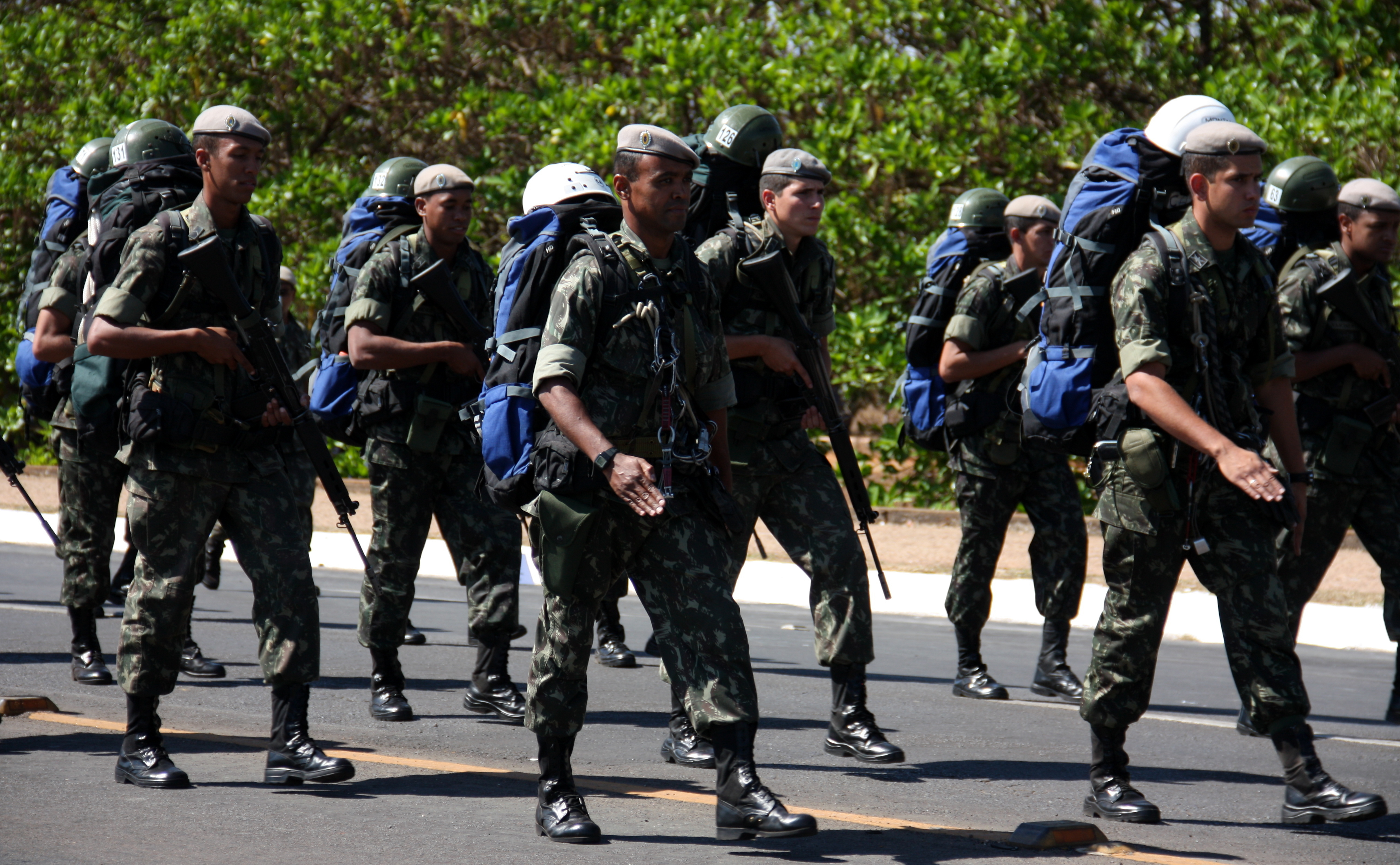
Fanteria leggera da montagna

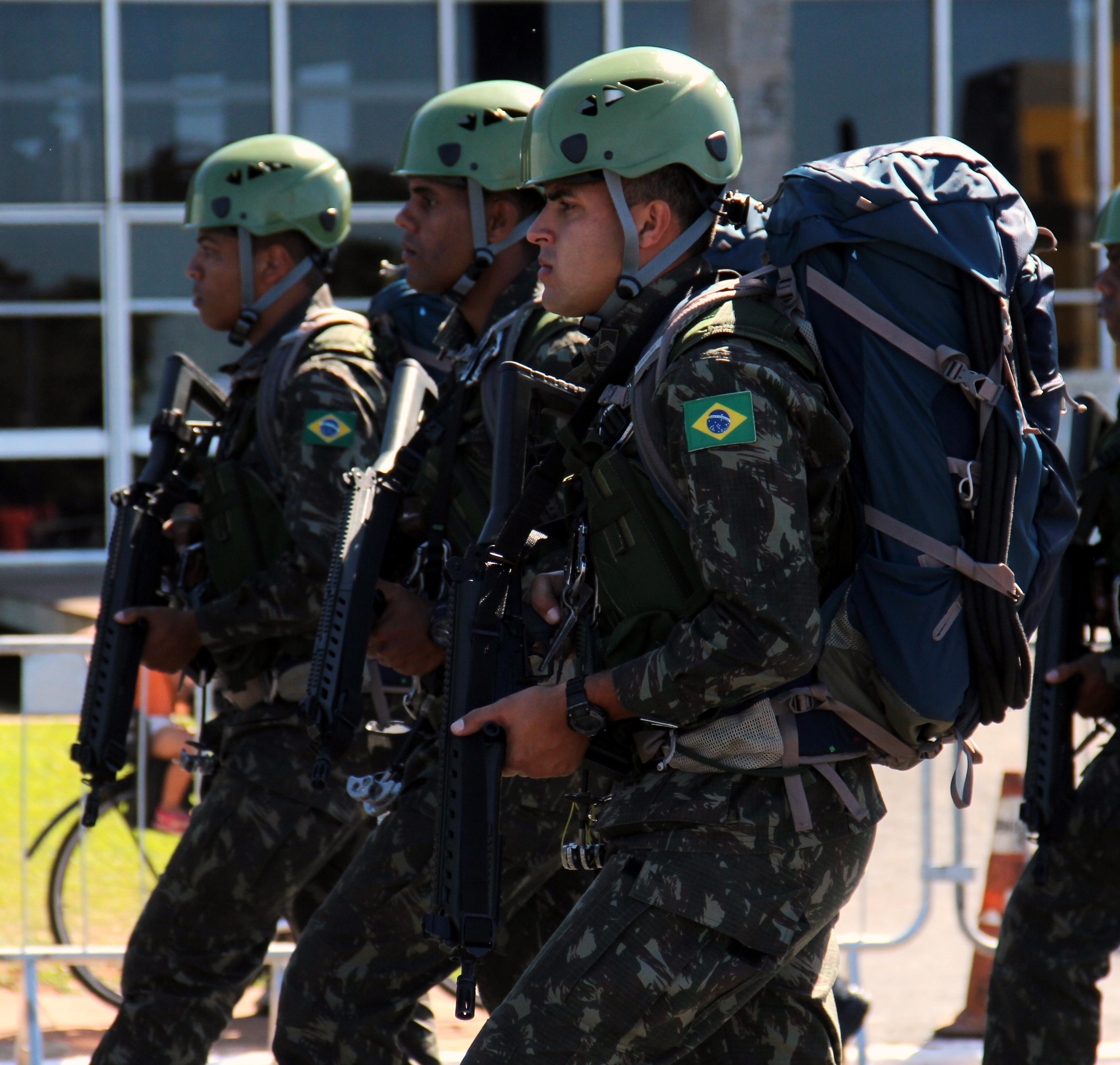
Soldati di montagna

È una brigata di fanteria specializzata dell'esercito brasiliano. La sua sede si trova a Juiz de Fora, Minas Gerais. Il suo bacino di utenza copre lo stato di Minas Gerais e Petrópolis. È amministrato dalla 1ª Divisione dell'esercito/Comando militare orientale, con sede a Rio de Janeiro.
La 4ª Brigata fanteria da montagna, un'unità dell'esercito brasiliano specializzata in operazioni di combattimento in montagna, migliorando e sviluppando tecniche speciali di operazioni in montagna e utilizzando attrezzature e armi specifiche per questo teatro di operazioni, si è affermata negli anni come una truppa d'élite, moltiplicando anche le sue tecniche speciali ad altre unità militari brasiliane, che seguiranno i loro corsi e stage, assistendo l'addestramento dei membri della Task Force Strategica (Força de Ação Rápida Estratégica) dell'esercito brasiliano.
Durante la seconda guerra mondiale, la fanteria brasiliana ebbe un momento importante nella conquista della città di Montese, situata in un terreno montuoso e pesantemente difesa dai tedeschi come ultimo baluardo per fermare l'avanzata delle truppe alleate verso la Pianura Padana. Il 14 aprile 1945, il massiccio di Montese divenne teatro della più ardua e sanguinosa battaglia delle armi brasiliane in Italia, secondo le parole del loro comandante del Corpo di spedizione brasiliano, il maresciallo Mascarenhas de Morais. Avendo undici sforzi principali dell'attacco come combattimenti in densi campi minati e sotto il fuoco pesante delle mitragliatrici tedesche, essi furono finalmente in grado di conquistare Montese.

### Brigata motorizzata operazioni rapide
La 3ª Brigata fanteria meccanizzata, nota anche come Brigata Visconte di Porto Seguro, è una delle brigate dell'esercito brasiliano. La sua sede si trova a Crystal, nello stato di Goiás. È soggetto al Comando militare dell'Altopiano, con sede a Brasilia. Le sue organizzazioni militari subordinate si trovano nel Distretto Federale e negli stati di Goiás, Tocantins e Minas Gerais nella regione conosciuta come Triangulo Mineiro. Il suo nome storico è un omaggio al visconte di Porto Seguro, Francisco Adolfo Varnhagem.
La 3ª Brigata fa parte della riserva strategica dell'Esercito brasiliano, ma dovrebbe essere impiegata in qualsiasi momento e in qualsiasi parte del Brasile. Essendo una formazione meccanizzata, può essere schierata abbastanza velocemente ovunque a livello nazionale sia per operazioni convenzionali che per rafforzare la polizia militare nel mantenere l'ordine pubblico e può ancora eseguire prontamente qualsiasi azione motorizzata, aerea o aviotrasportata.

## Battaglioni e reggimenti specializzati

### 1º Battaglione difesa chimica, biologica, radiologica e nucleare
Il 1º Battaglione difesa chimica, biologica, radiologica e nucleare, cresciuto nel 2012 dalla ridesignazione della Compagnia difesa CBRN dell'esercito, è l'unico del suo genere nell'esercito brasiliano e i suoi membri sono addestrati per il combattimento nella guerra chimica, biologica e nucleare (come suggerisce il nome), principalmente nel controllo e nella decontaminazione di armi ed attrezzature locali e militari.
L'origine del battaglione risale al 1953, quando nei locali della Scuola di Educazione Speciale (SES) venne costituita la Compagnia guerra chimica, originariamente soggetta alla Scuola delle Unità di Divisione Inversa (SUDI).
Il 31 dicembre 1987, la Scuola di guerra chimica venne estinta e, al suo posto, venne creata la Compagnia CBRN, con sede nella città di Rio de Janeiro e subordinata al Consiglio di specializzazione ed estensione.

### 17º Battaglione di frontiera (Operazioni di palude)
Il 17° BF è un'unità d'élite dell'esercito brasiliano, specializzata in operazioni di palude, che si trova nella città di Corumbá, stato del Mato Grosso do Sul.
Le sue missioni principali sono garantire il confine occidentale del Brasile, lo sviluppo e il miglioramento delle dottrine tecniche e operative e l'ambiente paludoso specifico di combattimento speciale (presente in molti luoghi del mondo) e moltiplicare anche le sue operazioni tecniche nelle unità delle zone umide membri della Task Force strategica (Força de Ação Rápida Estratégica) dell'esercito brasiliano, ma in particolare offrire un corso di operazioni sulle zone umide (Operações no Pantanal) alla Brigata operazioni speciali, alla Brigata paracadutisti e alla 12ª Brigata fanteria leggera (aviotrasportata), unità all'interno della Task Force strategica e anche a militari di altre regioni, in particolare il Comando militare occidentale, responsabile della protezione del confine occidentale del territorio brasiliano.
Oltre a ciò, ci sono anche scambi di tecniche ed esperienze con i Marines brasiliani, che si applicano anche al corso Operazioni di palude e sono notevolmente qualificati nelle operazioni anfibie.

### 72º Battaglione fanteria motorizzata (Operazioni di caatinga/savana)
Il 72° BFM è un'unità d'élite dell'esercito brasiliano con sede a Petrolina, essendo l'unica unità dell'esercito brasiliano ad addestrare il combattente nell'ambiente operativo della caatinga e della savana.
Dispone di un Centro Istruzioni Operative della caatinga, che copre un'area di circa 28.000 km².
Le strutture del Centro Istruzioni Operative della caatinga sono comprese in un'area che appartiene al Ministero della Difesa, denominata Area di stoccaggio del ferro - istruzioni sul campo, responsabile della formazione del combattente di battaglia della caatinga in questo ambiente. La vegetazione è aggressiva e spinosa, il sole è molto rigido per la maggior parte del giorno e l'acqua è scarsa. Le condizioni di questa zona sono molto difficili da sopportare e i soldati che finiscono questo corso sono riconosciuti come guerrieri della caatinga dell'esercito brasiliano, come descritto dall'esercito brasiliano nel suo sito web (in portoghese).

### Guardia presidenziale

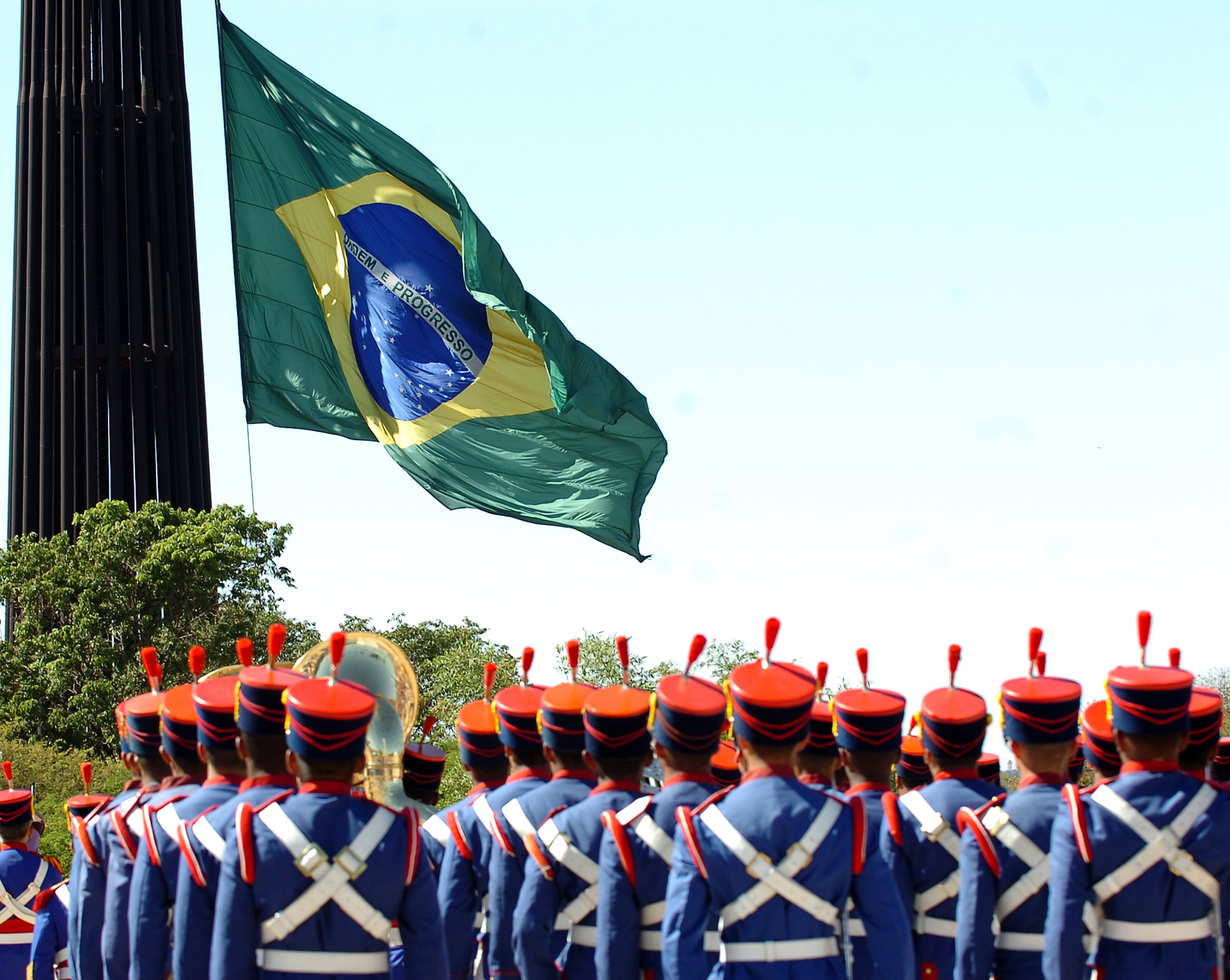
Battaglione della Guardia presidenziale durante una cerimonia della bandiera presso la Praça dos Três Poderes

Il Battaglione della Guardia presidenziale è un'unità dell'esercito brasiliano e guardia d'onore del presidente del Brasile. Anche altre due unità, il 1º Reggimento cavalleria "Guardie"' e la batteria "Caienna", fanno parte dell'unità della guardia d'onore presidenziale e fanno rapporto al quartier generale dell'esercito.
Il BGP ebbe le sue origini nel Battaglione dell'Imperatore, organizzato nel 1823 durante le campagne di pace che seguirono la Dichiarazione di Indipendenza come unità di guardie della famiglia imperiale del Brasile, e come tale indossa le sue uniformi del XIX secolo. Sciolto nel 1827, venne riformato nel 1933.

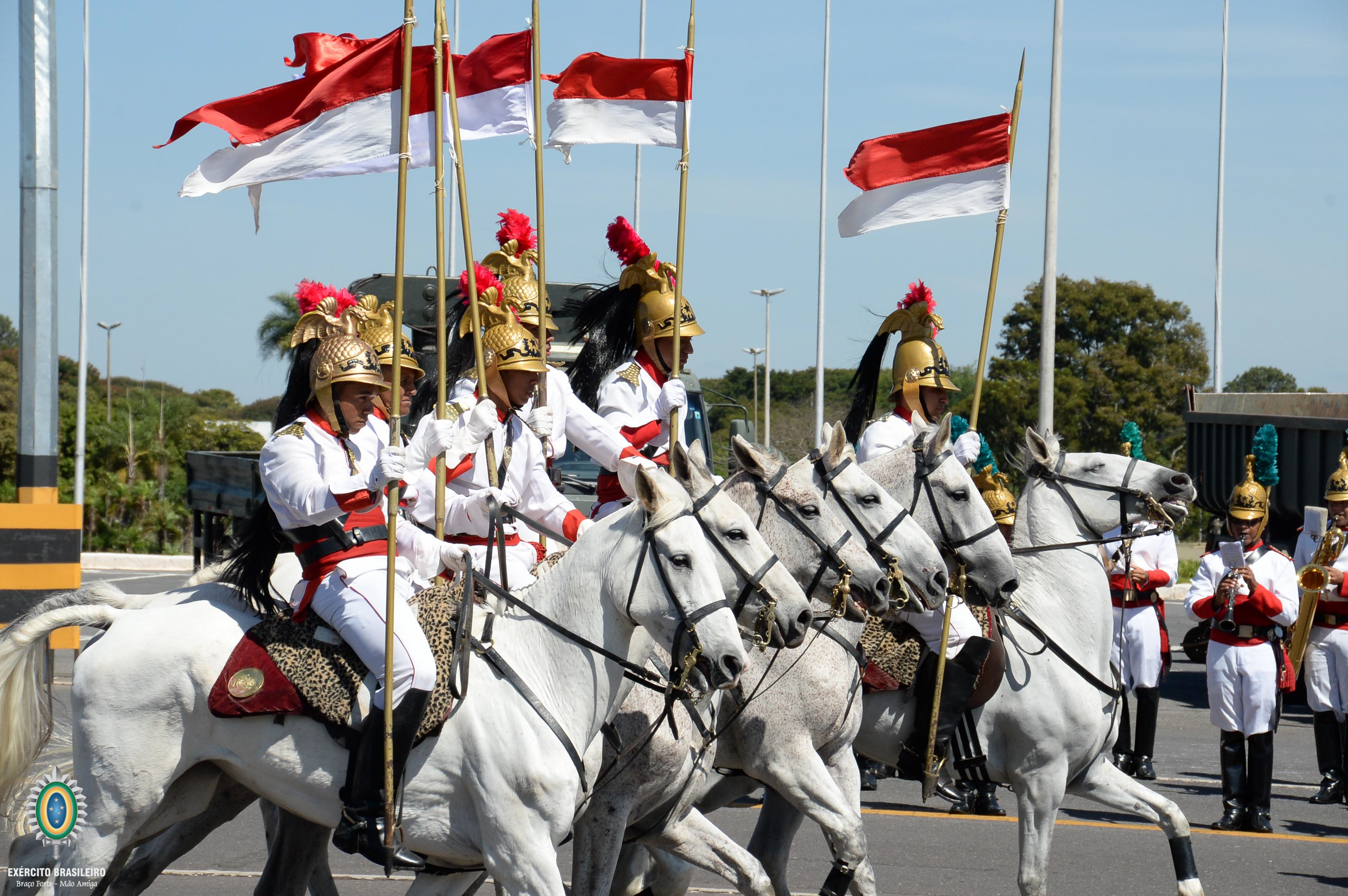
1º Reggimento cavalleria "Guardie"

Il 1º Reggimento cavalleria "Guardie", noto anche come Dragões da Independência (Dragoni dell'Indipendenza), è il reggimento di guardie a cavallo delle dimensioni di uno squadrone dell'esercito. Il nome venne dato nel 1927 e si riferisce al fatto che un distaccamento di dragoni scortò il principe reale del Portogallo, Pietro VI, nel momento in cui dichiarò l'indipendenza del Brasile dal Portogallo il 7 settembre 1822. I Dragoni dell'Indipendenza indossano uniformi del XIX secolo simili a quelle della precedente Guardia d'onore imperiale, che sono usate come uniforme del reggimento dal 1927. L'uniforme venne disegnata da Debret, in bianco e rosso, con elmi di bronzo piumato. I colori e il motivo vennero influenzati dai dragoni austriaci del periodo, poiché l'imperatrice consorte brasiliana era anche un'arciduchessa austriaca. Il colore delle piume varia a seconda del grado. I Dragoni dell'Indipendenza sono armati di lance e sciabole, queste ultime solo per gli ufficiali e la guardia d'onore.

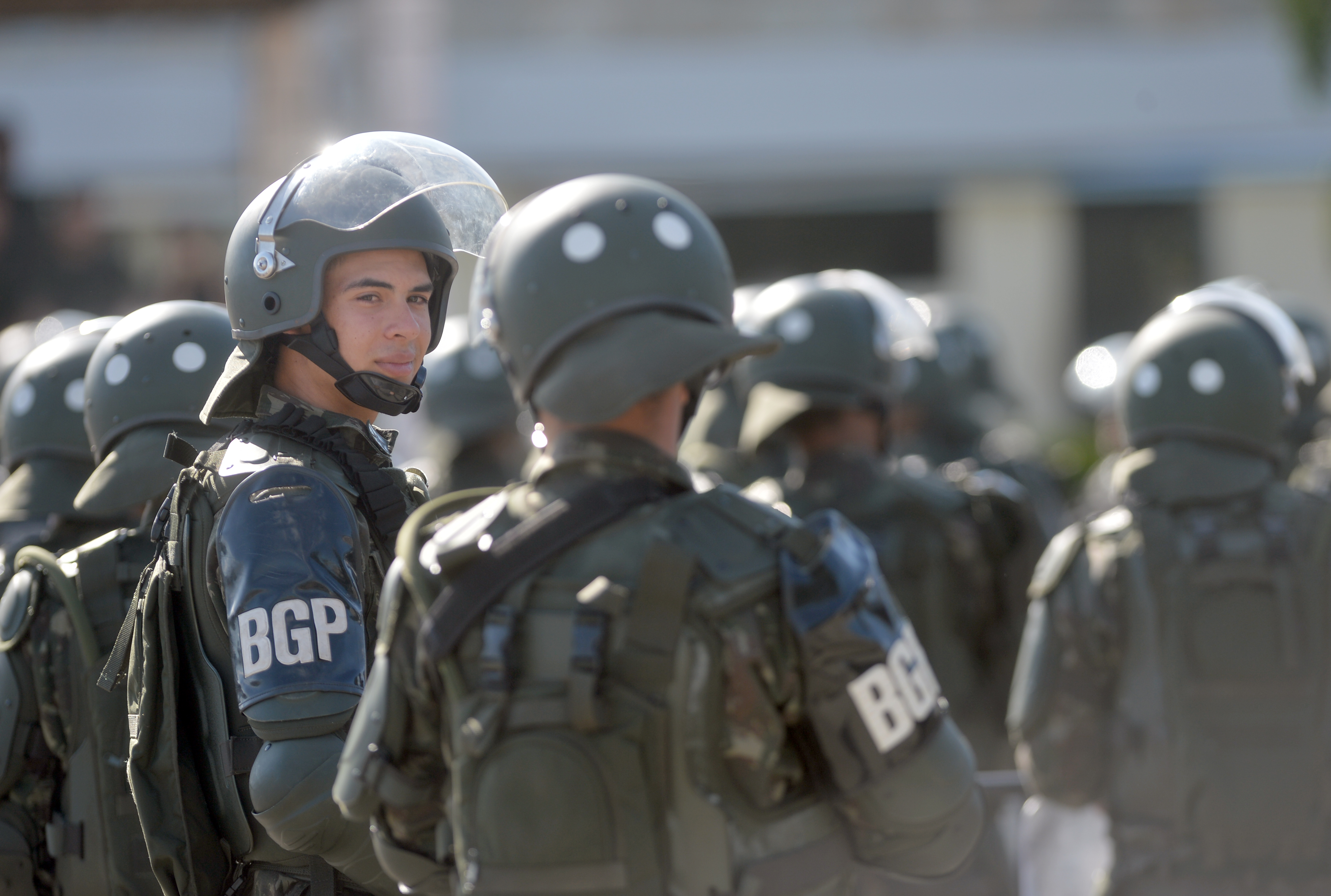
Battaglione della Guardia presidenziale in tenuta antisommossa

Il reggimento venne istituito nel 1808 dal principe reggente e futuro re del Portogallo, Giovanni VI, con il compito di proteggere la famiglia reale portoghese, che si era rifugiata in Brasile durante le guerre napoleoniche. Tuttavia, i dragoni esistevano in Portogallo almeno dall'inizio del XVIII secolo e nel 1719 unità di questo tipo di cavalleria vennero inviate in Brasile, inizialmente per scortare le spedizioni di oro e diamanti e per proteggere il viceré che risiedeva a Rio de Janeiro (1º Reggimento cavalleria - Squadrone di guardia a cavallo del Viceré). Successivamente, vennero inviati anche nel sud per servire contro gli spagnoli durante gli scontri di frontiera. Dopo la proclamazione dell'indipendenza brasiliana, il titolo di reggimento venne cambiato in quello di Guardia imperiale d'onore, con il ruolo di proteggere la famiglia imperiale. La guardia venne in seguito sciolta dall'imperatore Pietro II e sarebbe stata ricreata solo più tardi nell'era repubblicana, questa volta quando l'unità di guardie a cavallo venne incaricata di difendere e proteggere il presidente del Brasile e la sua famiglia, il vicepresidente del Brasile e tutti gli uffici del governo nazionale. Al momento della proclamazione della Repubblica nel 1889, il cavallo n. 6 della Guardia d'onore imperiale era cavalcato dall'ufficiale che faceva la dichiarazione, il sottotenente Eduardo José Barbosa, con il permesso del feldmaresciallo Deodoro da Fonseca. Ciò è commemorato dall'usanza secondo la quale il cavallo che ha questo numero è usato solo dal comandante dell'attuale reggimento, di solito un ufficiale superiore con il grado di tenente colonnello.
Il reggimento mantiene una propria banda, che funge anche da banda presidenziale ufficiale.

### Plotoni e battaglioni di polizia dell'esercito
L'arma di polizia dell'esercito è composto da unità specializzate della fanteria dell'esercito brasiliano, che sviluppano ed eseguono la missione di polizia militare lungo il quartier generale dei comandi principali e delle principali unità delle guarnigioni delle forze terrestri.
Come unità operative della Polizia dell'Esercito, ci sono diversi battaglioni, compagnie e plotoni, tra cui antisommossa, K-9, motociclisti e truppe regolari. La Polizia militare dell'esercito brasiliano è identificata dall'uso del bracciale nero con le lettere "PE" in bianco (o fascia bianca con lettere rosse).
Comunemente, il termine "Polizia militare" viene utilizzato per riferirsi alle forze di polizia militare statale.

## Equipaggiamento attuale
- Carri armati da combattimento – 469 M60A3 TTS, Leopard 1A1 e Leopard 1A5/GR)
- Veicoli corazzati – 1.850 (Iveco LMV 4x4, AV-VBL 4x4, Cascavel 6x6, Urutu 6x6, Guarani 6x6, M113 e M577, Centauro II)
- Pezzi d'artiglieria – 2.150 (mortaio da 120mm, ASTROS II, M101, M102, M114, 105mm Mod 56, L118, Oerlikon 35mm e Bofors 40 mm)
- Semoventi d'artiglieria – 280 (M108, M109, M992 e Gepard)
- Sistemi missilistici terra-aria – 220 (9K38 Igla e RBS 70)
- River Boat - 38 (LPR-40, Guardian 25, MRCD 1200/1250, DGS ETRH e traghetti)
- Altri veicoli militari – 21.000 (Agrale Marruá, Toyota Hilux, Mitsubishi Pajero, Land Rover Defender, Toyota Land Cruiser, Ford F, Worker, Atego, Constellation, Unimog, M35, motociclette, bus ed altri)

Inoltre il Comando Aviazione dell'esercito opera 90 elicotteri.
- Elicotteri da trasporto – EC 725 Caracal
- Elicotteri d'attacco e d'osservazione – HB350 Esquilo, AS550 Fennec e AS565 Panther
- Elicotteri multimissione e di soccorso– AS532 Cougar e Sikorsky S-70A

### Equipaggiamento attuale dell'esercito brasiliano

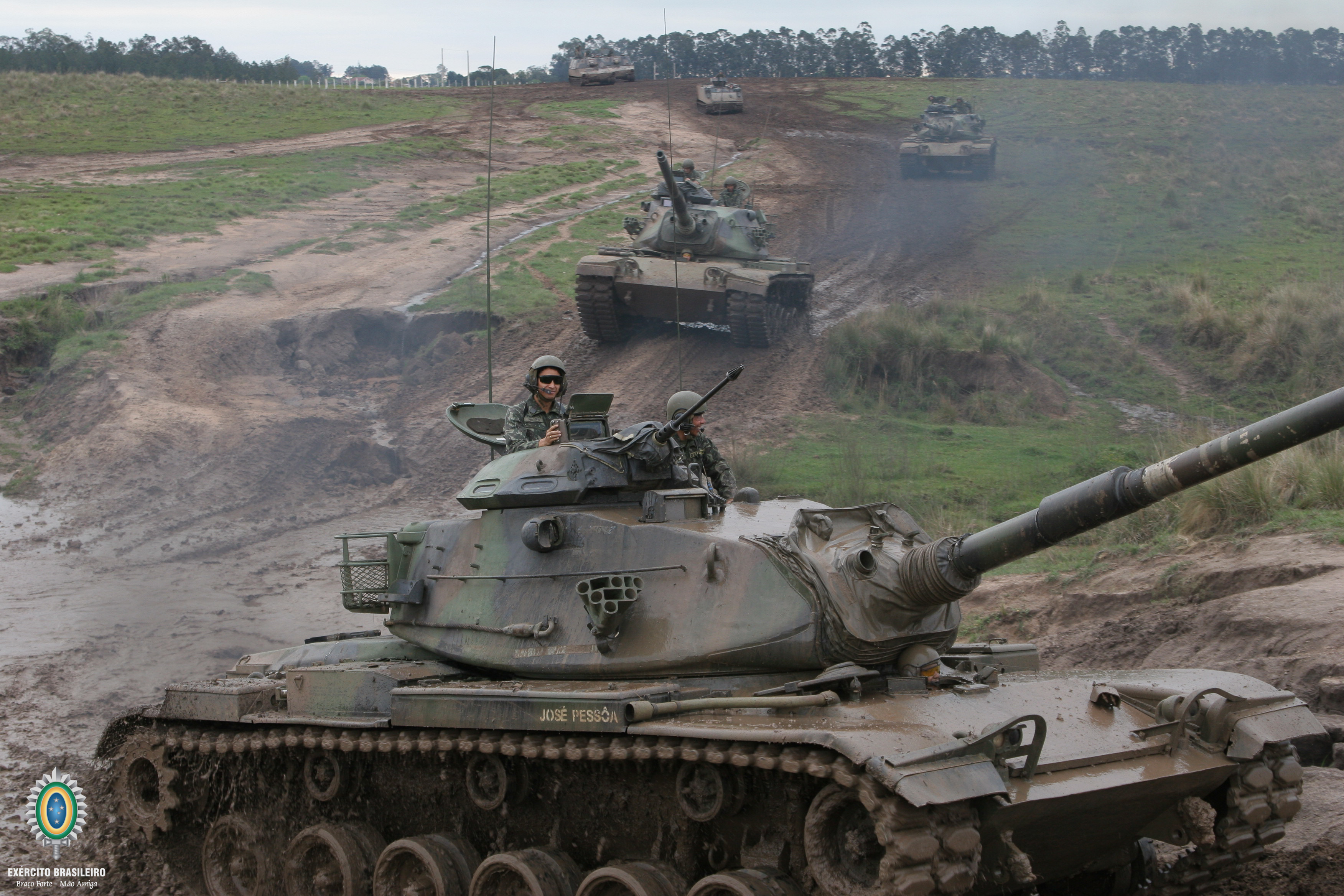
M-60A3 TTS che guadagna terreno
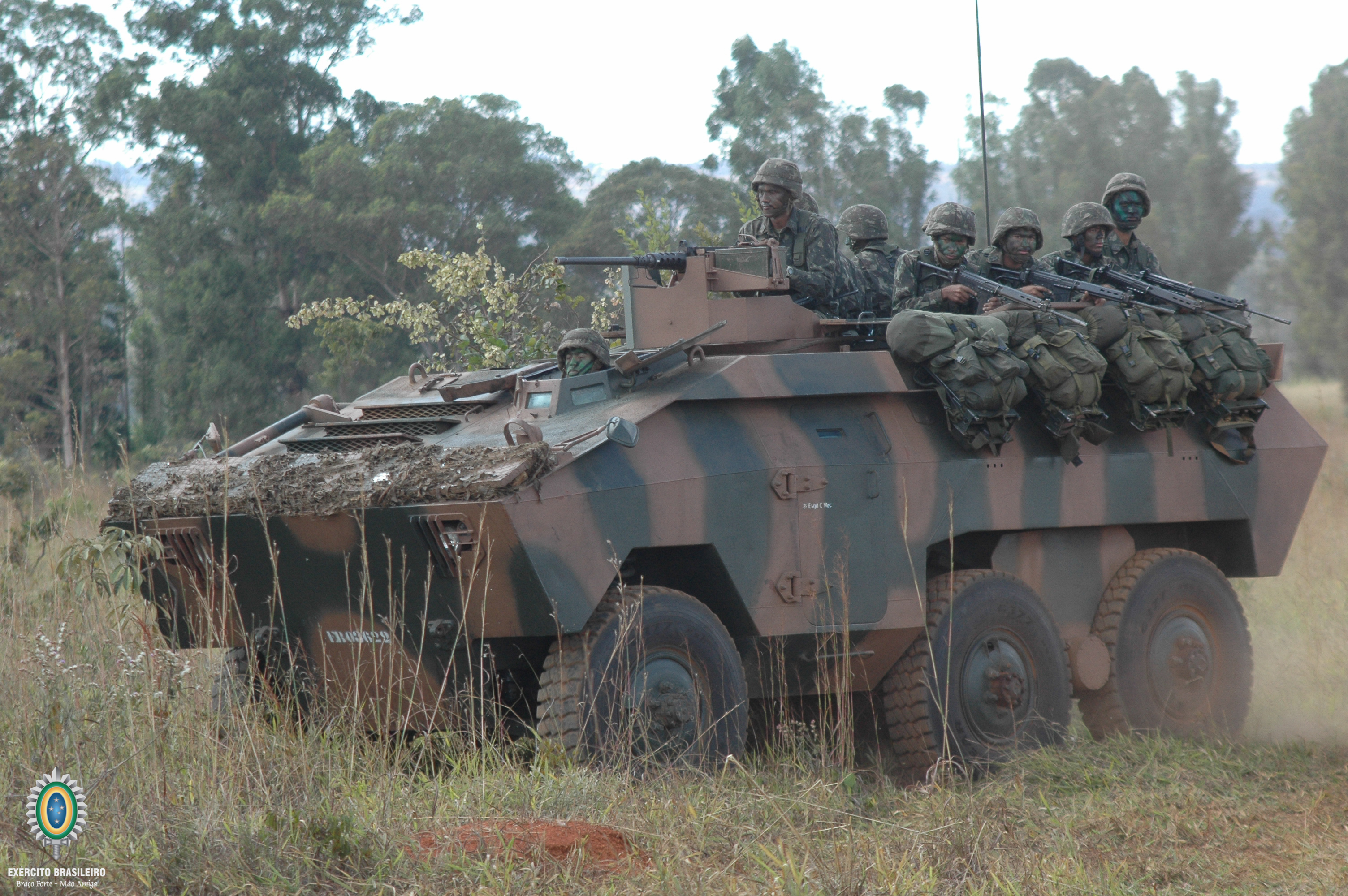
EE-11 Urutu che trasporta soldati.
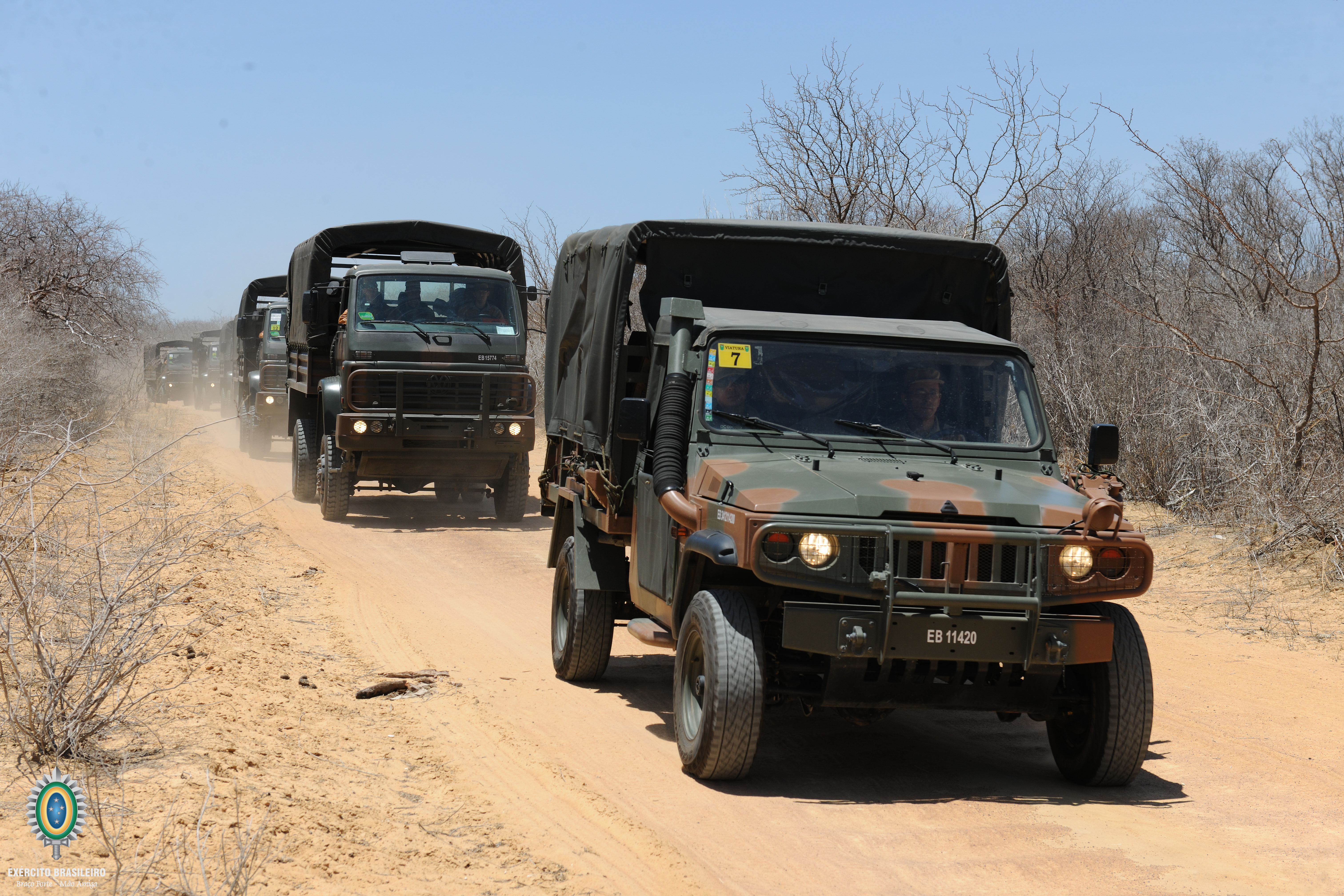
Convoglio di Agrale Marruá AM23 nel nordest brasiliano
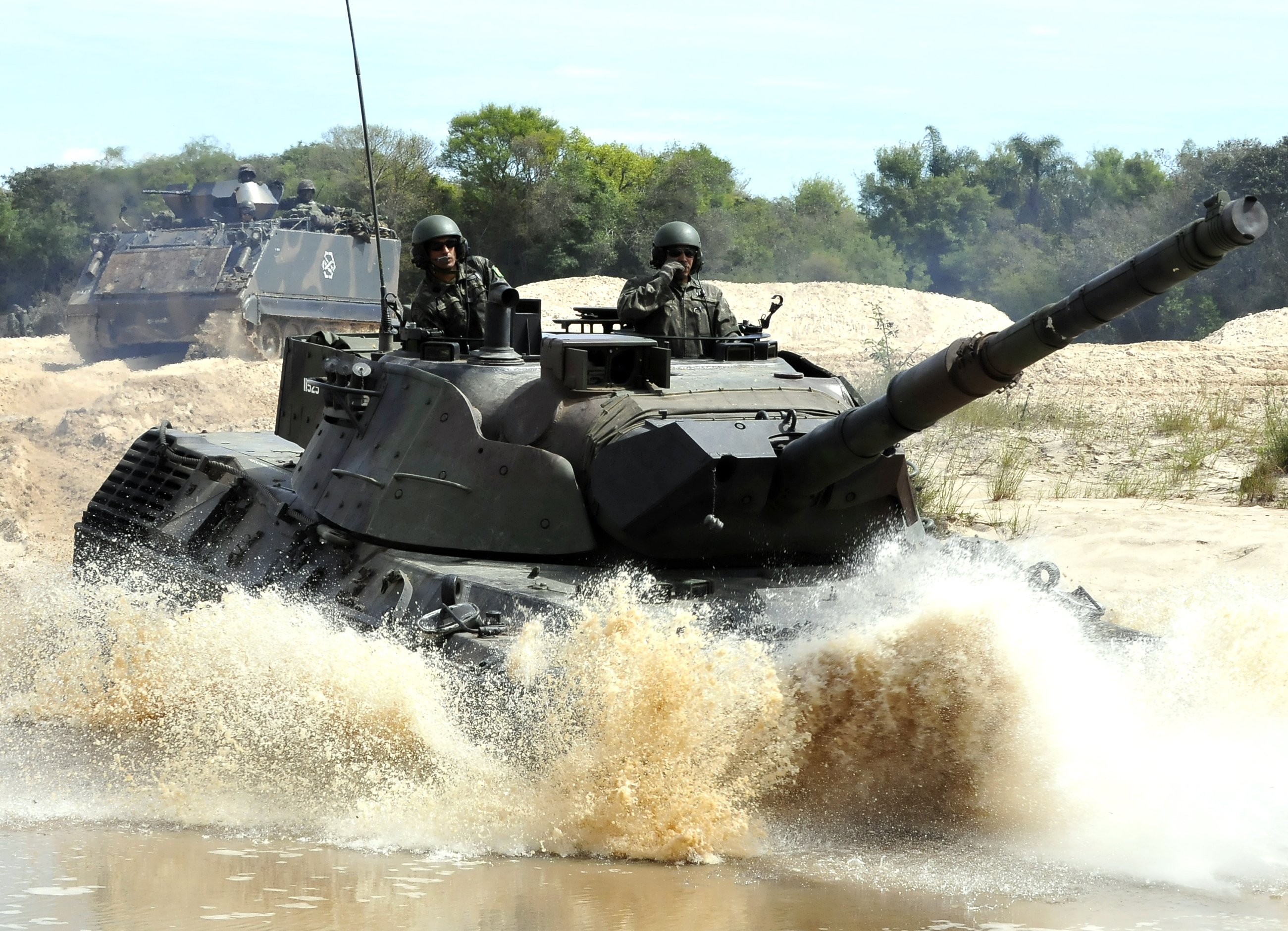
Un Leopard 1A5 brasiliano che traspone un corso d'acqua
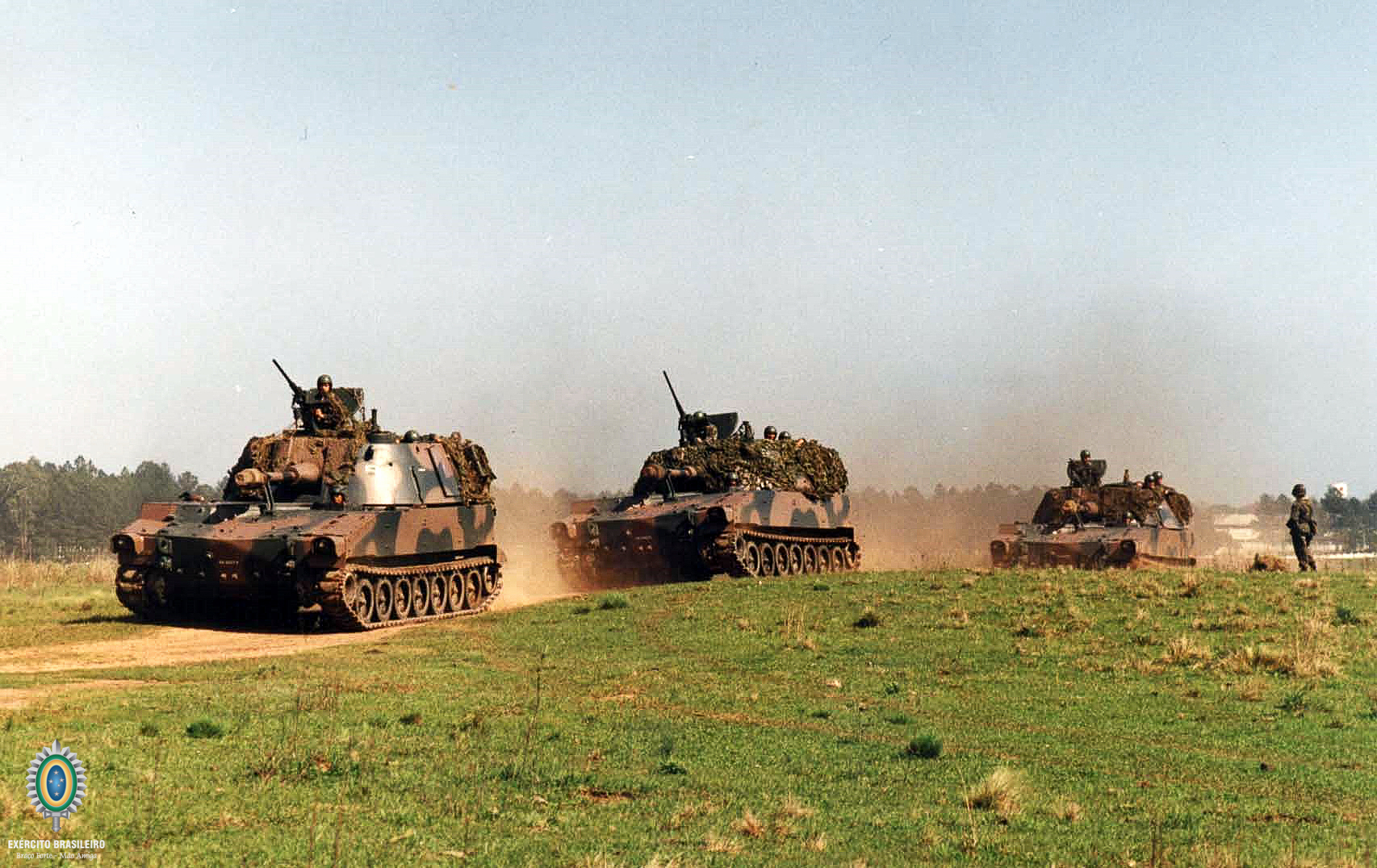
Colonna di corazzati M108 dell'esercito brasiliano
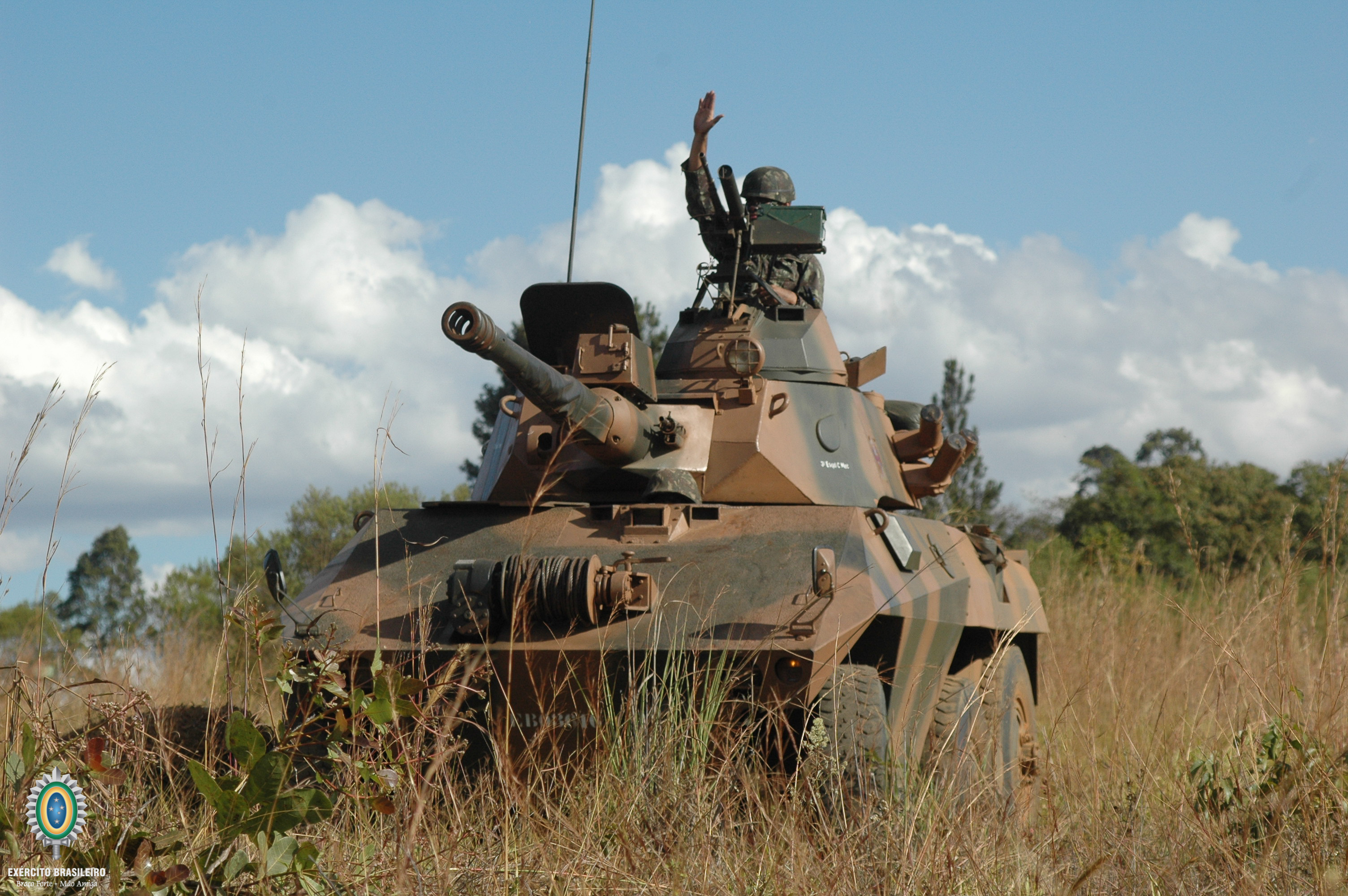
EE-9 Cascavel in missione di ricognizione
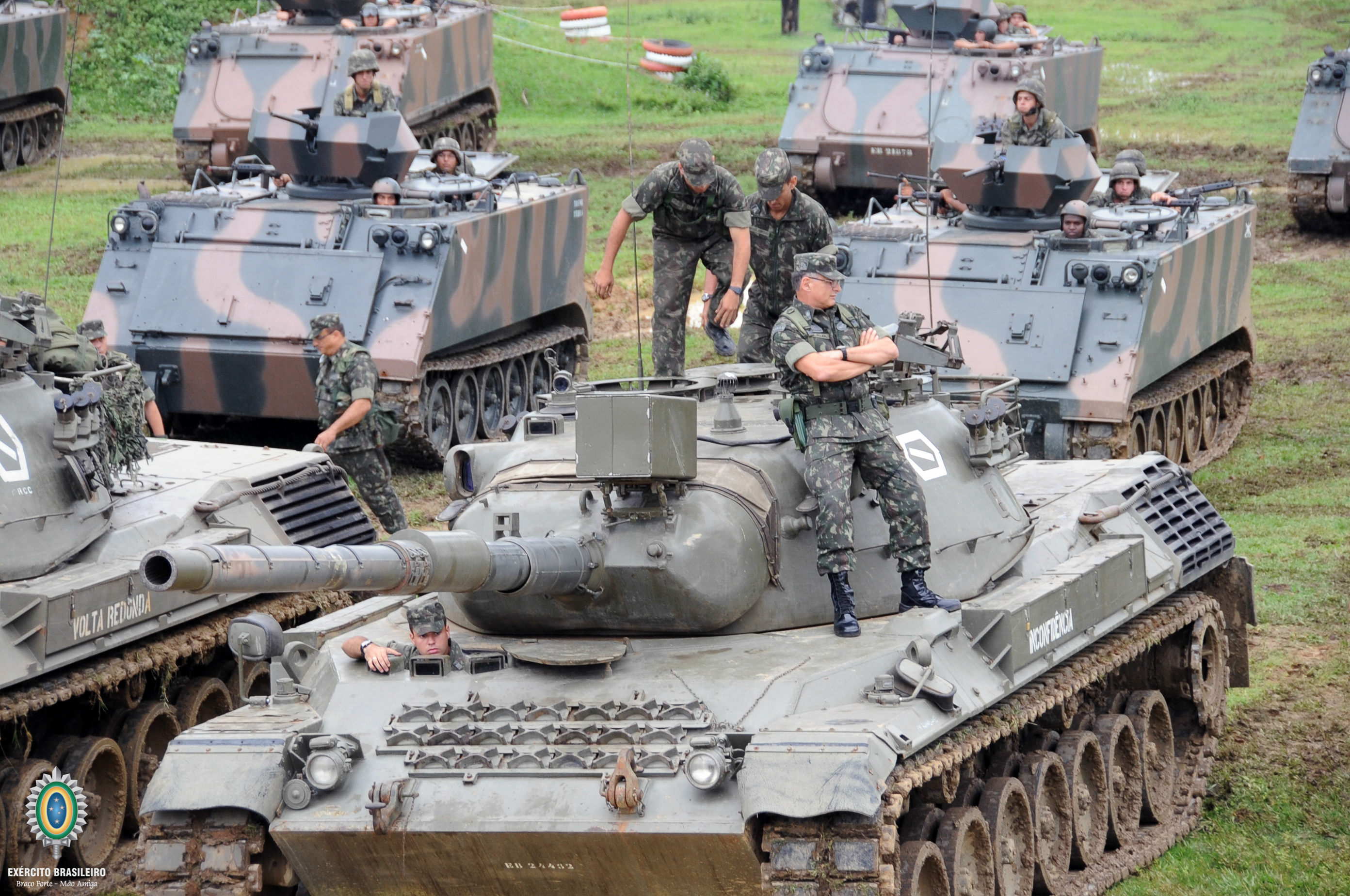
Un Leopard 1A1 in formazione
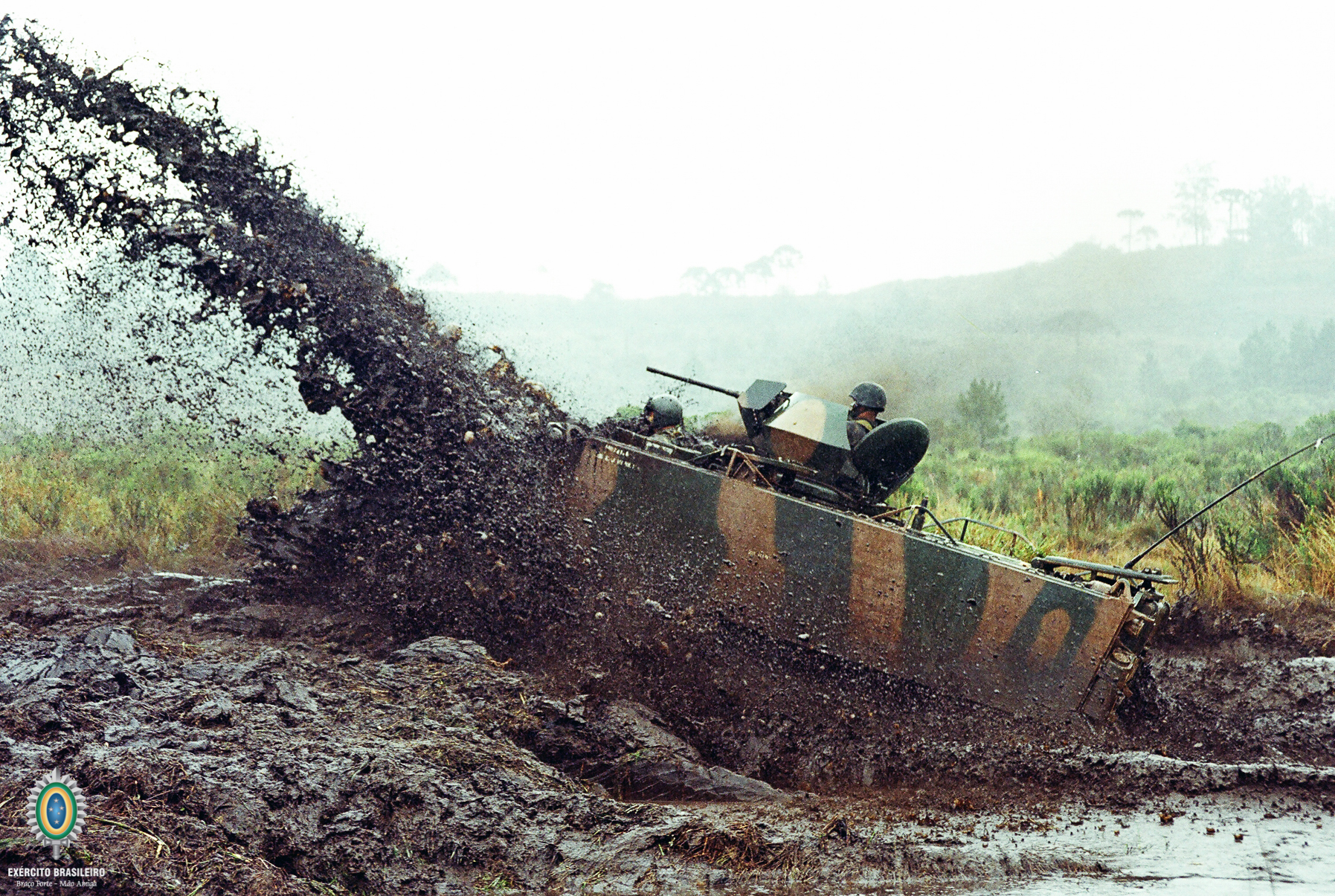
Un M-113 in avanzata
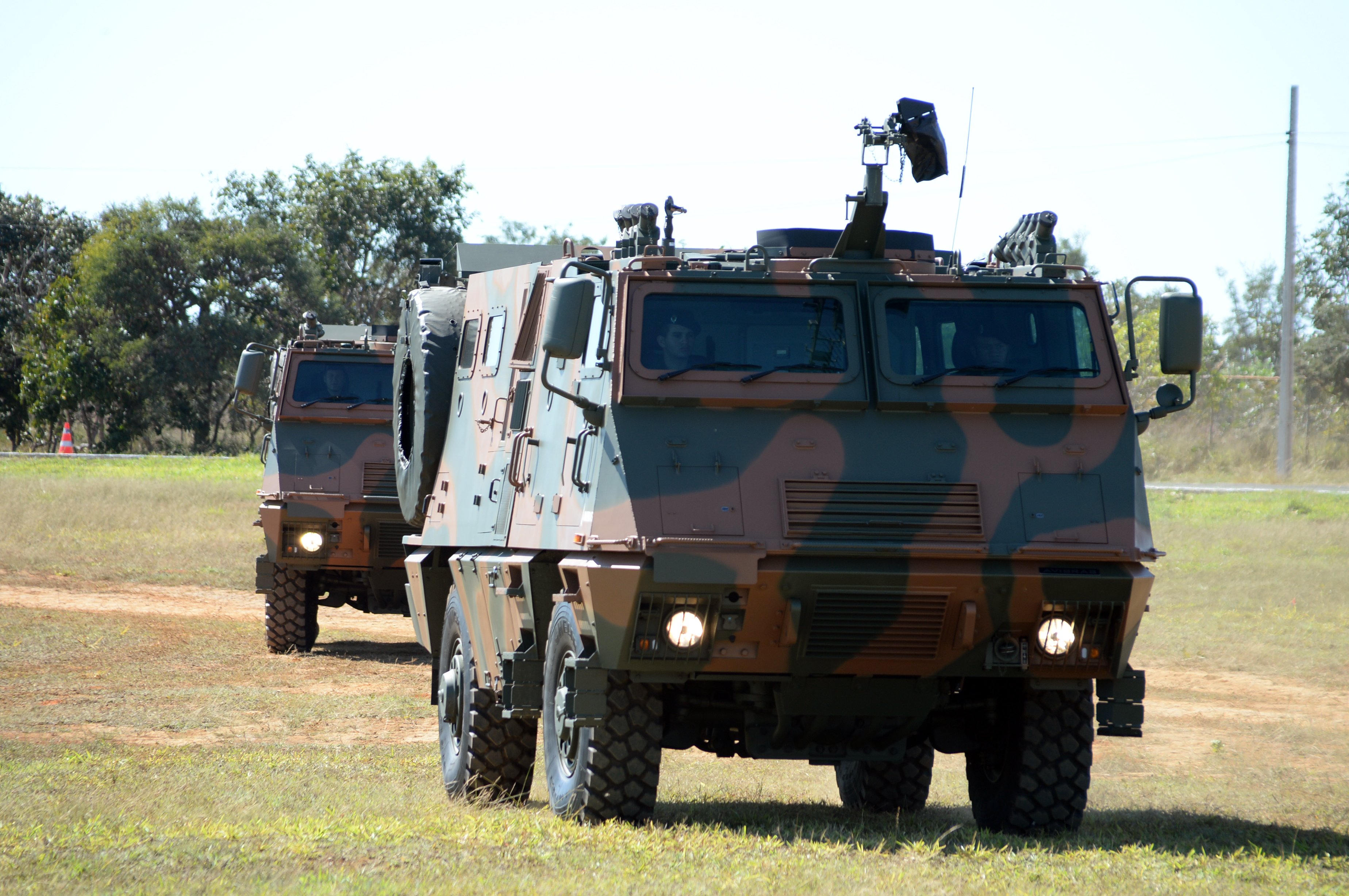
Veicolo corazzato leggero AV-VBL
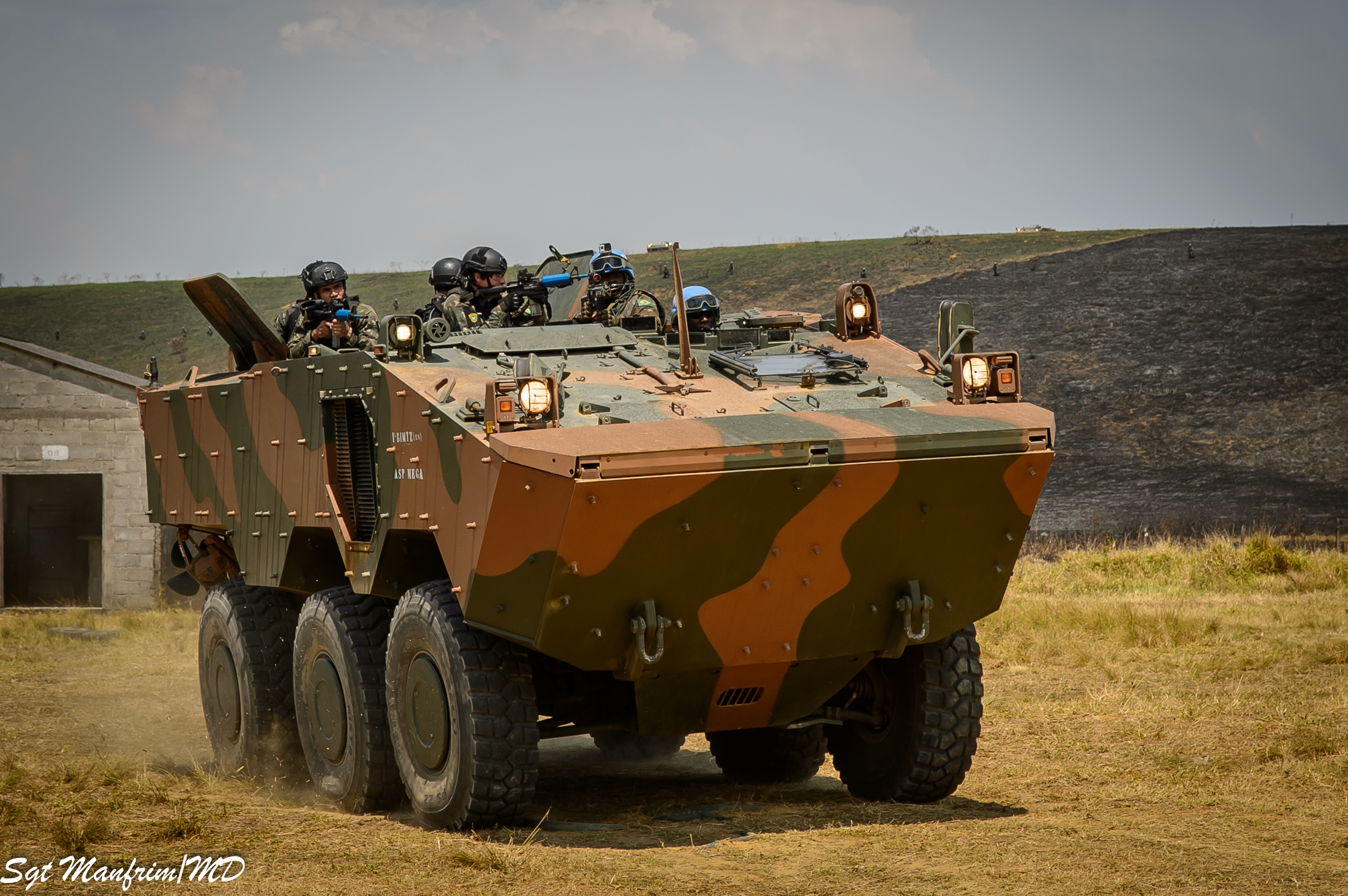
Veicolo corazzato della fanteria meccanizzata VBTP-MR Guarani
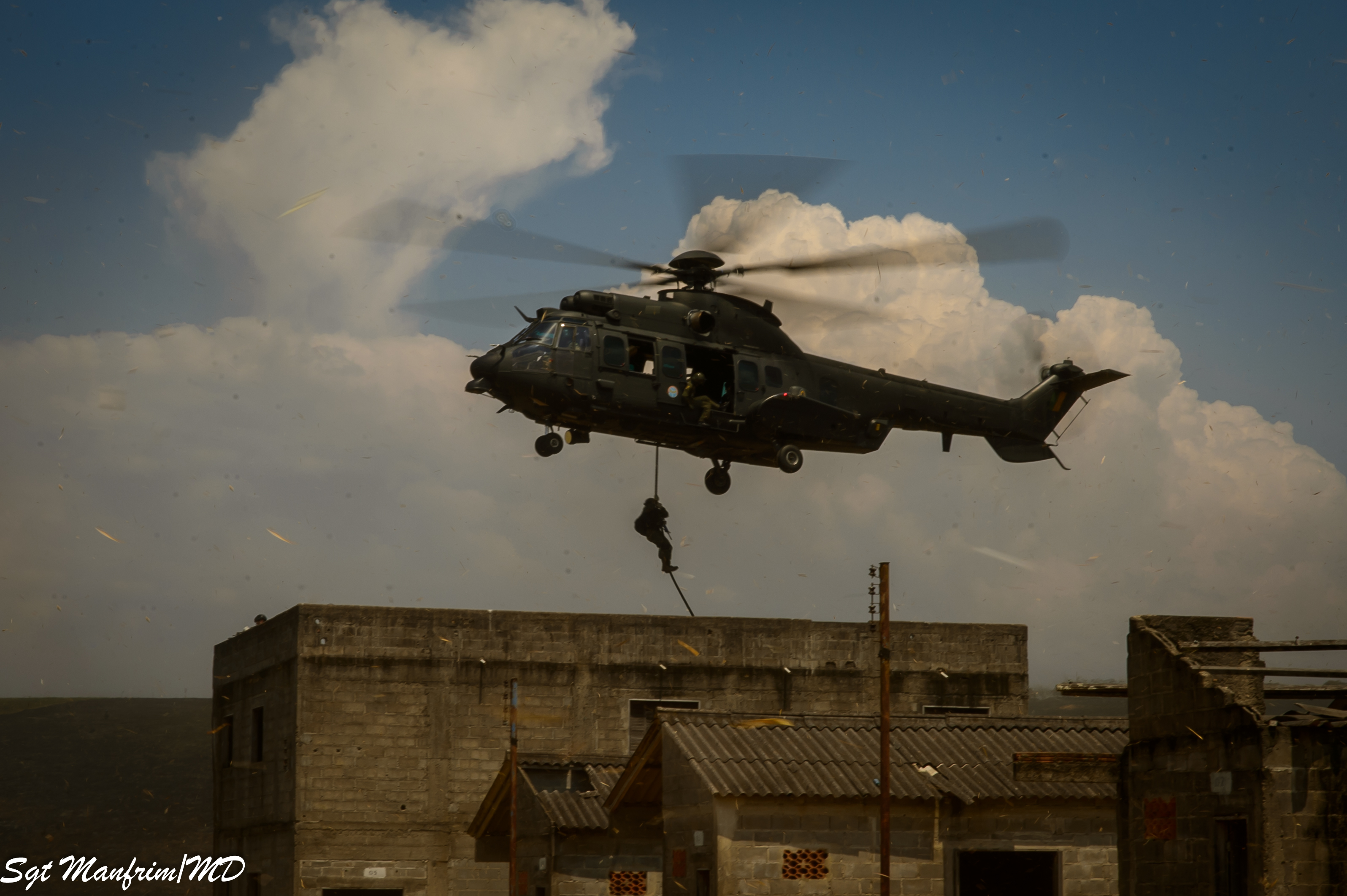
Elicottero EC 725 Caracal
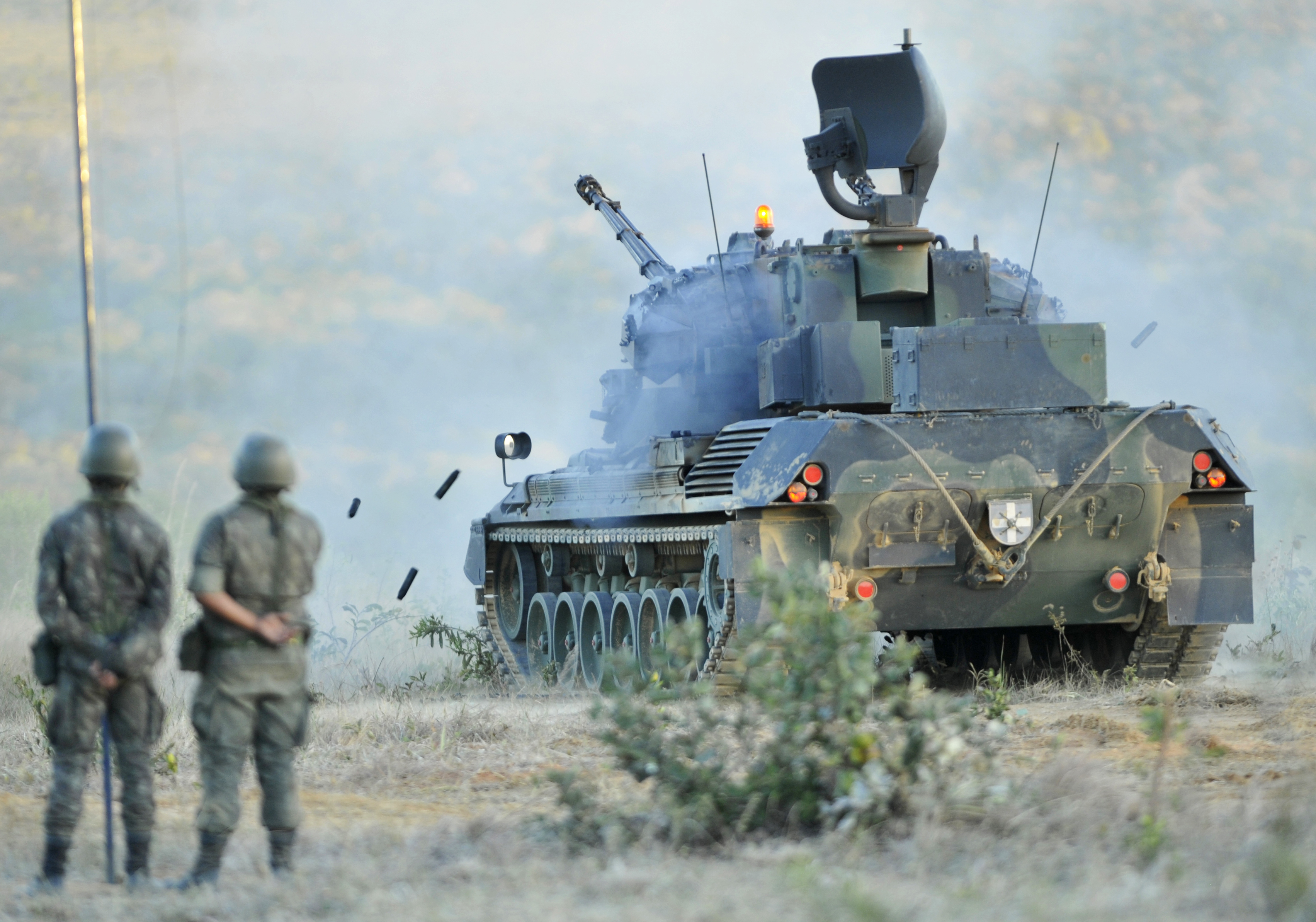
Un Flakpanzer Gepard brasiliano in esercitazione di tiro
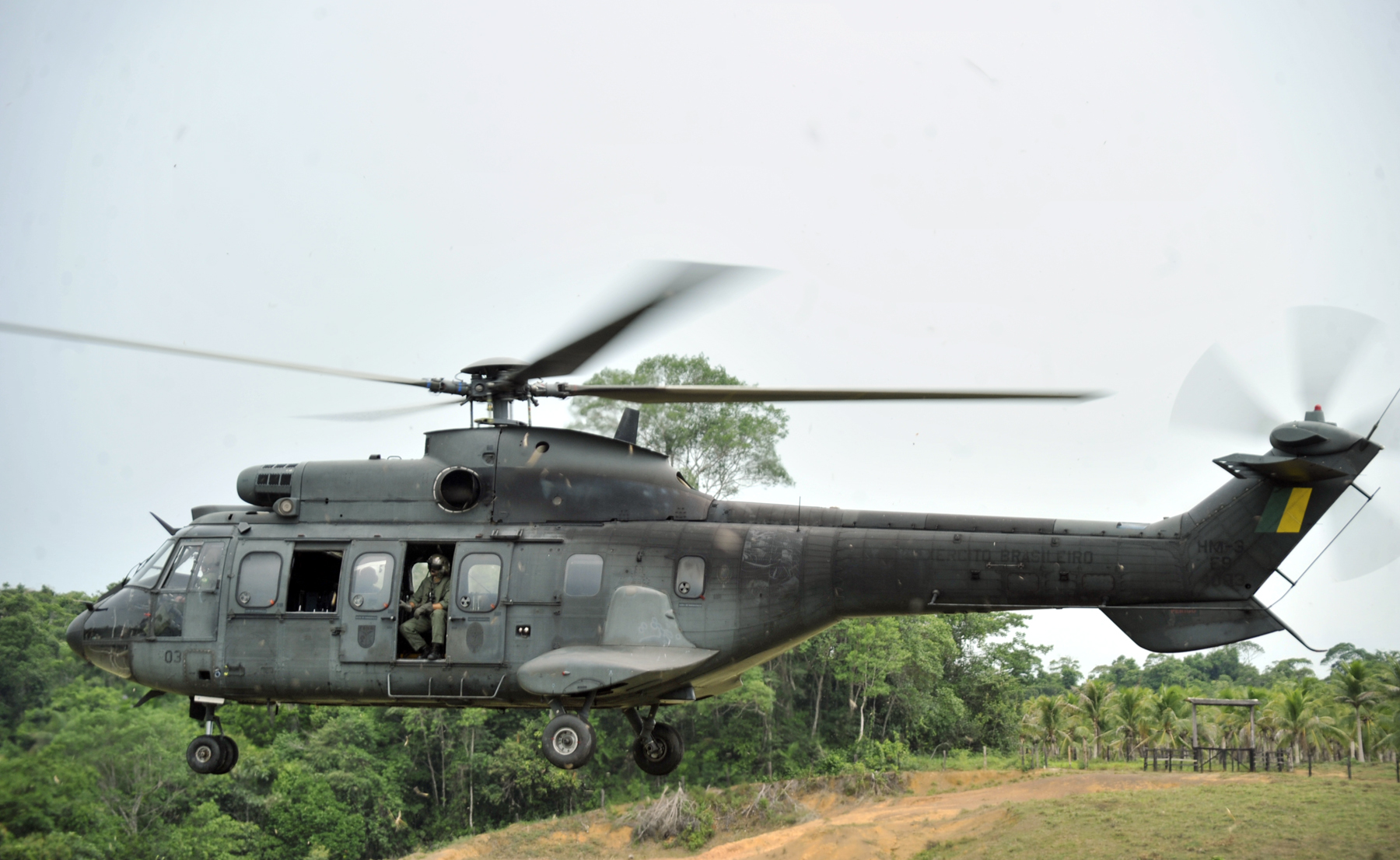
Elicottero AS-532 Cougar.
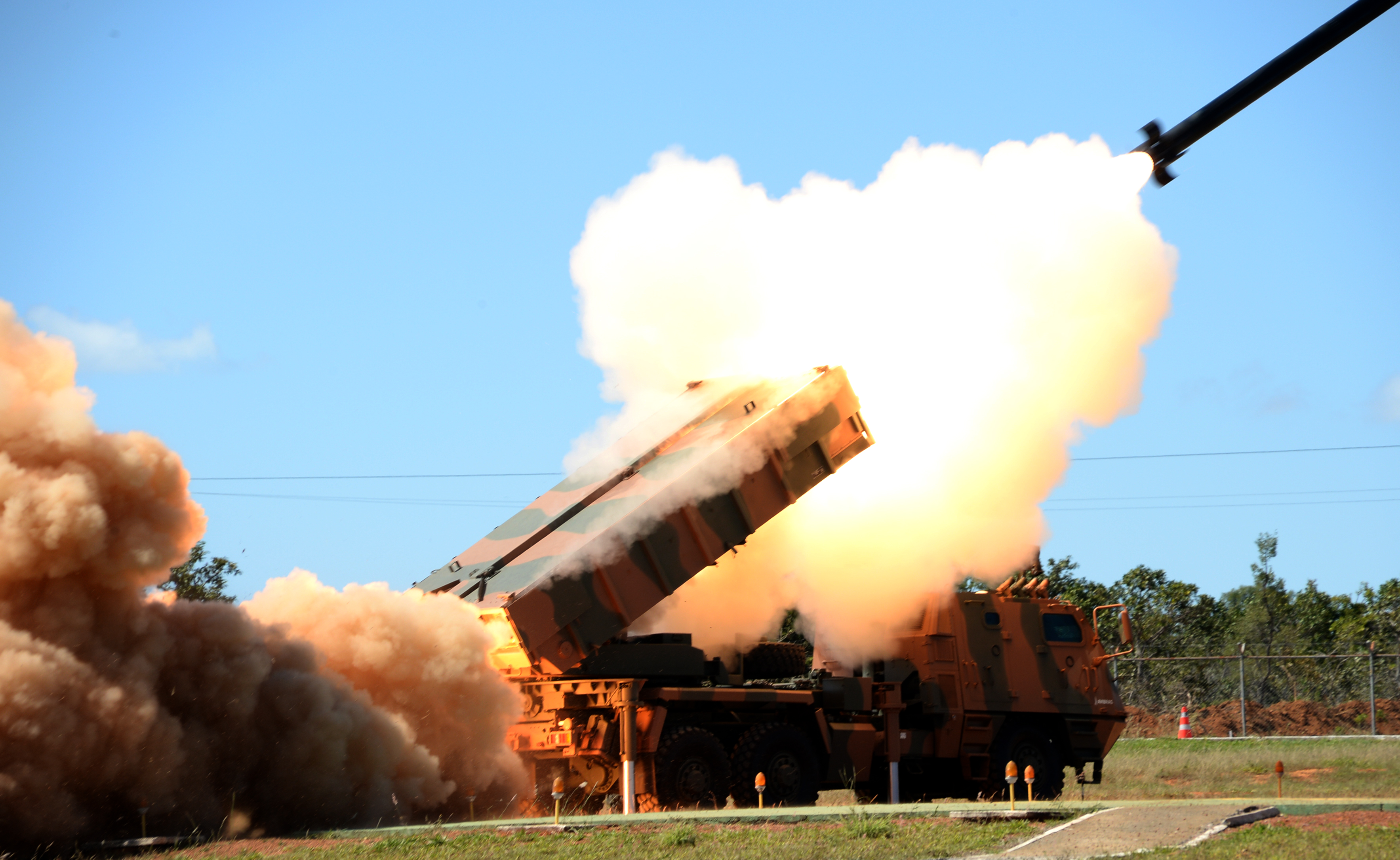
Un lanciarazzi multiplo ASTROS 2020 in azione
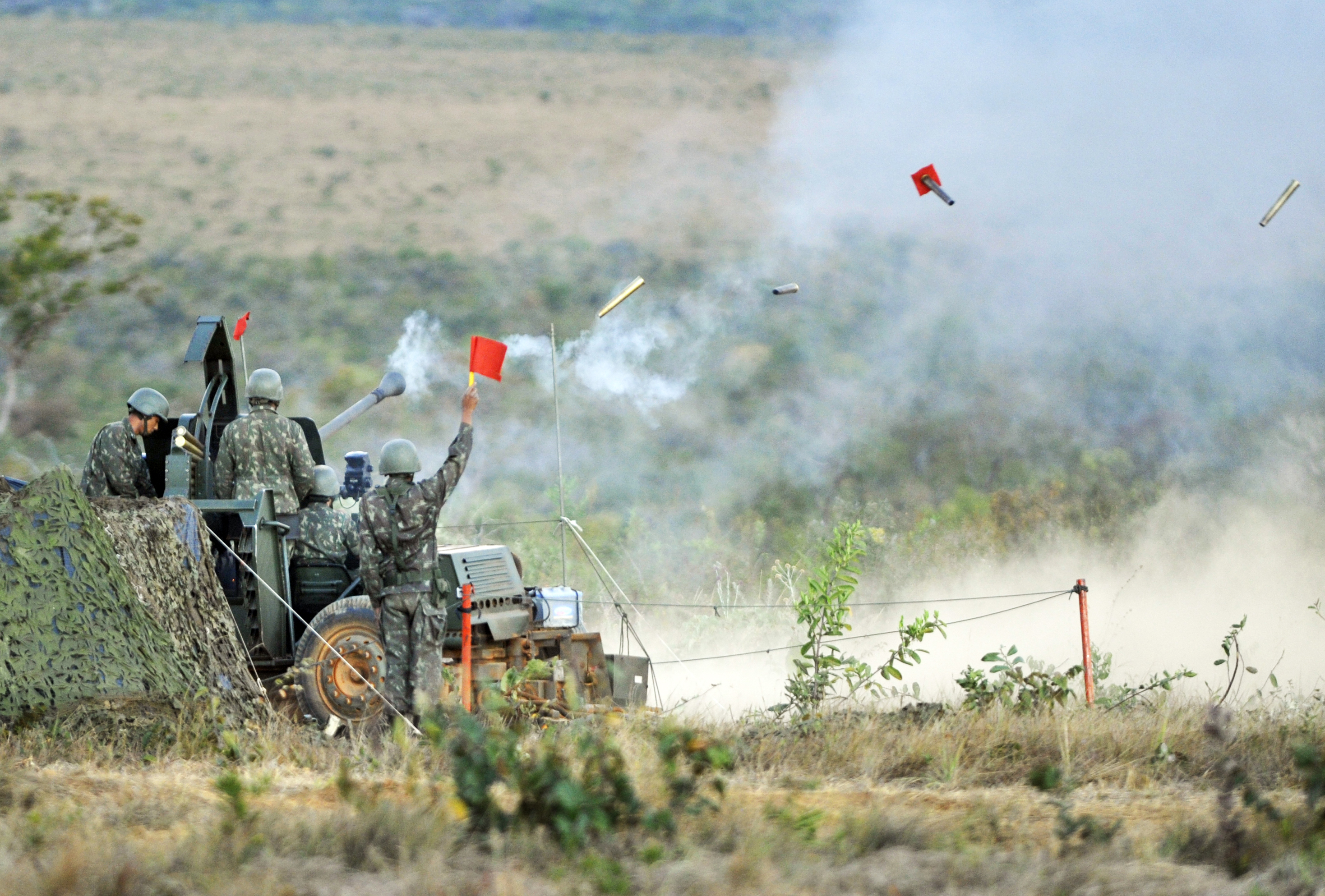
Un cannone Bofors 40 mm AA in azione
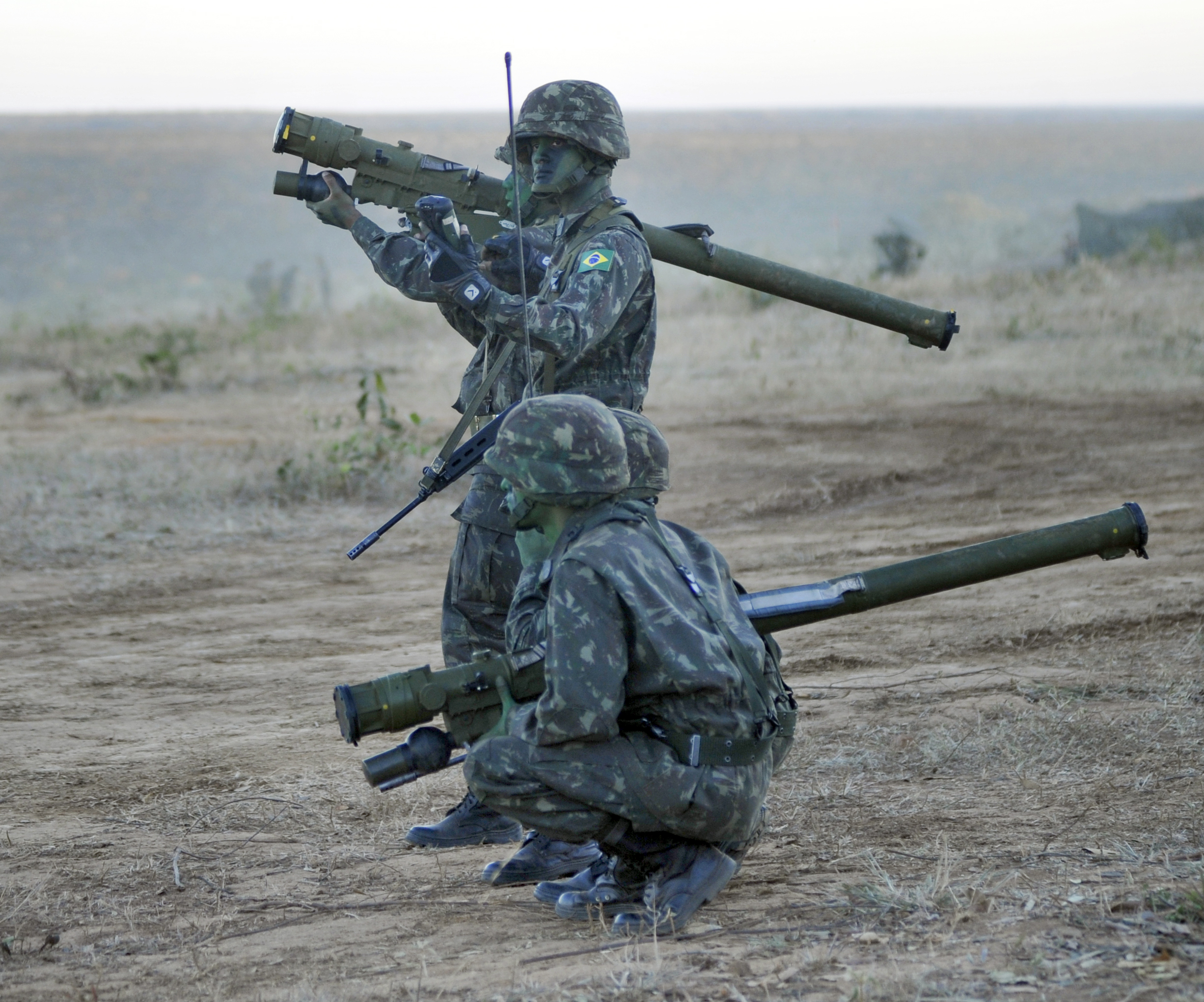
Sistema Igla
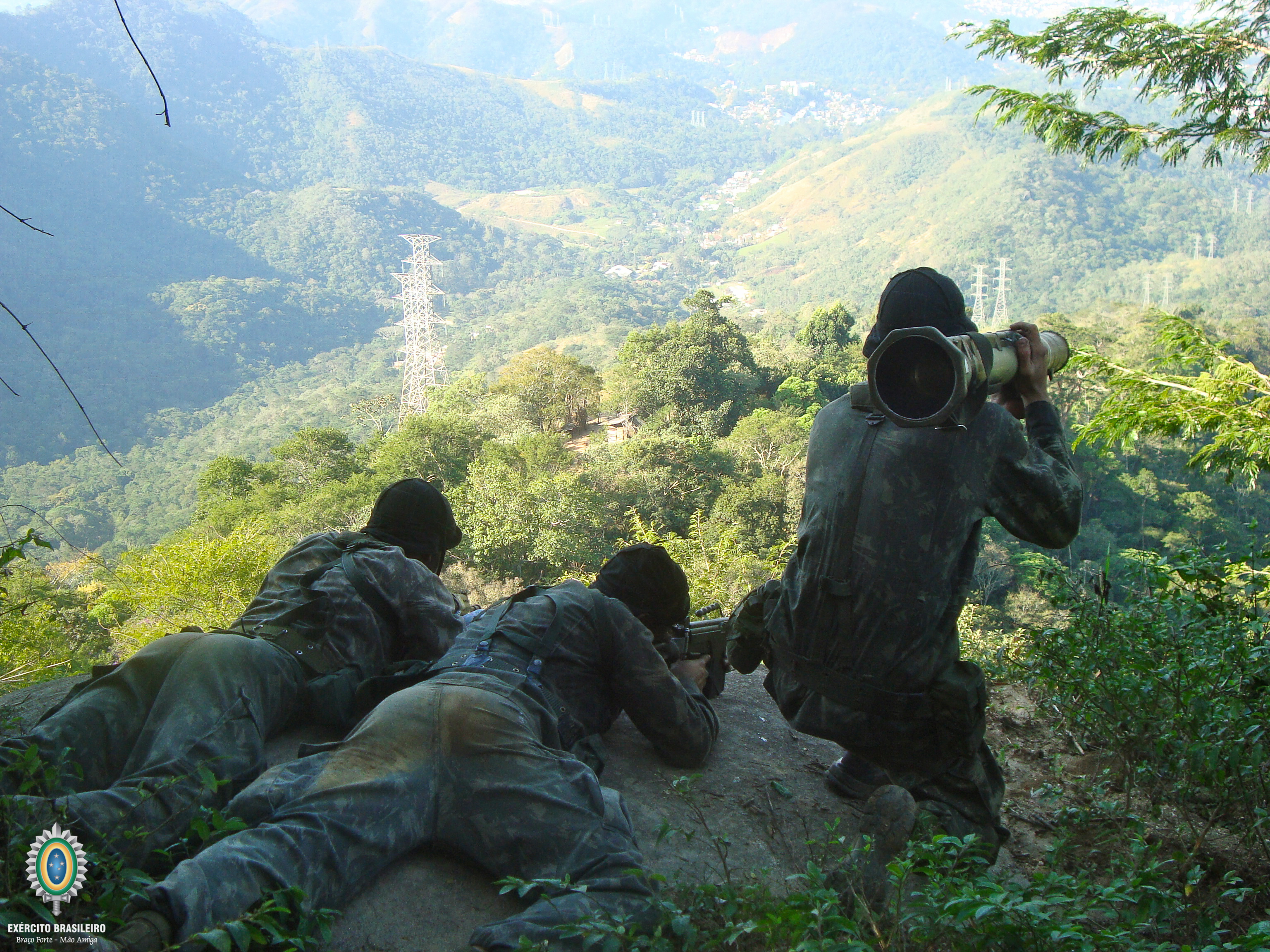
Sistema AT4
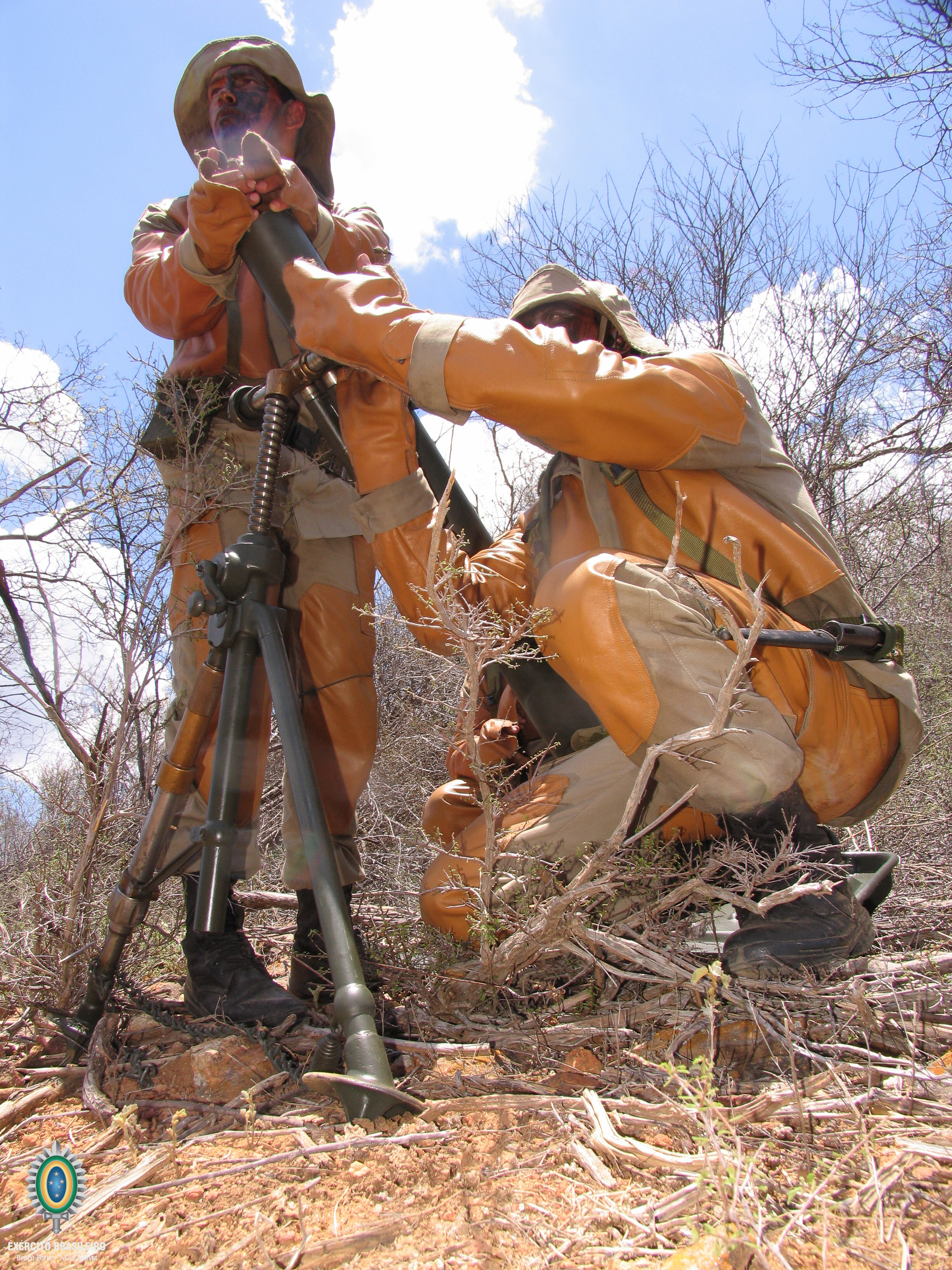
Mortaio da 81mm
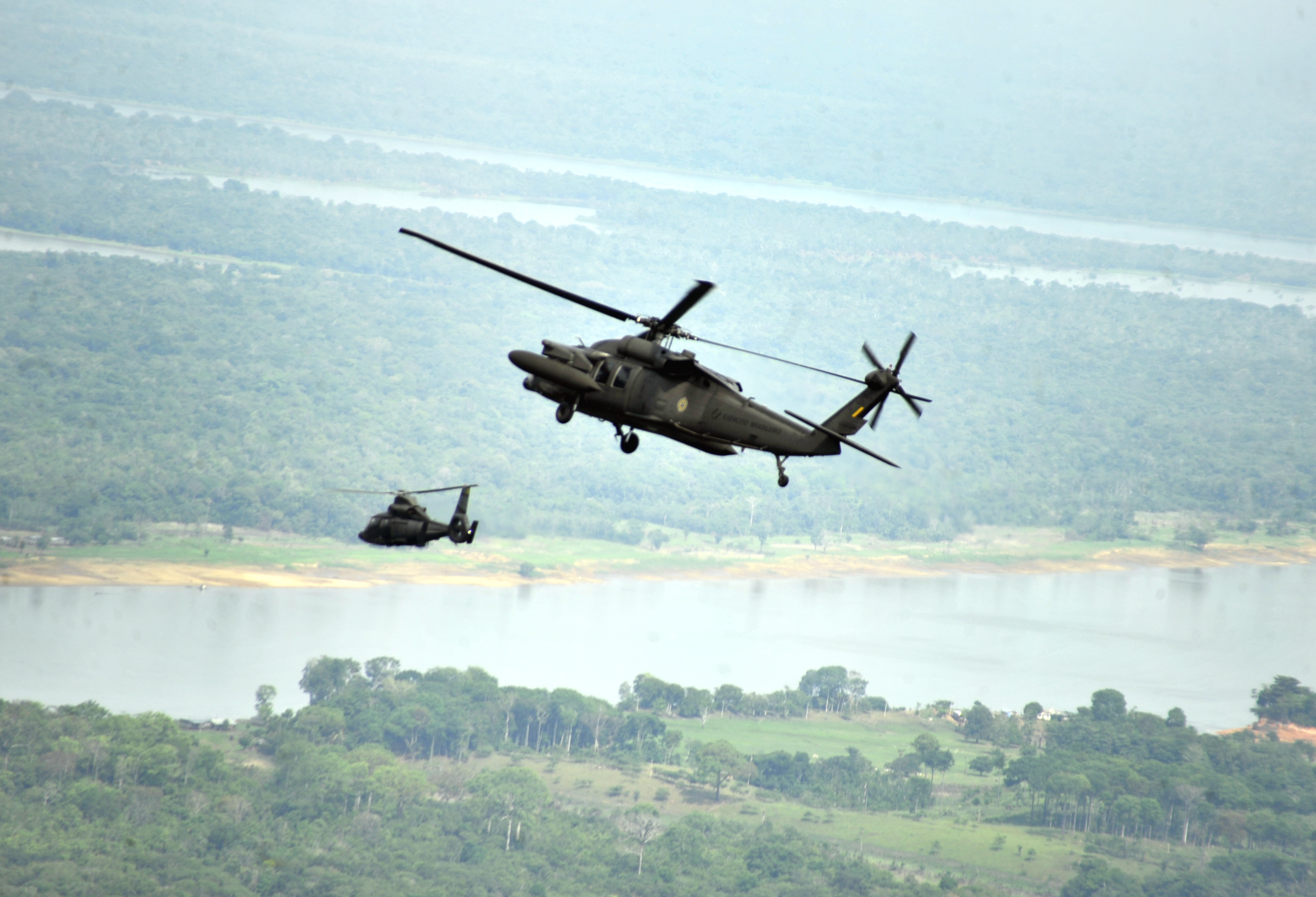
UH-60 Black Hawk nell'Aviazione dell'esercito brasiliano.
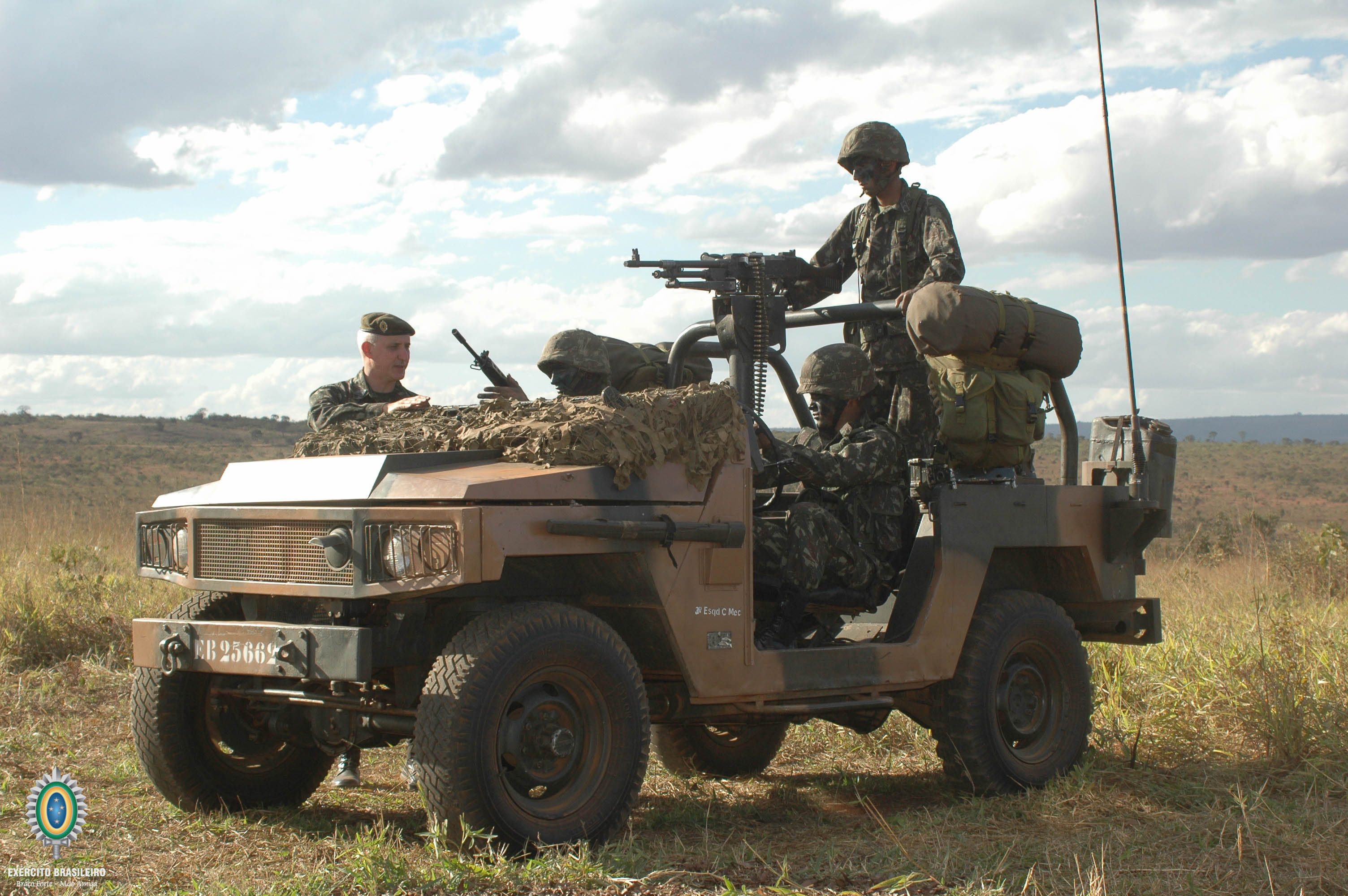
Veicolo leggero Agrale Marruá AM2 in missione di ricognizione
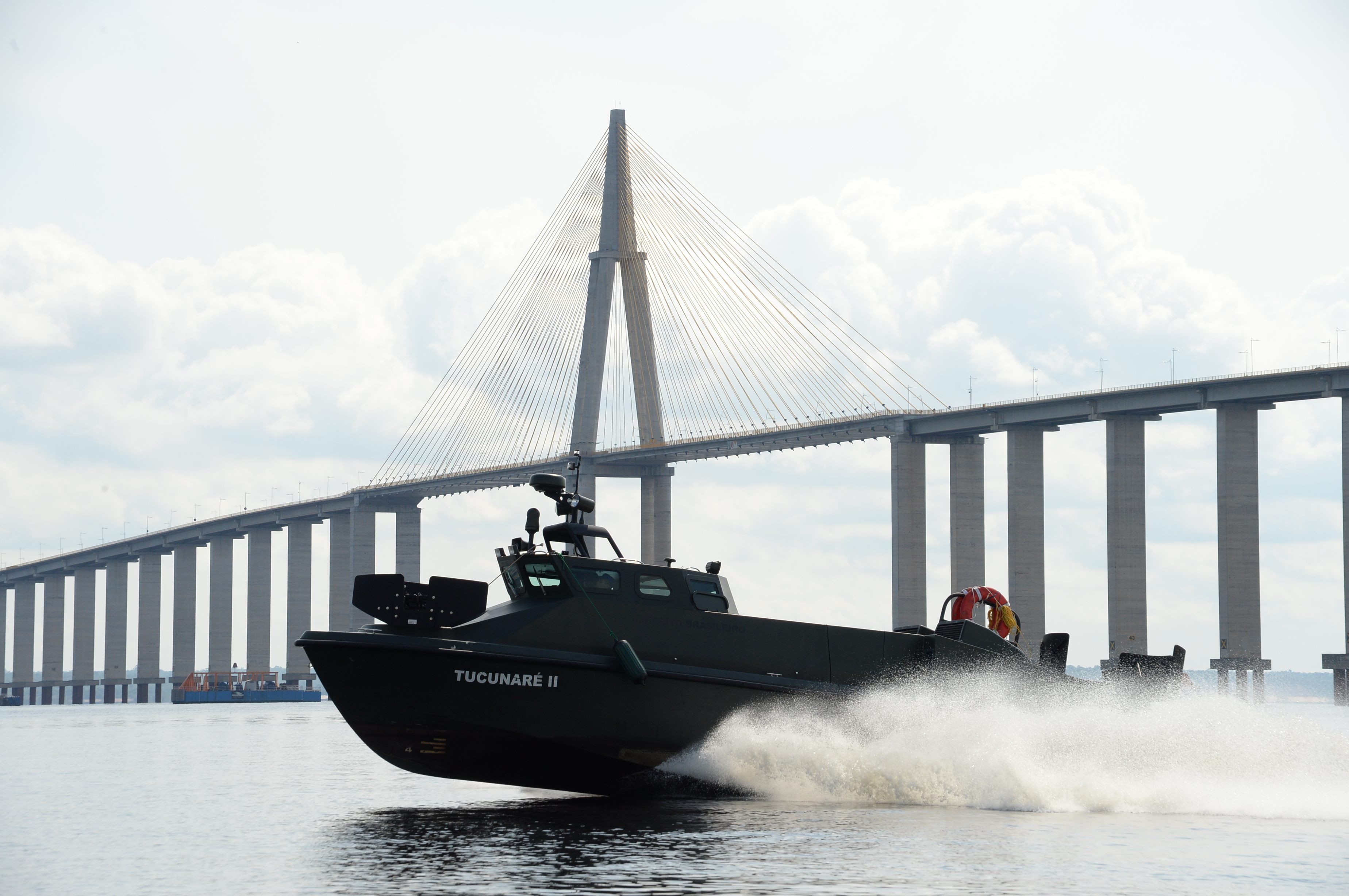
Motovedetta fluviale LPR-40.
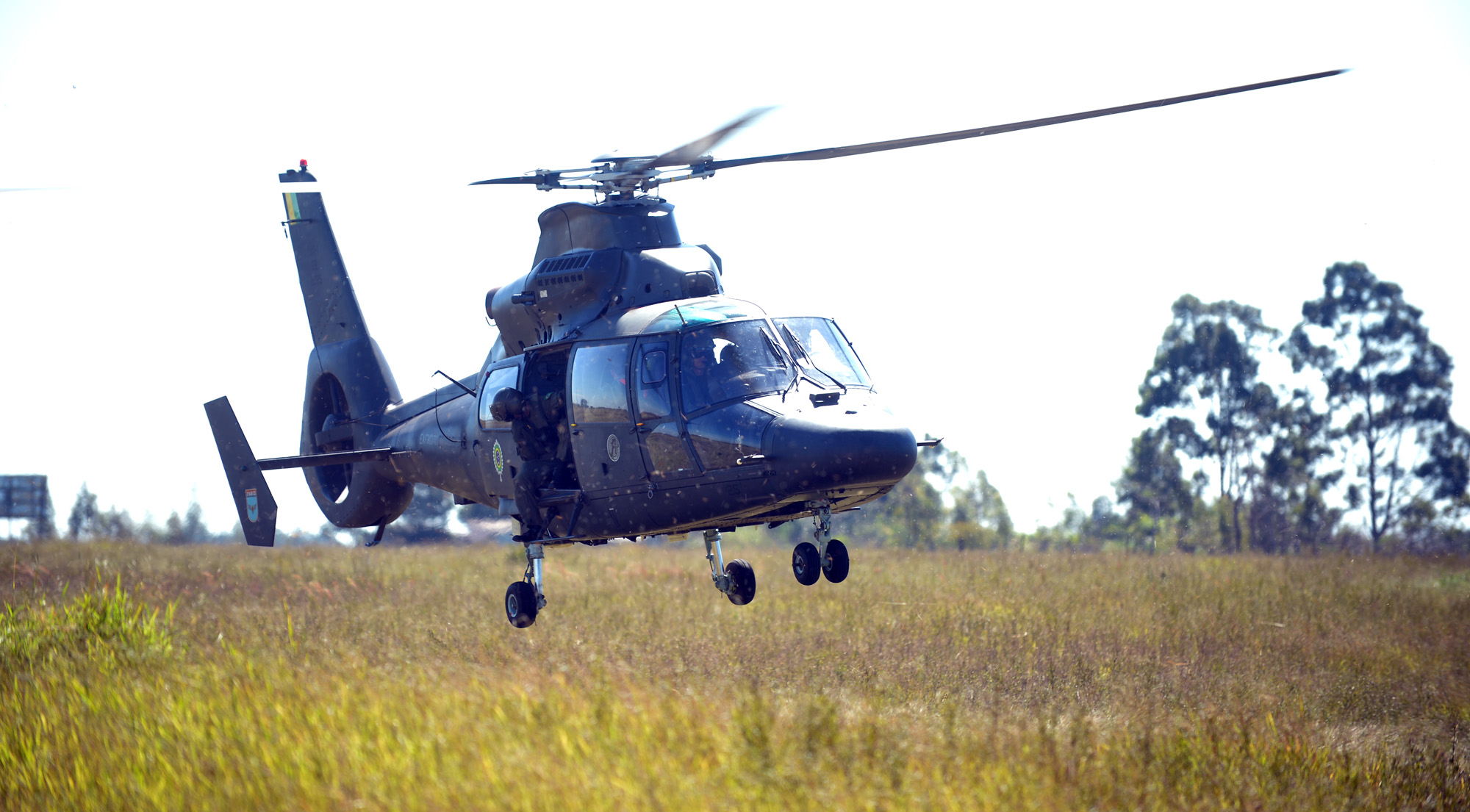
Elicottero AS565 Panther.
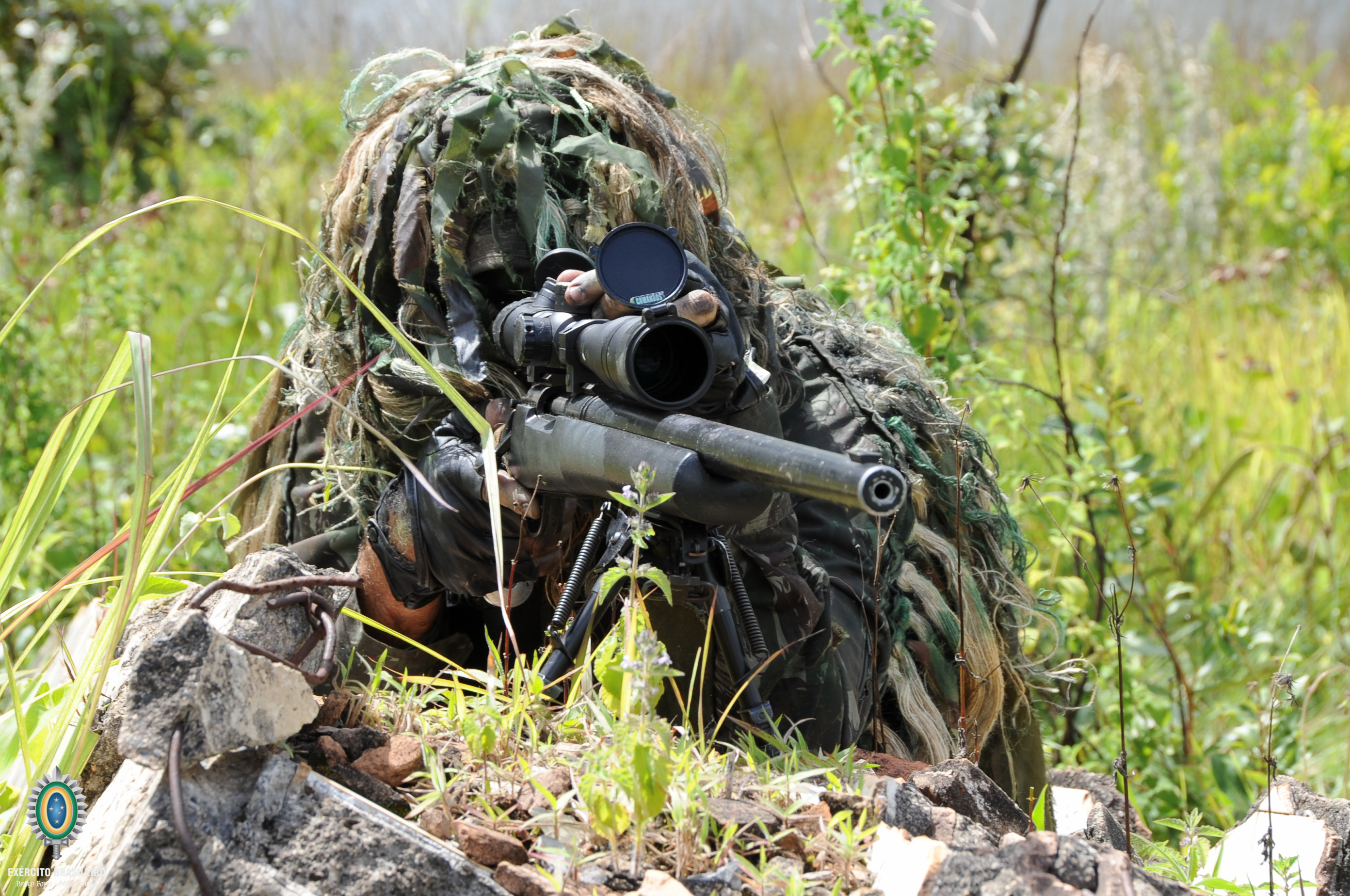
Cecchino brasiliano con un M40

## Gradi, uniformi ed insegne
Il grado più anziano dell'esercito brasiliano è il General de Exército (generale dell'esercito), un generale a quattro stelle. In tempo di guerra, o in circostanze eccezionali, una quinta stella può essere indossata dall'ufficiale più alto dell'esercito, che viene poi promosso a Marechal, (maresciallo dell'esercito). Gli ufficiali dell'esercito brasiliano indossano insegne di grado sulle spalline e l'esercito ha dieci gradi di ufficiale, noti anche come "gradi", escluso quello di un candidato ufficiale.
Il grado di ufficiale dell'esercito brasiliano da sottotenente a colonnello è direttamente equiparabile alle controparti dello United States Army, ma da allora in poi i sistemi divergono. Un General de Brigada brasiliano (generale di brigata) indossa due stelle, con compiti equivalenti a un maggior generale, il grado successivo più alto, General de Divisão (generale di divisione), equivalente a un tenente generale, ne indossa tre; le loro controparti statunitensi hanno rispettivamente solo due e tre stelle. Il grado successivo più alto, designato da quattro stelle, è General de Exército (generale dell'esercito). Il maresciallo indossa cinque stelle, ma quel grado è raramente raggiunto in servizio attivo. Questo grado corrisponde a un generale dell'esercito americano. L'ultimo maresciallo dell'esercito brasiliano è stato Waldemar Levy Cardoso, morto nel 2009, a 108 anni.
L'esercito brasiliano ha regole di pensionamento rigorose, sviluppate a metà degli anni '60 dal presidente Castelo Branco. La struttura di comando interna determina tutte le promozioni attraverso il grado di colonnello. Il presidente è coinvolto nelle promozioni a generale e sceglie un candidato da una lista di tre nomi presentati dall'Alto Comando. Una volta passato al Consiglio di promozione presidenziale, il colonnello non promuovibile deve ritirarsi. Tutti i colonnelli devono andare in pensione all'età di cinquantanove anni e tutti i generali a quattro stelle devono andare in pensione all'età di sessantasei anni, o dopo dodici anni come generale.

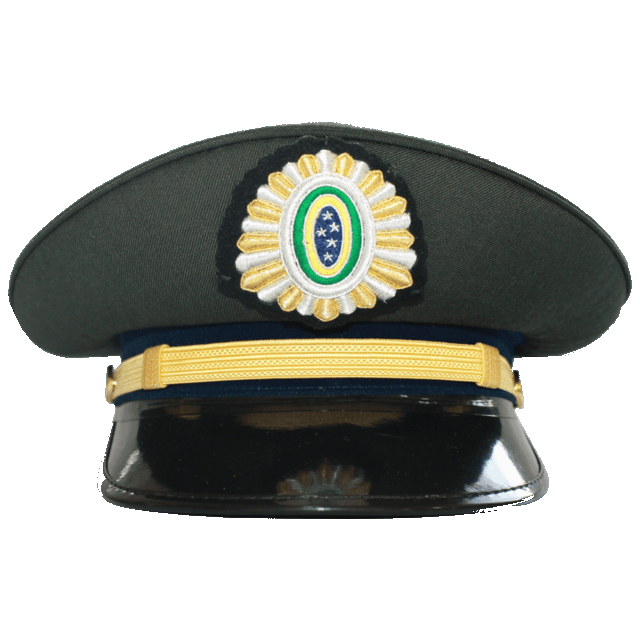
Cappello da sergente dell'esercito

Nonostante il sistema sopra o sotto, sotto il presidente José Sarney l'esercito divenne sbilanciato quando i generali iniziarono ad occupare molte posizioni che in precedenza erano state riservate ai colonnelli. Nel 1991 c'erano quindici generali a quattro stelle, quaranta a tre stelle e 110 generali a due stelle. La cifra per i generali a quattro stelle non ne includeva quattro che erano ministri nella Corte militare superiore (Superior Tribunal Militar - SMT). Così, a metà degli anni '90, l'esercito cercò di ridurre il numero di generali in servizio attivo. Nel 2014, c'erano quindici generali a quattro stelle, quarantacinque a tre stelle e ottantanove generali a due stelle in servizio attivo.
Il grado più alto arruolato nell'esercito brasiliano è Sub Tenente, che è l'equivalente di un sergente maggiore di comando e di un sergente maggiore americani. Gli altri sottufficiali sono il Primeiro Sargento, equivalente di un primo sergente o master sergeant americano, il Segundo Sargento (secondo sergente) equivalente a un sergente di prima classe e ad uno sergente scelto, ed il Terceiro Sargento, equivalente al sergente. Poi c'è il Cabo corporal, con gli stessi doveri di un sergente in un regolare plotone di fanteria dell'esercito, che funge da caposquadra. L'esercito brasiliano non ha un equivalente corrispondente al grado di specialista dell'esercito americano. Il Soldado è equivalente ad un soldato scelto o ad un soldato a seconda della durata del servizio.

## Equipaggiamento storico

### Carri armati
- Renault FT: 12 unità 1921–1942
- L3/35: 24 unità 1938–1944
- M3 Stuart A3/A5: 350 unità 1942–1978

- M3 Lee: 104 unità 1942–1969
- M4 Sherman A1: 85 unità 1944–1972

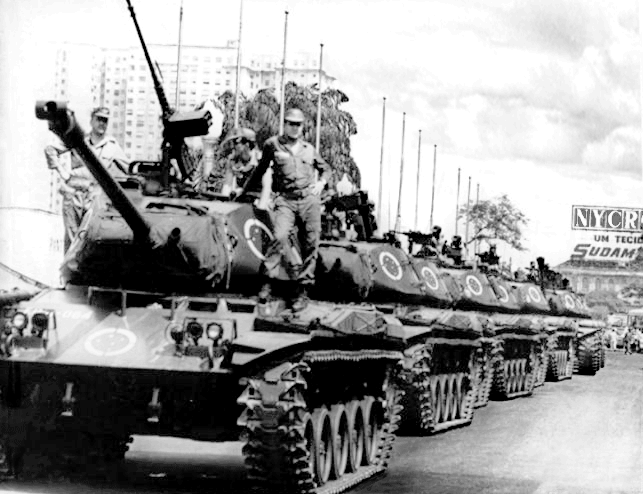
Fila di carri armati M-41 dell'esercito brasiliano nel 1968.

- M41 B/C: 340 unità 1960–2010 (100 in stoccaggio)
- EE-T1 Osório: 2 prototipi 1982–2004
- Leopard 1A5: 250 unità 1980-oggi
- Leopard 1BE: 128 unità 1977-oggi

### Veicoli corazzati
- Citroën P17: 10 unità 1935–1950
- Sd.Kfz.6,7,8: 11 unità 1939–1960
- M4: ? 1941–1980
- M8 Greyhound: 15 unità 1944–1976

- M20: 20 unità 1945–1985

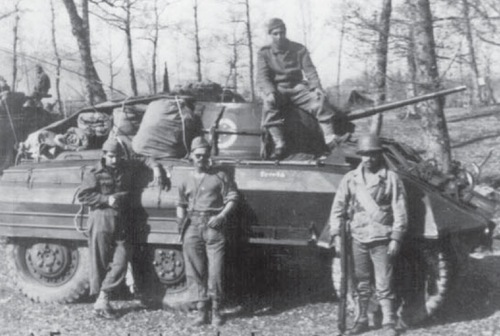
L'equipaggio di un M8 Greyhound della 1ª Divisione brasiliana, Nord Italia, seconda guerra mondiale.

- M3 Scout Car A1: 100 unità 1942–1979

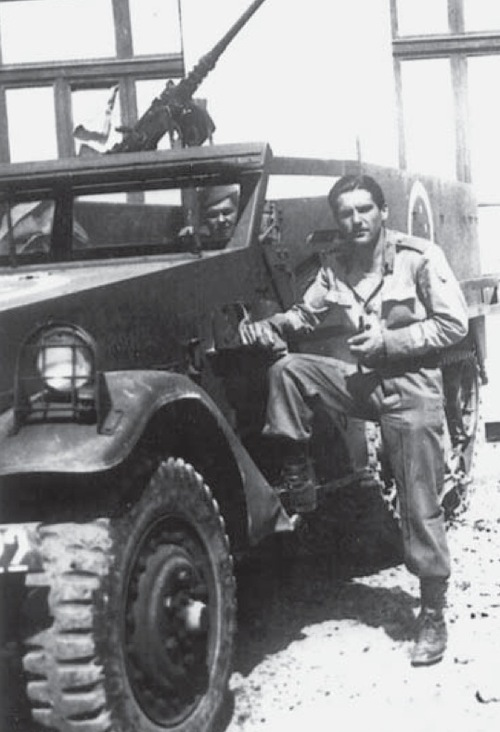
A Brazilian Recon Team poses in front of their M3 halftrack.

- M2 Half Track: 437 unità 1943–1980
- M3 Half-track: 49 unità 1944–1976
- M59: 500 unità 1960–1982

### Artiglieria
- Canet 100mm: ? 1880–1911
- Hotchkiss: ? 1887–1936
- Bofors 75 mm Model 1934: ? 1935–1960
- Krupp 7.5 cm M. 1903: 10 unità 1936–1970
- 7,5 cm FK 38: 80 unità 1939–1970
- 8,8 cm Flak 18/36/37/41: ~10 unità 1939–1960
- BL 6-inch Gun Mk XIX: 116 unità 1942–1977
- M116: ~100 unità 1940–1980
- M3: 10 unità 1943–1970
- Ordnance QF 25-pounder: ? 1943–1970
- Bethlehem 177: 11 unità 1945–1968
- 90 mm M1/M2/M3: ? 1944–1977
- Roland: 4 unità 1970–1999

### Veicoli storici
- Dodge WC: ? 1940–1985
- CCKW: ? 1940–1970
- Willys MB: ~1.000 unità 1946–2000
- Dodge M37: ? 1960–1993
- EE-34: ? 1973–2002